# Abertura Ruy López
A abertura Ruy López, também chamada de abertura espanhola, é uma famosa abertura de xadrez. Trata-se, talvez, da abertura mais famosa do xadrez, devendo o seu nome ao célebre enxadrista espanhol do século XVI Ruy López de Segura. É caracterizada pelos movimentos
1.e4 e5
2.♘f3 ♘c6
3.♗b5
É uma variação da linha principal de código ECO C44. É uma das mais populares abertura de xadrez, e as suas variantes ocupam, na Enciclopédia de Aberturas do Xadrez os códigos C60 a C99.
Abertura italiana: 1.e4 e5 2.♘f3 ♘c6 3.♗c4
Abertura escocesa: 1.e4 e5 2.♘f3 ♘c6 3.d4

## História
A abertura recebe o nome do sacerdote espanhol Ruy López de Segura, que fez o primeiro estudo exaustivo sobre esta abertura, um livro de 150 páginas chamado Libro del Ajedrez, em 1561. Apesar de receber seu nome, não é de sua autoria, sendo referida, por exemplo, no Manuscrito de Göttingen, que foi escrito em torno de 1490.
Entretanto, a abertura não se tornou popular antes da metade do século XIX, quando o teórico russo Carl Jaenisch redescobriu seu potencial. Desde então a popularidade da abertura só cresceu, sendo adotada até mesmo por Grandes Mestres em seus jogos.

## Linha Básica
Basicamente, o terceiro lance das Brancas ataca o Cavalo que defende o peão em e5 contra um ataque do Cavalo em f3. É importante notar que a ameaça aparente das Brancas ganharem o peão preto da coluna "e" com 4.♗xc6 dxc6 5.♘xe5 é ilusório - as Pretas podem responder com 5…♕d4, fazendo um garfo no Cavalo e no peão, ou 5…♕g5, fazendo um garfo do Cavalo e do peão em g2, os dois lances permitindo ganho material e uma boa posição. 3.♗b5 ainda assim é um bom lance: desenvolve uma peça, prepara o roque, e prepara uma pregadura potencial contra o Rei preto. Entretanto, como o terceiro lance das Brancas não apresenta uma ameaça imediata, o leque de respostas possíveis das Pretas é bem amplo. Esta abertura também tem sido chamada de "Tortura Espanhola", porque as Pretas precisam lutar por muito tempo para conseguir a igualdade.

### Lances comentados
Veja os lances que caracterizam a Ruy López comentados:
1. e4
A abertura do Peão do Rei é tanto popular quanto lógica. Controla o centro do tabuleiro, abre linhas tanto para a Dama como para o Bispo e conduz a um jogo aberto onde golpes táticos, ao invés de manobras lentas, predominam.
1.... e5
As negras respondem simetricamente e fazem um desafio direto nas casas centrais.
2. ♘f3
Com a possível exceção de: 2. f4 (Gambito do rei), este é o segundo movimento mais lógico contra a resposta simétrica das Negras para o Peão do Rei. O Cavalo ataca e5, abre o caminho para um roque eventual e descansa em sua melhor casa defensiva.
2.... ♘c6
Agora, se as Brancas jogarem 3.♘c3 (em vez da Ruy López), ocorrerá a Abertura dos Três Cavalos.
3.♗b5
Este é o movimento de Ruy López. É projetado para manter pressão no centro das Negras, a longo prazo. Se o Bispo do Rei for afugentado, assumirá uma posição em b3 ou c2 para manter o foco de ataque no lado do Rei ou nas casas centrais.
O terceiro lance das negras determina o caminho para as diversas variantes da Ruy Lopez
3... ♘f6 - Variante Berlim
3... ♗c5 - Variante Clássica
3... d6 - Variante Steinitz
3... g6 - Variante Smyslov
3... ♘d4 - Variante Bird
3... ♘ge7 - Variante Cozio
3... f5 - Gambito Jaenish ou Variante Schlieman
mas o mais jogado que é considerado como linha principal e levará a todas as variantes descritas abaixo é :
3... a6 , onde o Bispo em b5 fica obrigado a escolher entre a troca precoce com o Cavalo em c6, que leva a variante das trocas, ou recuar para a4, onde a sequencia de lances normalmente leva a dois sistemas principais: a variante aberta (5... ♘xd4) e as variantes fechadas (5... ♗e7)

## Variantes Principais

### Variante das Trocas
| \| \| a \| b \| c \| d \| e \| f \| g \| h \| \| \| 8 \| a8 preto torre · c8 preto bispo · d8 preto rainha · e8 preto rei · f8 preto bispo · g8 preto cavalo · h8 preto torre · b7 preto peão · c7 preto peão · f7 preto peão · g7 preto peão · h7 preto peão · a6 preto peão · c6 preto peão · e5 preto peão · e4 branco peão · f3 branco cavalo · a2 branco peão · b2 branco peão · c2 branco peão · d2 branco peão · f2 branco peão · g2 branco peão · h2 branco peão · a1 branco torre · b1 branco cavalo · c1 branco bispo · d1 branco rainha · e1 branco rei · h1 branco torre \| a8 preto torre · c8 preto bispo · d8 preto rainha · e8 preto rei · f8 preto bispo · g8 preto cavalo · h8 preto torre · b7 preto peão · c7 preto peão · f7 preto peão · g7 preto peão · h7 preto peão · a6 preto peão · c6 preto peão · e5 preto peão · e4 branco peão · f3 branco cavalo · a2 branco peão · b2 branco peão · c2 branco peão · d2 branco peão · f2 branco peão · g2 branco peão · h2 branco peão · a1 branco torre · b1 branco cavalo · c1 branco bispo · d1 branco rainha · e1 branco rei · h1 branco torre \| a8 preto torre · c8 preto bispo · d8 preto rainha · e8 preto rei · f8 preto bispo · g8 preto cavalo · h8 preto torre · b7 preto peão · c7 preto peão · f7 preto peão · g7 preto peão · h7 preto peão · a6 preto peão · c6 preto peão · e5 preto peão · e4 branco peão · f3 branco cavalo · a2 branco peão · b2 branco peão · c2 branco peão · d2 branco peão · f2 branco peão · g2 branco peão · h2 branco peão · a1 branco torre · b1 branco cavalo · c1 branco bispo · d1 branco rainha · e1 branco rei · h1 branco torre \| a8 preto torre · c8 preto bispo · d8 preto rainha · e8 preto rei · f8 preto bispo · g8 preto cavalo · h8 preto torre · b7 preto peão · c7 preto peão · f7 preto peão · g7 preto peão · h7 preto peão · a6 preto peão · c6 preto peão · e5 preto peão · e4 branco peão · f3 branco cavalo · a2 branco peão · b2 branco peão · c2 branco peão · d2 branco peão · f2 branco peão · g2 branco peão · h2 branco peão · a1 branco torre · b1 branco cavalo · c1 branco bispo · d1 branco rainha · e1 branco rei · h1 branco torre \| a8 preto torre · c8 preto bispo · d8 preto rainha · e8 preto rei · f8 preto bispo · g8 preto cavalo · h8 preto torre · b7 preto peão · c7 preto peão · f7 preto peão · g7 preto peão · h7 preto peão · a6 preto peão · c6 preto peão · e5 preto peão · e4 branco peão · f3 branco cavalo · a2 branco peão · b2 branco peão · c2 branco peão · d2 branco peão · f2 branco peão · g2 branco peão · h2 branco peão · a1 branco torre · b1 branco cavalo · c1 branco bispo · d1 branco rainha · e1 branco rei · h1 branco torre \| a8 preto torre · c8 preto bispo · d8 preto rainha · e8 preto rei · f8 preto bispo · g8 preto cavalo · h8 preto torre · b7 preto peão · c7 preto peão · f7 preto peão · g7 preto peão · h7 preto peão · a6 preto peão · c6 preto peão · e5 preto peão · e4 branco peão · f3 branco cavalo · a2 branco peão · b2 branco peão · c2 branco peão · d2 branco peão · f2 branco peão · g2 branco peão · h2 branco peão · a1 branco torre · b1 branco cavalo · c1 branco bispo · d1 branco rainha · e1 branco rei · h1 branco torre \| a8 preto torre · c8 preto bispo · d8 preto rainha · e8 preto rei · f8 preto bispo · g8 preto cavalo · h8 preto torre · b7 preto peão · c7 preto peão · f7 preto peão · g7 preto peão · h7 preto peão · a6 preto peão · c6 preto peão · e5 preto peão · e4 branco peão · f3 branco cavalo · a2 branco peão · b2 branco peão · c2 branco peão · d2 branco peão · f2 branco peão · g2 branco peão · h2 branco peão · a1 branco torre · b1 branco cavalo · c1 branco bispo · d1 branco rainha · e1 branco rei · h1 branco torre \| a8 preto torre · c8 preto bispo · d8 preto rainha · e8 preto rei · f8 preto bispo · g8 preto cavalo · h8 preto torre · b7 preto peão · c7 preto peão · f7 preto peão · g7 preto peão · h7 preto peão · a6 preto peão · c6 preto peão · e5 preto peão · e4 branco peão · f3 branco cavalo · a2 branco peão · b2 branco peão · c2 branco peão · d2 branco peão · f2 branco peão · g2 branco peão · h2 branco peão · a1 branco torre · b1 branco cavalo · c1 branco bispo · d1 branco rainha · e1 branco rei · h1 branco torre \| 8 \| \| 7 \| a8 preto torre · c8 preto bispo · d8 preto rainha · e8 preto rei · f8 preto bispo · g8 preto cavalo · h8 preto torre · b7 preto peão · c7 preto peão · f7 preto peão · g7 preto peão · h7 preto peão · a6 preto peão · c6 preto peão · e5 preto peão · e4 branco peão · f3 branco cavalo · a2 branco peão · b2 branco peão · c2 branco peão · d2 branco peão · f2 branco peão · g2 branco peão · h2 branco peão · a1 branco torre · b1 branco cavalo · c1 branco bispo · d1 branco rainha · e1 branco rei · h1 branco torre \| a8 preto torre · c8 preto bispo · d8 preto rainha · e8 preto rei · f8 preto bispo · g8 preto cavalo · h8 preto torre · b7 preto peão · c7 preto peão · f7 preto peão · g7 preto peão · h7 preto peão · a6 preto peão · c6 preto peão · e5 preto peão · e4 branco peão · f3 branco cavalo · a2 branco peão · b2 branco peão · c2 branco peão · d2 branco peão · f2 branco peão · g2 branco peão · h2 branco peão · a1 branco torre · b1 branco cavalo · c1 branco bispo · d1 branco rainha · e1 branco rei · h1 branco torre \| a8 preto torre · c8 preto bispo · d8 preto rainha · e8 preto rei · f8 preto bispo · g8 preto cavalo · h8 preto torre · b7 preto peão · c7 preto peão · f7 preto peão · g7 preto peão · h7 preto peão · a6 preto peão · c6 preto peão · e5 preto peão · e4 branco peão · f3 branco cavalo · a2 branco peão · b2 branco peão · c2 branco peão · d2 branco peão · f2 branco peão · g2 branco peão · h2 branco peão · a1 branco torre · b1 branco cavalo · c1 branco bispo · d1 branco rainha · e1 branco rei · h1 branco torre \| a8 preto torre · c8 preto bispo · d8 preto rainha · e8 preto rei · f8 preto bispo · g8 preto cavalo · h8 preto torre · b7 preto peão · c7 preto peão · f7 preto peão · g7 preto peão · h7 preto peão · a6 preto peão · c6 preto peão · e5 preto peão · e4 branco peão · f3 branco cavalo · a2 branco peão · b2 branco peão · c2 branco peão · d2 branco peão · f2 branco peão · g2 branco peão · h2 branco peão · a1 branco torre · b1 branco cavalo · c1 branco bispo · d1 branco rainha · e1 branco rei · h1 branco torre \| a8 preto torre · c8 preto bispo · d8 preto rainha · e8 preto rei · f8 preto bispo · g8 preto cavalo · h8 preto torre · b7 preto peão · c7 preto peão · f7 preto peão · g7 preto peão · h7 preto peão · a6 preto peão · c6 preto peão · e5 preto peão · e4 branco peão · f3 branco cavalo · a2 branco peão · b2 branco peão · c2 branco peão · d2 branco peão · f2 branco peão · g2 branco peão · h2 branco peão · a1 branco torre · b1 branco cavalo · c1 branco bispo · d1 branco rainha · e1 branco rei · h1 branco torre \| a8 preto torre · c8 preto bispo · d8 preto rainha · e8 preto rei · f8 preto bispo · g8 preto cavalo · h8 preto torre · b7 preto peão · c7 preto peão · f7 preto peão · g7 preto peão · h7 preto peão · a6 preto peão · c6 preto peão · e5 preto peão · e4 branco peão · f3 branco cavalo · a2 branco peão · b2 branco peão · c2 branco peão · d2 branco peão · f2 branco peão · g2 branco peão · h2 branco peão · a1 branco torre · b1 branco cavalo · c1 branco bispo · d1 branco rainha · e1 branco rei · h1 branco torre \| a8 preto torre · c8 preto bispo · d8 preto rainha · e8 preto rei · f8 preto bispo · g8 preto cavalo · h8 preto torre · b7 preto peão · c7 preto peão · f7 preto peão · g7 preto peão · h7 preto peão · a6 preto peão · c6 preto peão · e5 preto peão · e4 branco peão · f3 branco cavalo · a2 branco peão · b2 branco peão · c2 branco peão · d2 branco peão · f2 branco peão · g2 branco peão · h2 branco peão · a1 branco torre · b1 branco cavalo · c1 branco bispo · d1 branco rainha · e1 branco rei · h1 branco torre \| a8 preto torre · c8 preto bispo · d8 preto rainha · e8 preto rei · f8 preto bispo · g8 preto cavalo · h8 preto torre · b7 preto peão · c7 preto peão · f7 preto peão · g7 preto peão · h7 preto peão · a6 preto peão · c6 preto peão · e5 preto peão · e4 branco peão · f3 branco cavalo · a2 branco peão · b2 branco peão · c2 branco peão · d2 branco peão · f2 branco peão · g2 branco peão · h2 branco peão · a1 branco torre · b1 branco cavalo · c1 branco bispo · d1 branco rainha · e1 branco rei · h1 branco torre \| 7 \| \| 6 \| a8 preto torre · c8 preto bispo · d8 preto rainha · e8 preto rei · f8 preto bispo · g8 preto cavalo · h8 preto torre · b7 preto peão · c7 preto peão · f7 preto peão · g7 preto peão · h7 preto peão · a6 preto peão · c6 preto peão · e5 preto peão · e4 branco peão · f3 branco cavalo · a2 branco peão · b2 branco peão · c2 branco peão · d2 branco peão · f2 branco peão · g2 branco peão · h2 branco peão · a1 branco torre · b1 branco cavalo · c1 branco bispo · d1 branco rainha · e1 branco rei · h1 branco torre \| a8 preto torre · c8 preto bispo · d8 preto rainha · e8 preto rei · f8 preto bispo · g8 preto cavalo · h8 preto torre · b7 preto peão · c7 preto peão · f7 preto peão · g7 preto peão · h7 preto peão · a6 preto peão · c6 preto peão · e5 preto peão · e4 branco peão · f3 branco cavalo · a2 branco peão · b2 branco peão · c2 branco peão · d2 branco peão · f2 branco peão · g2 branco peão · h2 branco peão · a1 branco torre · b1 branco cavalo · c1 branco bispo · d1 branco rainha · e1 branco rei · h1 branco torre \| a8 preto torre · c8 preto bispo · d8 preto rainha · e8 preto rei · f8 preto bispo · g8 preto cavalo · h8 preto torre · b7 preto peão · c7 preto peão · f7 preto peão · g7 preto peão · h7 preto peão · a6 preto peão · c6 preto peão · e5 preto peão · e4 branco peão · f3 branco cavalo · a2 branco peão · b2 branco peão · c2 branco peão · d2 branco peão · f2 branco peão · g2 branco peão · h2 branco peão · a1 branco torre · b1 branco cavalo · c1 branco bispo · d1 branco rainha · e1 branco rei · h1 branco torre \| a8 preto torre · c8 preto bispo · d8 preto rainha · e8 preto rei · f8 preto bispo · g8 preto cavalo · h8 preto torre · b7 preto peão · c7 preto peão · f7 preto peão · g7 preto peão · h7 preto peão · a6 preto peão · c6 preto peão · e5 preto peão · e4 branco peão · f3 branco cavalo · a2 branco peão · b2 branco peão · c2 branco peão · d2 branco peão · f2 branco peão · g2 branco peão · h2 branco peão · a1 branco torre · b1 branco cavalo · c1 branco bispo · d1 branco rainha · e1 branco rei · h1 branco torre \| a8 preto torre · c8 preto bispo · d8 preto rainha · e8 preto rei · f8 preto bispo · g8 preto cavalo · h8 preto torre · b7 preto peão · c7 preto peão · f7 preto peão · g7 preto peão · h7 preto peão · a6 preto peão · c6 preto peão · e5 preto peão · e4 branco peão · f3 branco cavalo · a2 branco peão · b2 branco peão · c2 branco peão · d2 branco peão · f2 branco peão · g2 branco peão · h2 branco peão · a1 branco torre · b1 branco cavalo · c1 branco bispo · d1 branco rainha · e1 branco rei · h1 branco torre \| a8 preto torre · c8 preto bispo · d8 preto rainha · e8 preto rei · f8 preto bispo · g8 preto cavalo · h8 preto torre · b7 preto peão · c7 preto peão · f7 preto peão · g7 preto peão · h7 preto peão · a6 preto peão · c6 preto peão · e5 preto peão · e4 branco peão · f3 branco cavalo · a2 branco peão · b2 branco peão · c2 branco peão · d2 branco peão · f2 branco peão · g2 branco peão · h2 branco peão · a1 branco torre · b1 branco cavalo · c1 branco bispo · d1 branco rainha · e1 branco rei · h1 branco torre \| a8 preto torre · c8 preto bispo · d8 preto rainha · e8 preto rei · f8 preto bispo · g8 preto cavalo · h8 preto torre · b7 preto peão · c7 preto peão · f7 preto peão · g7 preto peão · h7 preto peão · a6 preto peão · c6 preto peão · e5 preto peão · e4 branco peão · f3 branco cavalo · a2 branco peão · b2 branco peão · c2 branco peão · d2 branco peão · f2 branco peão · g2 branco peão · h2 branco peão · a1 branco torre · b1 branco cavalo · c1 branco bispo · d1 branco rainha · e1 branco rei · h1 branco torre \| a8 preto torre · c8 preto bispo · d8 preto rainha · e8 preto rei · f8 preto bispo · g8 preto cavalo · h8 preto torre · b7 preto peão · c7 preto peão · f7 preto peão · g7 preto peão · h7 preto peão · a6 preto peão · c6 preto peão · e5 preto peão · e4 branco peão · f3 branco cavalo · a2 branco peão · b2 branco peão · c2 branco peão · d2 branco peão · f2 branco peão · g2 branco peão · h2 branco peão · a1 branco torre · b1 branco cavalo · c1 branco bispo · d1 branco rainha · e1 branco rei · h1 branco torre \| 6 \| \| 5 \| a8 preto torre · c8 preto bispo · d8 preto rainha · e8 preto rei · f8 preto bispo · g8 preto cavalo · h8 preto torre · b7 preto peão · c7 preto peão · f7 preto peão · g7 preto peão · h7 preto peão · a6 preto peão · c6 preto peão · e5 preto peão · e4 branco peão · f3 branco cavalo · a2 branco peão · b2 branco peão · c2 branco peão · d2 branco peão · f2 branco peão · g2 branco peão · h2 branco peão · a1 branco torre · b1 branco cavalo · c1 branco bispo · d1 branco rainha · e1 branco rei · h1 branco torre \| a8 preto torre · c8 preto bispo · d8 preto rainha · e8 preto rei · f8 preto bispo · g8 preto cavalo · h8 preto torre · b7 preto peão · c7 preto peão · f7 preto peão · g7 preto peão · h7 preto peão · a6 preto peão · c6 preto peão · e5 preto peão · e4 branco peão · f3 branco cavalo · a2 branco peão · b2 branco peão · c2 branco peão · d2 branco peão · f2 branco peão · g2 branco peão · h2 branco peão · a1 branco torre · b1 branco cavalo · c1 branco bispo · d1 branco rainha · e1 branco rei · h1 branco torre \| a8 preto torre · c8 preto bispo · d8 preto rainha · e8 preto rei · f8 preto bispo · g8 preto cavalo · h8 preto torre · b7 preto peão · c7 preto peão · f7 preto peão · g7 preto peão · h7 preto peão · a6 preto peão · c6 preto peão · e5 preto peão · e4 branco peão · f3 branco cavalo · a2 branco peão · b2 branco peão · c2 branco peão · d2 branco peão · f2 branco peão · g2 branco peão · h2 branco peão · a1 branco torre · b1 branco cavalo · c1 branco bispo · d1 branco rainha · e1 branco rei · h1 branco torre \| a8 preto torre · c8 preto bispo · d8 preto rainha · e8 preto rei · f8 preto bispo · g8 preto cavalo · h8 preto torre · b7 preto peão · c7 preto peão · f7 preto peão · g7 preto peão · h7 preto peão · a6 preto peão · c6 preto peão · e5 preto peão · e4 branco peão · f3 branco cavalo · a2 branco peão · b2 branco peão · c2 branco peão · d2 branco peão · f2 branco peão · g2 branco peão · h2 branco peão · a1 branco torre · b1 branco cavalo · c1 branco bispo · d1 branco rainha · e1 branco rei · h1 branco torre \| a8 preto torre · c8 preto bispo · d8 preto rainha · e8 preto rei · f8 preto bispo · g8 preto cavalo · h8 preto torre · b7 preto peão · c7 preto peão · f7 preto peão · g7 preto peão · h7 preto peão · a6 preto peão · c6 preto peão · e5 preto peão · e4 branco peão · f3 branco cavalo · a2 branco peão · b2 branco peão · c2 branco peão · d2 branco peão · f2 branco peão · g2 branco peão · h2 branco peão · a1 branco torre · b1 branco cavalo · c1 branco bispo · d1 branco rainha · e1 branco rei · h1 branco torre \| a8 preto torre · c8 preto bispo · d8 preto rainha · e8 preto rei · f8 preto bispo · g8 preto cavalo · h8 preto torre · b7 preto peão · c7 preto peão · f7 preto peão · g7 preto peão · h7 preto peão · a6 preto peão · c6 preto peão · e5 preto peão · e4 branco peão · f3 branco cavalo · a2 branco peão · b2 branco peão · c2 branco peão · d2 branco peão · f2 branco peão · g2 branco peão · h2 branco peão · a1 branco torre · b1 branco cavalo · c1 branco bispo · d1 branco rainha · e1 branco rei · h1 branco torre \| a8 preto torre · c8 preto bispo · d8 preto rainha · e8 preto rei · f8 preto bispo · g8 preto cavalo · h8 preto torre · b7 preto peão · c7 preto peão · f7 preto peão · g7 preto peão · h7 preto peão · a6 preto peão · c6 preto peão · e5 preto peão · e4 branco peão · f3 branco cavalo · a2 branco peão · b2 branco peão · c2 branco peão · d2 branco peão · f2 branco peão · g2 branco peão · h2 branco peão · a1 branco torre · b1 branco cavalo · c1 branco bispo · d1 branco rainha · e1 branco rei · h1 branco torre \| a8 preto torre · c8 preto bispo · d8 preto rainha · e8 preto rei · f8 preto bispo · g8 preto cavalo · h8 preto torre · b7 preto peão · c7 preto peão · f7 preto peão · g7 preto peão · h7 preto peão · a6 preto peão · c6 preto peão · e5 preto peão · e4 branco peão · f3 branco cavalo · a2 branco peão · b2 branco peão · c2 branco peão · d2 branco peão · f2 branco peão · g2 branco peão · h2 branco peão · a1 branco torre · b1 branco cavalo · c1 branco bispo · d1 branco rainha · e1 branco rei · h1 branco torre \| 5 \| \| 4 \| a8 preto torre · c8 preto bispo · d8 preto rainha · e8 preto rei · f8 preto bispo · g8 preto cavalo · h8 preto torre · b7 preto peão · c7 preto peão · f7 preto peão · g7 preto peão · h7 preto peão · a6 preto peão · c6 preto peão · e5 preto peão · e4 branco peão · f3 branco cavalo · a2 branco peão · b2 branco peão · c2 branco peão · d2 branco peão · f2 branco peão · g2 branco peão · h2 branco peão · a1 branco torre · b1 branco cavalo · c1 branco bispo · d1 branco rainha · e1 branco rei · h1 branco torre \| a8 preto torre · c8 preto bispo · d8 preto rainha · e8 preto rei · f8 preto bispo · g8 preto cavalo · h8 preto torre · b7 preto peão · c7 preto peão · f7 preto peão · g7 preto peão · h7 preto peão · a6 preto peão · c6 preto peão · e5 preto peão · e4 branco peão · f3 branco cavalo · a2 branco peão · b2 branco peão · c2 branco peão · d2 branco peão · f2 branco peão · g2 branco peão · h2 branco peão · a1 branco torre · b1 branco cavalo · c1 branco bispo · d1 branco rainha · e1 branco rei · h1 branco torre \| a8 preto torre · c8 preto bispo · d8 preto rainha · e8 preto rei · f8 preto bispo · g8 preto cavalo · h8 preto torre · b7 preto peão · c7 preto peão · f7 preto peão · g7 preto peão · h7 preto peão · a6 preto peão · c6 preto peão · e5 preto peão · e4 branco peão · f3 branco cavalo · a2 branco peão · b2 branco peão · c2 branco peão · d2 branco peão · f2 branco peão · g2 branco peão · h2 branco peão · a1 branco torre · b1 branco cavalo · c1 branco bispo · d1 branco rainha · e1 branco rei · h1 branco torre \| a8 preto torre · c8 preto bispo · d8 preto rainha · e8 preto rei · f8 preto bispo · g8 preto cavalo · h8 preto torre · b7 preto peão · c7 preto peão · f7 preto peão · g7 preto peão · h7 preto peão · a6 preto peão · c6 preto peão · e5 preto peão · e4 branco peão · f3 branco cavalo · a2 branco peão · b2 branco peão · c2 branco peão · d2 branco peão · f2 branco peão · g2 branco peão · h2 branco peão · a1 branco torre · b1 branco cavalo · c1 branco bispo · d1 branco rainha · e1 branco rei · h1 branco torre \| a8 preto torre · c8 preto bispo · d8 preto rainha · e8 preto rei · f8 preto bispo · g8 preto cavalo · h8 preto torre · b7 preto peão · c7 preto peão · f7 preto peão · g7 preto peão · h7 preto peão · a6 preto peão · c6 preto peão · e5 preto peão · e4 branco peão · f3 branco cavalo · a2 branco peão · b2 branco peão · c2 branco peão · d2 branco peão · f2 branco peão · g2 branco peão · h2 branco peão · a1 branco torre · b1 branco cavalo · c1 branco bispo · d1 branco rainha · e1 branco rei · h1 branco torre \| a8 preto torre · c8 preto bispo · d8 preto rainha · e8 preto rei · f8 preto bispo · g8 preto cavalo · h8 preto torre · b7 preto peão · c7 preto peão · f7 preto peão · g7 preto peão · h7 preto peão · a6 preto peão · c6 preto peão · e5 preto peão · e4 branco peão · f3 branco cavalo · a2 branco peão · b2 branco peão · c2 branco peão · d2 branco peão · f2 branco peão · g2 branco peão · h2 branco peão · a1 branco torre · b1 branco cavalo · c1 branco bispo · d1 branco rainha · e1 branco rei · h1 branco torre \| a8 preto torre · c8 preto bispo · d8 preto rainha · e8 preto rei · f8 preto bispo · g8 preto cavalo · h8 preto torre · b7 preto peão · c7 preto peão · f7 preto peão · g7 preto peão · h7 preto peão · a6 preto peão · c6 preto peão · e5 preto peão · e4 branco peão · f3 branco cavalo · a2 branco peão · b2 branco peão · c2 branco peão · d2 branco peão · f2 branco peão · g2 branco peão · h2 branco peão · a1 branco torre · b1 branco cavalo · c1 branco bispo · d1 branco rainha · e1 branco rei · h1 branco torre \| a8 preto torre · c8 preto bispo · d8 preto rainha · e8 preto rei · f8 preto bispo · g8 preto cavalo · h8 preto torre · b7 preto peão · c7 preto peão · f7 preto peão · g7 preto peão · h7 preto peão · a6 preto peão · c6 preto peão · e5 preto peão · e4 branco peão · f3 branco cavalo · a2 branco peão · b2 branco peão · c2 branco peão · d2 branco peão · f2 branco peão · g2 branco peão · h2 branco peão · a1 branco torre · b1 branco cavalo · c1 branco bispo · d1 branco rainha · e1 branco rei · h1 branco torre \| 4 \| \| 3 \| a8 preto torre · c8 preto bispo · d8 preto rainha · e8 preto rei · f8 preto bispo · g8 preto cavalo · h8 preto torre · b7 preto peão · c7 preto peão · f7 preto peão · g7 preto peão · h7 preto peão · a6 preto peão · c6 preto peão · e5 preto peão · e4 branco peão · f3 branco cavalo · a2 branco peão · b2 branco peão · c2 branco peão · d2 branco peão · f2 branco peão · g2 branco peão · h2 branco peão · a1 branco torre · b1 branco cavalo · c1 branco bispo · d1 branco rainha · e1 branco rei · h1 branco torre \| a8 preto torre · c8 preto bispo · d8 preto rainha · e8 preto rei · f8 preto bispo · g8 preto cavalo · h8 preto torre · b7 preto peão · c7 preto peão · f7 preto peão · g7 preto peão · h7 preto peão · a6 preto peão · c6 preto peão · e5 preto peão · e4 branco peão · f3 branco cavalo · a2 branco peão · b2 branco peão · c2 branco peão · d2 branco peão · f2 branco peão · g2 branco peão · h2 branco peão · a1 branco torre · b1 branco cavalo · c1 branco bispo · d1 branco rainha · e1 branco rei · h1 branco torre \| a8 preto torre · c8 preto bispo · d8 preto rainha · e8 preto rei · f8 preto bispo · g8 preto cavalo · h8 preto torre · b7 preto peão · c7 preto peão · f7 preto peão · g7 preto peão · h7 preto peão · a6 preto peão · c6 preto peão · e5 preto peão · e4 branco peão · f3 branco cavalo · a2 branco peão · b2 branco peão · c2 branco peão · d2 branco peão · f2 branco peão · g2 branco peão · h2 branco peão · a1 branco torre · b1 branco cavalo · c1 branco bispo · d1 branco rainha · e1 branco rei · h1 branco torre \| a8 preto torre · c8 preto bispo · d8 preto rainha · e8 preto rei · f8 preto bispo · g8 preto cavalo · h8 preto torre · b7 preto peão · c7 preto peão · f7 preto peão · g7 preto peão · h7 preto peão · a6 preto peão · c6 preto peão · e5 preto peão · e4 branco peão · f3 branco cavalo · a2 branco peão · b2 branco peão · c2 branco peão · d2 branco peão · f2 branco peão · g2 branco peão · h2 branco peão · a1 branco torre · b1 branco cavalo · c1 branco bispo · d1 branco rainha · e1 branco rei · h1 branco torre \| a8 preto torre · c8 preto bispo · d8 preto rainha · e8 preto rei · f8 preto bispo · g8 preto cavalo · h8 preto torre · b7 preto peão · c7 preto peão · f7 preto peão · g7 preto peão · h7 preto peão · a6 preto peão · c6 preto peão · e5 preto peão · e4 branco peão · f3 branco cavalo · a2 branco peão · b2 branco peão · c2 branco peão · d2 branco peão · f2 branco peão · g2 branco peão · h2 branco peão · a1 branco torre · b1 branco cavalo · c1 branco bispo · d1 branco rainha · e1 branco rei · h1 branco torre \| a8 preto torre · c8 preto bispo · d8 preto rainha · e8 preto rei · f8 preto bispo · g8 preto cavalo · h8 preto torre · b7 preto peão · c7 preto peão · f7 preto peão · g7 preto peão · h7 preto peão · a6 preto peão · c6 preto peão · e5 preto peão · e4 branco peão · f3 branco cavalo · a2 branco peão · b2 branco peão · c2 branco peão · d2 branco peão · f2 branco peão · g2 branco peão · h2 branco peão · a1 branco torre · b1 branco cavalo · c1 branco bispo · d1 branco rainha · e1 branco rei · h1 branco torre \| a8 preto torre · c8 preto bispo · d8 preto rainha · e8 preto rei · f8 preto bispo · g8 preto cavalo · h8 preto torre · b7 preto peão · c7 preto peão · f7 preto peão · g7 preto peão · h7 preto peão · a6 preto peão · c6 preto peão · e5 preto peão · e4 branco peão · f3 branco cavalo · a2 branco peão · b2 branco peão · c2 branco peão · d2 branco peão · f2 branco peão · g2 branco peão · h2 branco peão · a1 branco torre · b1 branco cavalo · c1 branco bispo · d1 branco rainha · e1 branco rei · h1 branco torre \| a8 preto torre · c8 preto bispo · d8 preto rainha · e8 preto rei · f8 preto bispo · g8 preto cavalo · h8 preto torre · b7 preto peão · c7 preto peão · f7 preto peão · g7 preto peão · h7 preto peão · a6 preto peão · c6 preto peão · e5 preto peão · e4 branco peão · f3 branco cavalo · a2 branco peão · b2 branco peão · c2 branco peão · d2 branco peão · f2 branco peão · g2 branco peão · h2 branco peão · a1 branco torre · b1 branco cavalo · c1 branco bispo · d1 branco rainha · e1 branco rei · h1 branco torre \| 3 \| \| 2 \| a8 preto torre · c8 preto bispo · d8 preto rainha · e8 preto rei · f8 preto bispo · g8 preto cavalo · h8 preto torre · b7 preto peão · c7 preto peão · f7 preto peão · g7 preto peão · h7 preto peão · a6 preto peão · c6 preto peão · e5 preto peão · e4 branco peão · f3 branco cavalo · a2 branco peão · b2 branco peão · c2 branco peão · d2 branco peão · f2 branco peão · g2 branco peão · h2 branco peão · a1 branco torre · b1 branco cavalo · c1 branco bispo · d1 branco rainha · e1 branco rei · h1 branco torre \| a8 preto torre · c8 preto bispo · d8 preto rainha · e8 preto rei · f8 preto bispo · g8 preto cavalo · h8 preto torre · b7 preto peão · c7 preto peão · f7 preto peão · g7 preto peão · h7 preto peão · a6 preto peão · c6 preto peão · e5 preto peão · e4 branco peão · f3 branco cavalo · a2 branco peão · b2 branco peão · c2 branco peão · d2 branco peão · f2 branco peão · g2 branco peão · h2 branco peão · a1 branco torre · b1 branco cavalo · c1 branco bispo · d1 branco rainha · e1 branco rei · h1 branco torre \| a8 preto torre · c8 preto bispo · d8 preto rainha · e8 preto rei · f8 preto bispo · g8 preto cavalo · h8 preto torre · b7 preto peão · c7 preto peão · f7 preto peão · g7 preto peão · h7 preto peão · a6 preto peão · c6 preto peão · e5 preto peão · e4 branco peão · f3 branco cavalo · a2 branco peão · b2 branco peão · c2 branco peão · d2 branco peão · f2 branco peão · g2 branco peão · h2 branco peão · a1 branco torre · b1 branco cavalo · c1 branco bispo · d1 branco rainha · e1 branco rei · h1 branco torre \| a8 preto torre · c8 preto bispo · d8 preto rainha · e8 preto rei · f8 preto bispo · g8 preto cavalo · h8 preto torre · b7 preto peão · c7 preto peão · f7 preto peão · g7 preto peão · h7 preto peão · a6 preto peão · c6 preto peão · e5 preto peão · e4 branco peão · f3 branco cavalo · a2 branco peão · b2 branco peão · c2 branco peão · d2 branco peão · f2 branco peão · g2 branco peão · h2 branco peão · a1 branco torre · b1 branco cavalo · c1 branco bispo · d1 branco rainha · e1 branco rei · h1 branco torre \| a8 preto torre · c8 preto bispo · d8 preto rainha · e8 preto rei · f8 preto bispo · g8 preto cavalo · h8 preto torre · b7 preto peão · c7 preto peão · f7 preto peão · g7 preto peão · h7 preto peão · a6 preto peão · c6 preto peão · e5 preto peão · e4 branco peão · f3 branco cavalo · a2 branco peão · b2 branco peão · c2 branco peão · d2 branco peão · f2 branco peão · g2 branco peão · h2 branco peão · a1 branco torre · b1 branco cavalo · c1 branco bispo · d1 branco rainha · e1 branco rei · h1 branco torre \| a8 preto torre · c8 preto bispo · d8 preto rainha · e8 preto rei · f8 preto bispo · g8 preto cavalo · h8 preto torre · b7 preto peão · c7 preto peão · f7 preto peão · g7 preto peão · h7 preto peão · a6 preto peão · c6 preto peão · e5 preto peão · e4 branco peão · f3 branco cavalo · a2 branco peão · b2 branco peão · c2 branco peão · d2 branco peão · f2 branco peão · g2 branco peão · h2 branco peão · a1 branco torre · b1 branco cavalo · c1 branco bispo · d1 branco rainha · e1 branco rei · h1 branco torre \| a8 preto torre · c8 preto bispo · d8 preto rainha · e8 preto rei · f8 preto bispo · g8 preto cavalo · h8 preto torre · b7 preto peão · c7 preto peão · f7 preto peão · g7 preto peão · h7 preto peão · a6 preto peão · c6 preto peão · e5 preto peão · e4 branco peão · f3 branco cavalo · a2 branco peão · b2 branco peão · c2 branco peão · d2 branco peão · f2 branco peão · g2 branco peão · h2 branco peão · a1 branco torre · b1 branco cavalo · c1 branco bispo · d1 branco rainha · e1 branco rei · h1 branco torre \| a8 preto torre · c8 preto bispo · d8 preto rainha · e8 preto rei · f8 preto bispo · g8 preto cavalo · h8 preto torre · b7 preto peão · c7 preto peão · f7 preto peão · g7 preto peão · h7 preto peão · a6 preto peão · c6 preto peão · e5 preto peão · e4 branco peão · f3 branco cavalo · a2 branco peão · b2 branco peão · c2 branco peão · d2 branco peão · f2 branco peão · g2 branco peão · h2 branco peão · a1 branco torre · b1 branco cavalo · c1 branco bispo · d1 branco rainha · e1 branco rei · h1 branco torre \| 2 \| \| 1 \| a8 preto torre · c8 preto bispo · d8 preto rainha · e8 preto rei · f8 preto bispo · g8 preto cavalo · h8 preto torre · b7 preto peão · c7 preto peão · f7 preto peão · g7 preto peão · h7 preto peão · a6 preto peão · c6 preto peão · e5 preto peão · e4 branco peão · f3 branco cavalo · a2 branco peão · b2 branco peão · c2 branco peão · d2 branco peão · f2 branco peão · g2 branco peão · h2 branco peão · a1 branco torre · b1 branco cavalo · c1 branco bispo · d1 branco rainha · e1 branco rei · h1 branco torre \| a8 preto torre · c8 preto bispo · d8 preto rainha · e8 preto rei · f8 preto bispo · g8 preto cavalo · h8 preto torre · b7 preto peão · c7 preto peão · f7 preto peão · g7 preto peão · h7 preto peão · a6 preto peão · c6 preto peão · e5 preto peão · e4 branco peão · f3 branco cavalo · a2 branco peão · b2 branco peão · c2 branco peão · d2 branco peão · f2 branco peão · g2 branco peão · h2 branco peão · a1 branco torre · b1 branco cavalo · c1 branco bispo · d1 branco rainha · e1 branco rei · h1 branco torre \| a8 preto torre · c8 preto bispo · d8 preto rainha · e8 preto rei · f8 preto bispo · g8 preto cavalo · h8 preto torre · b7 preto peão · c7 preto peão · f7 preto peão · g7 preto peão · h7 preto peão · a6 preto peão · c6 preto peão · e5 preto peão · e4 branco peão · f3 branco cavalo · a2 branco peão · b2 branco peão · c2 branco peão · d2 branco peão · f2 branco peão · g2 branco peão · h2 branco peão · a1 branco torre · b1 branco cavalo · c1 branco bispo · d1 branco rainha · e1 branco rei · h1 branco torre \| a8 preto torre · c8 preto bispo · d8 preto rainha · e8 preto rei · f8 preto bispo · g8 preto cavalo · h8 preto torre · b7 preto peão · c7 preto peão · f7 preto peão · g7 preto peão · h7 preto peão · a6 preto peão · c6 preto peão · e5 preto peão · e4 branco peão · f3 branco cavalo · a2 branco peão · b2 branco peão · c2 branco peão · d2 branco peão · f2 branco peão · g2 branco peão · h2 branco peão · a1 branco torre · b1 branco cavalo · c1 branco bispo · d1 branco rainha · e1 branco rei · h1 branco torre \| a8 preto torre · c8 preto bispo · d8 preto rainha · e8 preto rei · f8 preto bispo · g8 preto cavalo · h8 preto torre · b7 preto peão · c7 preto peão · f7 preto peão · g7 preto peão · h7 preto peão · a6 preto peão · c6 preto peão · e5 preto peão · e4 branco peão · f3 branco cavalo · a2 branco peão · b2 branco peão · c2 branco peão · d2 branco peão · f2 branco peão · g2 branco peão · h2 branco peão · a1 branco torre · b1 branco cavalo · c1 branco bispo · d1 branco rainha · e1 branco rei · h1 branco torre \| a8 preto torre · c8 preto bispo · d8 preto rainha · e8 preto rei · f8 preto bispo · g8 preto cavalo · h8 preto torre · b7 preto peão · c7 preto peão · f7 preto peão · g7 preto peão · h7 preto peão · a6 preto peão · c6 preto peão · e5 preto peão · e4 branco peão · f3 branco cavalo · a2 branco peão · b2 branco peão · c2 branco peão · d2 branco peão · f2 branco peão · g2 branco peão · h2 branco peão · a1 branco torre · b1 branco cavalo · c1 branco bispo · d1 branco rainha · e1 branco rei · h1 branco torre \| a8 preto torre · c8 preto bispo · d8 preto rainha · e8 preto rei · f8 preto bispo · g8 preto cavalo · h8 preto torre · b7 preto peão · c7 preto peão · f7 preto peão · g7 preto peão · h7 preto peão · a6 preto peão · c6 preto peão · e5 preto peão · e4 branco peão · f3 branco cavalo · a2 branco peão · b2 branco peão · c2 branco peão · d2 branco peão · f2 branco peão · g2 branco peão · h2 branco peão · a1 branco torre · b1 branco cavalo · c1 branco bispo · d1 branco rainha · e1 branco rei · h1 branco torre \| a8 preto torre · c8 preto bispo · d8 preto rainha · e8 preto rei · f8 preto bispo · g8 preto cavalo · h8 preto torre · b7 preto peão · c7 preto peão · f7 preto peão · g7 preto peão · h7 preto peão · a6 preto peão · c6 preto peão · e5 preto peão · e4 branco peão · f3 branco cavalo · a2 branco peão · b2 branco peão · c2 branco peão · d2 branco peão · f2 branco peão · g2 branco peão · h2 branco peão · a1 branco torre · b1 branco cavalo · c1 branco bispo · d1 branco rainha · e1 branco rei · h1 branco torre \| 1 \| \| \| a \| b \| c \| d \| e \| f \| g \| h \| \| Variantes das Trocas. | | | | | | | | |   |
| | a | b | c | d | e | f | g | h |   |
| 8 | a8 preto torre · c8 preto bispo · d8 preto rainha · e8 preto rei · f8 preto bispo · g8 preto cavalo · h8 preto torre · b7 preto peão · c7 preto peão · f7 preto peão · g7 preto peão · h7 preto peão · a6 preto peão · c6 preto peão · e5 preto peão · e4 branco peão · f3 branco cavalo · a2 branco peão · b2 branco peão · c2 branco peão · d2 branco peão · f2 branco peão · g2 branco peão · h2 branco peão · a1 branco torre · b1 branco cavalo · c1 branco bispo · d1 branco rainha · e1 branco rei · h1 branco torre | a8 preto torre · c8 preto bispo · d8 preto rainha · e8 preto rei · f8 preto bispo · g8 preto cavalo · h8 preto torre · b7 preto peão · c7 preto peão · f7 preto peão · g7 preto peão · h7 preto peão · a6 preto peão · c6 preto peão · e5 preto peão · e4 branco peão · f3 branco cavalo · a2 branco peão · b2 branco peão · c2 branco peão · d2 branco peão · f2 branco peão · g2 branco peão · h2 branco peão · a1 branco torre · b1 branco cavalo · c1 branco bispo · d1 branco rainha · e1 branco rei · h1 branco torre | a8 preto torre · c8 preto bispo · d8 preto rainha · e8 preto rei · f8 preto bispo · g8 preto cavalo · h8 preto torre · b7 preto peão · c7 preto peão · f7 preto peão · g7 preto peão · h7 preto peão · a6 preto peão · c6 preto peão · e5 preto peão · e4 branco peão · f3 branco cavalo · a2 branco peão · b2 branco peão · c2 branco peão · d2 branco peão · f2 branco peão · g2 branco peão · h2 branco peão · a1 branco torre · b1 branco cavalo · c1 branco bispo · d1 branco rainha · e1 branco rei · h1 branco torre | a8 preto torre · c8 preto bispo · d8 preto rainha · e8 preto rei · f8 preto bispo · g8 preto cavalo · h8 preto torre · b7 preto peão · c7 preto peão · f7 preto peão · g7 preto peão · h7 preto peão · a6 preto peão · c6 preto peão · e5 preto peão · e4 branco peão · f3 branco cavalo · a2 branco peão · b2 branco peão · c2 branco peão · d2 branco peão · f2 branco peão · g2 branco peão · h2 branco peão · a1 branco torre · b1 branco cavalo · c1 branco bispo · d1 branco rainha · e1 branco rei · h1 branco torre | a8 preto torre · c8 preto bispo · d8 preto rainha · e8 preto rei · f8 preto bispo · g8 preto cavalo · h8 preto torre · b7 preto peão · c7 preto peão · f7 preto peão · g7 preto peão · h7 preto peão · a6 preto peão · c6 preto peão · e5 preto peão · e4 branco peão · f3 branco cavalo · a2 branco peão · b2 branco peão · c2 branco peão · d2 branco peão · f2 branco peão · g2 branco peão · h2 branco peão · a1 branco torre · b1 branco cavalo · c1 branco bispo · d1 branco rainha · e1 branco rei · h1 branco torre | a8 preto torre · c8 preto bispo · d8 preto rainha · e8 preto rei · f8 preto bispo · g8 preto cavalo · h8 preto torre · b7 preto peão · c7 preto peão · f7 preto peão · g7 preto peão · h7 preto peão · a6 preto peão · c6 preto peão · e5 preto peão · e4 branco peão · f3 branco cavalo · a2 branco peão · b2 branco peão · c2 branco peão · d2 branco peão · f2 branco peão · g2 branco peão · h2 branco peão · a1 branco torre · b1 branco cavalo · c1 branco bispo · d1 branco rainha · e1 branco rei · h1 branco torre | a8 preto torre · c8 preto bispo · d8 preto rainha · e8 preto rei · f8 preto bispo · g8 preto cavalo · h8 preto torre · b7 preto peão · c7 preto peão · f7 preto peão · g7 preto peão · h7 preto peão · a6 preto peão · c6 preto peão · e5 preto peão · e4 branco peão · f3 branco cavalo · a2 branco peão · b2 branco peão · c2 branco peão · d2 branco peão · f2 branco peão · g2 branco peão · h2 branco peão · a1 branco torre · b1 branco cavalo · c1 branco bispo · d1 branco rainha · e1 branco rei · h1 branco torre | a8 preto torre · c8 preto bispo · d8 preto rainha · e8 preto rei · f8 preto bispo · g8 preto cavalo · h8 preto torre · b7 preto peão · c7 preto peão · f7 preto peão · g7 preto peão · h7 preto peão · a6 preto peão · c6 preto peão · e5 preto peão · e4 branco peão · f3 branco cavalo · a2 branco peão · b2 branco peão · c2 branco peão · d2 branco peão · f2 branco peão · g2 branco peão · h2 branco peão · a1 branco torre · b1 branco cavalo · c1 branco bispo · d1 branco rainha · e1 branco rei · h1 branco torre | 8 |
| 7 | a8 preto torre · c8 preto bispo · d8 preto rainha · e8 preto rei · f8 preto bispo · g8 preto cavalo · h8 preto torre · b7 preto peão · c7 preto peão · f7 preto peão · g7 preto peão · h7 preto peão · a6 preto peão · c6 preto peão · e5 preto peão · e4 branco peão · f3 branco cavalo · a2 branco peão · b2 branco peão · c2 branco peão · d2 branco peão · f2 branco peão · g2 branco peão · h2 branco peão · a1 branco torre · b1 branco cavalo · c1 branco bispo · d1 branco rainha · e1 branco rei · h1 branco torre | a8 preto torre · c8 preto bispo · d8 preto rainha · e8 preto rei · f8 preto bispo · g8 preto cavalo · h8 preto torre · b7 preto peão · c7 preto peão · f7 preto peão · g7 preto peão · h7 preto peão · a6 preto peão · c6 preto peão · e5 preto peão · e4 branco peão · f3 branco cavalo · a2 branco peão · b2 branco peão · c2 branco peão · d2 branco peão · f2 branco peão · g2 branco peão · h2 branco peão · a1 branco torre · b1 branco cavalo · c1 branco bispo · d1 branco rainha · e1 branco rei · h1 branco torre | a8 preto torre · c8 preto bispo · d8 preto rainha · e8 preto rei · f8 preto bispo · g8 preto cavalo · h8 preto torre · b7 preto peão · c7 preto peão · f7 preto peão · g7 preto peão · h7 preto peão · a6 preto peão · c6 preto peão · e5 preto peão · e4 branco peão · f3 branco cavalo · a2 branco peão · b2 branco peão · c2 branco peão · d2 branco peão · f2 branco peão · g2 branco peão · h2 branco peão · a1 branco torre · b1 branco cavalo · c1 branco bispo · d1 branco rainha · e1 branco rei · h1 branco torre | a8 preto torre · c8 preto bispo · d8 preto rainha · e8 preto rei · f8 preto bispo · g8 preto cavalo · h8 preto torre · b7 preto peão · c7 preto peão · f7 preto peão · g7 preto peão · h7 preto peão · a6 preto peão · c6 preto peão · e5 preto peão · e4 branco peão · f3 branco cavalo · a2 branco peão · b2 branco peão · c2 branco peão · d2 branco peão · f2 branco peão · g2 branco peão · h2 branco peão · a1 branco torre · b1 branco cavalo · c1 branco bispo · d1 branco rainha · e1 branco rei · h1 branco torre | a8 preto torre · c8 preto bispo · d8 preto rainha · e8 preto rei · f8 preto bispo · g8 preto cavalo · h8 preto torre · b7 preto peão · c7 preto peão · f7 preto peão · g7 preto peão · h7 preto peão · a6 preto peão · c6 preto peão · e5 preto peão · e4 branco peão · f3 branco cavalo · a2 branco peão · b2 branco peão · c2 branco peão · d2 branco peão · f2 branco peão · g2 branco peão · h2 branco peão · a1 branco torre · b1 branco cavalo · c1 branco bispo · d1 branco rainha · e1 branco rei · h1 branco torre | a8 preto torre · c8 preto bispo · d8 preto rainha · e8 preto rei · f8 preto bispo · g8 preto cavalo · h8 preto torre · b7 preto peão · c7 preto peão · f7 preto peão · g7 preto peão · h7 preto peão · a6 preto peão · c6 preto peão · e5 preto peão · e4 branco peão · f3 branco cavalo · a2 branco peão · b2 branco peão · c2 branco peão · d2 branco peão · f2 branco peão · g2 branco peão · h2 branco peão · a1 branco torre · b1 branco cavalo · c1 branco bispo · d1 branco rainha · e1 branco rei · h1 branco torre | a8 preto torre · c8 preto bispo · d8 preto rainha · e8 preto rei · f8 preto bispo · g8 preto cavalo · h8 preto torre · b7 preto peão · c7 preto peão · f7 preto peão · g7 preto peão · h7 preto peão · a6 preto peão · c6 preto peão · e5 preto peão · e4 branco peão · f3 branco cavalo · a2 branco peão · b2 branco peão · c2 branco peão · d2 branco peão · f2 branco peão · g2 branco peão · h2 branco peão · a1 branco torre · b1 branco cavalo · c1 branco bispo · d1 branco rainha · e1 branco rei · h1 branco torre | a8 preto torre · c8 preto bispo · d8 preto rainha · e8 preto rei · f8 preto bispo · g8 preto cavalo · h8 preto torre · b7 preto peão · c7 preto peão · f7 preto peão · g7 preto peão · h7 preto peão · a6 preto peão · c6 preto peão · e5 preto peão · e4 branco peão · f3 branco cavalo · a2 branco peão · b2 branco peão · c2 branco peão · d2 branco peão · f2 branco peão · g2 branco peão · h2 branco peão · a1 branco torre · b1 branco cavalo · c1 branco bispo · d1 branco rainha · e1 branco rei · h1 branco torre | 7 |
| 6 | a8 preto torre · c8 preto bispo · d8 preto rainha · e8 preto rei · f8 preto bispo · g8 preto cavalo · h8 preto torre · b7 preto peão · c7 preto peão · f7 preto peão · g7 preto peão · h7 preto peão · a6 preto peão · c6 preto peão · e5 preto peão · e4 branco peão · f3 branco cavalo · a2 branco peão · b2 branco peão · c2 branco peão · d2 branco peão · f2 branco peão · g2 branco peão · h2 branco peão · a1 branco torre · b1 branco cavalo · c1 branco bispo · d1 branco rainha · e1 branco rei · h1 branco torre | a8 preto torre · c8 preto bispo · d8 preto rainha · e8 preto rei · f8 preto bispo · g8 preto cavalo · h8 preto torre · b7 preto peão · c7 preto peão · f7 preto peão · g7 preto peão · h7 preto peão · a6 preto peão · c6 preto peão · e5 preto peão · e4 branco peão · f3 branco cavalo · a2 branco peão · b2 branco peão · c2 branco peão · d2 branco peão · f2 branco peão · g2 branco peão · h2 branco peão · a1 branco torre · b1 branco cavalo · c1 branco bispo · d1 branco rainha · e1 branco rei · h1 branco torre | a8 preto torre · c8 preto bispo · d8 preto rainha · e8 preto rei · f8 preto bispo · g8 preto cavalo · h8 preto torre · b7 preto peão · c7 preto peão · f7 preto peão · g7 preto peão · h7 preto peão · a6 preto peão · c6 preto peão · e5 preto peão · e4 branco peão · f3 branco cavalo · a2 branco peão · b2 branco peão · c2 branco peão · d2 branco peão · f2 branco peão · g2 branco peão · h2 branco peão · a1 branco torre · b1 branco cavalo · c1 branco bispo · d1 branco rainha · e1 branco rei · h1 branco torre | a8 preto torre · c8 preto bispo · d8 preto rainha · e8 preto rei · f8 preto bispo · g8 preto cavalo · h8 preto torre · b7 preto peão · c7 preto peão · f7 preto peão · g7 preto peão · h7 preto peão · a6 preto peão · c6 preto peão · e5 preto peão · e4 branco peão · f3 branco cavalo · a2 branco peão · b2 branco peão · c2 branco peão · d2 branco peão · f2 branco peão · g2 branco peão · h2 branco peão · a1 branco torre · b1 branco cavalo · c1 branco bispo · d1 branco rainha · e1 branco rei · h1 branco torre | a8 preto torre · c8 preto bispo · d8 preto rainha · e8 preto rei · f8 preto bispo · g8 preto cavalo · h8 preto torre · b7 preto peão · c7 preto peão · f7 preto peão · g7 preto peão · h7 preto peão · a6 preto peão · c6 preto peão · e5 preto peão · e4 branco peão · f3 branco cavalo · a2 branco peão · b2 branco peão · c2 branco peão · d2 branco peão · f2 branco peão · g2 branco peão · h2 branco peão · a1 branco torre · b1 branco cavalo · c1 branco bispo · d1 branco rainha · e1 branco rei · h1 branco torre | a8 preto torre · c8 preto bispo · d8 preto rainha · e8 preto rei · f8 preto bispo · g8 preto cavalo · h8 preto torre · b7 preto peão · c7 preto peão · f7 preto peão · g7 preto peão · h7 preto peão · a6 preto peão · c6 preto peão · e5 preto peão · e4 branco peão · f3 branco cavalo · a2 branco peão · b2 branco peão · c2 branco peão · d2 branco peão · f2 branco peão · g2 branco peão · h2 branco peão · a1 branco torre · b1 branco cavalo · c1 branco bispo · d1 branco rainha · e1 branco rei · h1 branco torre | a8 preto torre · c8 preto bispo · d8 preto rainha · e8 preto rei · f8 preto bispo · g8 preto cavalo · h8 preto torre · b7 preto peão · c7 preto peão · f7 preto peão · g7 preto peão · h7 preto peão · a6 preto peão · c6 preto peão · e5 preto peão · e4 branco peão · f3 branco cavalo · a2 branco peão · b2 branco peão · c2 branco peão · d2 branco peão · f2 branco peão · g2 branco peão · h2 branco peão · a1 branco torre · b1 branco cavalo · c1 branco bispo · d1 branco rainha · e1 branco rei · h1 branco torre | a8 preto torre · c8 preto bispo · d8 preto rainha · e8 preto rei · f8 preto bispo · g8 preto cavalo · h8 preto torre · b7 preto peão · c7 preto peão · f7 preto peão · g7 preto peão · h7 preto peão · a6 preto peão · c6 preto peão · e5 preto peão · e4 branco peão · f3 branco cavalo · a2 branco peão · b2 branco peão · c2 branco peão · d2 branco peão · f2 branco peão · g2 branco peão · h2 branco peão · a1 branco torre · b1 branco cavalo · c1 branco bispo · d1 branco rainha · e1 branco rei · h1 branco torre | 6 |
| 5 | a8 preto torre · c8 preto bispo · d8 preto rainha · e8 preto rei · f8 preto bispo · g8 preto cavalo · h8 preto torre · b7 preto peão · c7 preto peão · f7 preto peão · g7 preto peão · h7 preto peão · a6 preto peão · c6 preto peão · e5 preto peão · e4 branco peão · f3 branco cavalo · a2 branco peão · b2 branco peão · c2 branco peão · d2 branco peão · f2 branco peão · g2 branco peão · h2 branco peão · a1 branco torre · b1 branco cavalo · c1 branco bispo · d1 branco rainha · e1 branco rei · h1 branco torre | a8 preto torre · c8 preto bispo · d8 preto rainha · e8 preto rei · f8 preto bispo · g8 preto cavalo · h8 preto torre · b7 preto peão · c7 preto peão · f7 preto peão · g7 preto peão · h7 preto peão · a6 preto peão · c6 preto peão · e5 preto peão · e4 branco peão · f3 branco cavalo · a2 branco peão · b2 branco peão · c2 branco peão · d2 branco peão · f2 branco peão · g2 branco peão · h2 branco peão · a1 branco torre · b1 branco cavalo · c1 branco bispo · d1 branco rainha · e1 branco rei · h1 branco torre | a8 preto torre · c8 preto bispo · d8 preto rainha · e8 preto rei · f8 preto bispo · g8 preto cavalo · h8 preto torre · b7 preto peão · c7 preto peão · f7 preto peão · g7 preto peão · h7 preto peão · a6 preto peão · c6 preto peão · e5 preto peão · e4 branco peão · f3 branco cavalo · a2 branco peão · b2 branco peão · c2 branco peão · d2 branco peão · f2 branco peão · g2 branco peão · h2 branco peão · a1 branco torre · b1 branco cavalo · c1 branco bispo · d1 branco rainha · e1 branco rei · h1 branco torre | a8 preto torre · c8 preto bispo · d8 preto rainha · e8 preto rei · f8 preto bispo · g8 preto cavalo · h8 preto torre · b7 preto peão · c7 preto peão · f7 preto peão · g7 preto peão · h7 preto peão · a6 preto peão · c6 preto peão · e5 preto peão · e4 branco peão · f3 branco cavalo · a2 branco peão · b2 branco peão · c2 branco peão · d2 branco peão · f2 branco peão · g2 branco peão · h2 branco peão · a1 branco torre · b1 branco cavalo · c1 branco bispo · d1 branco rainha · e1 branco rei · h1 branco torre | a8 preto torre · c8 preto bispo · d8 preto rainha · e8 preto rei · f8 preto bispo · g8 preto cavalo · h8 preto torre · b7 preto peão · c7 preto peão · f7 preto peão · g7 preto peão · h7 preto peão · a6 preto peão · c6 preto peão · e5 preto peão · e4 branco peão · f3 branco cavalo · a2 branco peão · b2 branco peão · c2 branco peão · d2 branco peão · f2 branco peão · g2 branco peão · h2 branco peão · a1 branco torre · b1 branco cavalo · c1 branco bispo · d1 branco rainha · e1 branco rei · h1 branco torre | a8 preto torre · c8 preto bispo · d8 preto rainha · e8 preto rei · f8 preto bispo · g8 preto cavalo · h8 preto torre · b7 preto peão · c7 preto peão · f7 preto peão · g7 preto peão · h7 preto peão · a6 preto peão · c6 preto peão · e5 preto peão · e4 branco peão · f3 branco cavalo · a2 branco peão · b2 branco peão · c2 branco peão · d2 branco peão · f2 branco peão · g2 branco peão · h2 branco peão · a1 branco torre · b1 branco cavalo · c1 branco bispo · d1 branco rainha · e1 branco rei · h1 branco torre | a8 preto torre · c8 preto bispo · d8 preto rainha · e8 preto rei · f8 preto bispo · g8 preto cavalo · h8 preto torre · b7 preto peão · c7 preto peão · f7 preto peão · g7 preto peão · h7 preto peão · a6 preto peão · c6 preto peão · e5 preto peão · e4 branco peão · f3 branco cavalo · a2 branco peão · b2 branco peão · c2 branco peão · d2 branco peão · f2 branco peão · g2 branco peão · h2 branco peão · a1 branco torre · b1 branco cavalo · c1 branco bispo · d1 branco rainha · e1 branco rei · h1 branco torre | a8 preto torre · c8 preto bispo · d8 preto rainha · e8 preto rei · f8 preto bispo · g8 preto cavalo · h8 preto torre · b7 preto peão · c7 preto peão · f7 preto peão · g7 preto peão · h7 preto peão · a6 preto peão · c6 preto peão · e5 preto peão · e4 branco peão · f3 branco cavalo · a2 branco peão · b2 branco peão · c2 branco peão · d2 branco peão · f2 branco peão · g2 branco peão · h2 branco peão · a1 branco torre · b1 branco cavalo · c1 branco bispo · d1 branco rainha · e1 branco rei · h1 branco torre | 5 |
| 4 | a8 preto torre · c8 preto bispo · d8 preto rainha · e8 preto rei · f8 preto bispo · g8 preto cavalo · h8 preto torre · b7 preto peão · c7 preto peão · f7 preto peão · g7 preto peão · h7 preto peão · a6 preto peão · c6 preto peão · e5 preto peão · e4 branco peão · f3 branco cavalo · a2 branco peão · b2 branco peão · c2 branco peão · d2 branco peão · f2 branco peão · g2 branco peão · h2 branco peão · a1 branco torre · b1 branco cavalo · c1 branco bispo · d1 branco rainha · e1 branco rei · h1 branco torre | a8 preto torre · c8 preto bispo · d8 preto rainha · e8 preto rei · f8 preto bispo · g8 preto cavalo · h8 preto torre · b7 preto peão · c7 preto peão · f7 preto peão · g7 preto peão · h7 preto peão · a6 preto peão · c6 preto peão · e5 preto peão · e4 branco peão · f3 branco cavalo · a2 branco peão · b2 branco peão · c2 branco peão · d2 branco peão · f2 branco peão · g2 branco peão · h2 branco peão · a1 branco torre · b1 branco cavalo · c1 branco bispo · d1 branco rainha · e1 branco rei · h1 branco torre | a8 preto torre · c8 preto bispo · d8 preto rainha · e8 preto rei · f8 preto bispo · g8 preto cavalo · h8 preto torre · b7 preto peão · c7 preto peão · f7 preto peão · g7 preto peão · h7 preto peão · a6 preto peão · c6 preto peão · e5 preto peão · e4 branco peão · f3 branco cavalo · a2 branco peão · b2 branco peão · c2 branco peão · d2 branco peão · f2 branco peão · g2 branco peão · h2 branco peão · a1 branco torre · b1 branco cavalo · c1 branco bispo · d1 branco rainha · e1 branco rei · h1 branco torre | a8 preto torre · c8 preto bispo · d8 preto rainha · e8 preto rei · f8 preto bispo · g8 preto cavalo · h8 preto torre · b7 preto peão · c7 preto peão · f7 preto peão · g7 preto peão · h7 preto peão · a6 preto peão · c6 preto peão · e5 preto peão · e4 branco peão · f3 branco cavalo · a2 branco peão · b2 branco peão · c2 branco peão · d2 branco peão · f2 branco peão · g2 branco peão · h2 branco peão · a1 branco torre · b1 branco cavalo · c1 branco bispo · d1 branco rainha · e1 branco rei · h1 branco torre | a8 preto torre · c8 preto bispo · d8 preto rainha · e8 preto rei · f8 preto bispo · g8 preto cavalo · h8 preto torre · b7 preto peão · c7 preto peão · f7 preto peão · g7 preto peão · h7 preto peão · a6 preto peão · c6 preto peão · e5 preto peão · e4 branco peão · f3 branco cavalo · a2 branco peão · b2 branco peão · c2 branco peão · d2 branco peão · f2 branco peão · g2 branco peão · h2 branco peão · a1 branco torre · b1 branco cavalo · c1 branco bispo · d1 branco rainha · e1 branco rei · h1 branco torre | a8 preto torre · c8 preto bispo · d8 preto rainha · e8 preto rei · f8 preto bispo · g8 preto cavalo · h8 preto torre · b7 preto peão · c7 preto peão · f7 preto peão · g7 preto peão · h7 preto peão · a6 preto peão · c6 preto peão · e5 preto peão · e4 branco peão · f3 branco cavalo · a2 branco peão · b2 branco peão · c2 branco peão · d2 branco peão · f2 branco peão · g2 branco peão · h2 branco peão · a1 branco torre · b1 branco cavalo · c1 branco bispo · d1 branco rainha · e1 branco rei · h1 branco torre | a8 preto torre · c8 preto bispo · d8 preto rainha · e8 preto rei · f8 preto bispo · g8 preto cavalo · h8 preto torre · b7 preto peão · c7 preto peão · f7 preto peão · g7 preto peão · h7 preto peão · a6 preto peão · c6 preto peão · e5 preto peão · e4 branco peão · f3 branco cavalo · a2 branco peão · b2 branco peão · c2 branco peão · d2 branco peão · f2 branco peão · g2 branco peão · h2 branco peão · a1 branco torre · b1 branco cavalo · c1 branco bispo · d1 branco rainha · e1 branco rei · h1 branco torre | a8 preto torre · c8 preto bispo · d8 preto rainha · e8 preto rei · f8 preto bispo · g8 preto cavalo · h8 preto torre · b7 preto peão · c7 preto peão · f7 preto peão · g7 preto peão · h7 preto peão · a6 preto peão · c6 preto peão · e5 preto peão · e4 branco peão · f3 branco cavalo · a2 branco peão · b2 branco peão · c2 branco peão · d2 branco peão · f2 branco peão · g2 branco peão · h2 branco peão · a1 branco torre · b1 branco cavalo · c1 branco bispo · d1 branco rainha · e1 branco rei · h1 branco torre | 4 |
| 3 | a8 preto torre · c8 preto bispo · d8 preto rainha · e8 preto rei · f8 preto bispo · g8 preto cavalo · h8 preto torre · b7 preto peão · c7 preto peão · f7 preto peão · g7 preto peão · h7 preto peão · a6 preto peão · c6 preto peão · e5 preto peão · e4 branco peão · f3 branco cavalo · a2 branco peão · b2 branco peão · c2 branco peão · d2 branco peão · f2 branco peão · g2 branco peão · h2 branco peão · a1 branco torre · b1 branco cavalo · c1 branco bispo · d1 branco rainha · e1 branco rei · h1 branco torre | a8 preto torre · c8 preto bispo · d8 preto rainha · e8 preto rei · f8 preto bispo · g8 preto cavalo · h8 preto torre · b7 preto peão · c7 preto peão · f7 preto peão · g7 preto peão · h7 preto peão · a6 preto peão · c6 preto peão · e5 preto peão · e4 branco peão · f3 branco cavalo · a2 branco peão · b2 branco peão · c2 branco peão · d2 branco peão · f2 branco peão · g2 branco peão · h2 branco peão · a1 branco torre · b1 branco cavalo · c1 branco bispo · d1 branco rainha · e1 branco rei · h1 branco torre | a8 preto torre · c8 preto bispo · d8 preto rainha · e8 preto rei · f8 preto bispo · g8 preto cavalo · h8 preto torre · b7 preto peão · c7 preto peão · f7 preto peão · g7 preto peão · h7 preto peão · a6 preto peão · c6 preto peão · e5 preto peão · e4 branco peão · f3 branco cavalo · a2 branco peão · b2 branco peão · c2 branco peão · d2 branco peão · f2 branco peão · g2 branco peão · h2 branco peão · a1 branco torre · b1 branco cavalo · c1 branco bispo · d1 branco rainha · e1 branco rei · h1 branco torre | a8 preto torre · c8 preto bispo · d8 preto rainha · e8 preto rei · f8 preto bispo · g8 preto cavalo · h8 preto torre · b7 preto peão · c7 preto peão · f7 preto peão · g7 preto peão · h7 preto peão · a6 preto peão · c6 preto peão · e5 preto peão · e4 branco peão · f3 branco cavalo · a2 branco peão · b2 branco peão · c2 branco peão · d2 branco peão · f2 branco peão · g2 branco peão · h2 branco peão · a1 branco torre · b1 branco cavalo · c1 branco bispo · d1 branco rainha · e1 branco rei · h1 branco torre | a8 preto torre · c8 preto bispo · d8 preto rainha · e8 preto rei · f8 preto bispo · g8 preto cavalo · h8 preto torre · b7 preto peão · c7 preto peão · f7 preto peão · g7 preto peão · h7 preto peão · a6 preto peão · c6 preto peão · e5 preto peão · e4 branco peão · f3 branco cavalo · a2 branco peão · b2 branco peão · c2 branco peão · d2 branco peão · f2 branco peão · g2 branco peão · h2 branco peão · a1 branco torre · b1 branco cavalo · c1 branco bispo · d1 branco rainha · e1 branco rei · h1 branco torre | a8 preto torre · c8 preto bispo · d8 preto rainha · e8 preto rei · f8 preto bispo · g8 preto cavalo · h8 preto torre · b7 preto peão · c7 preto peão · f7 preto peão · g7 preto peão · h7 preto peão · a6 preto peão · c6 preto peão · e5 preto peão · e4 branco peão · f3 branco cavalo · a2 branco peão · b2 branco peão · c2 branco peão · d2 branco peão · f2 branco peão · g2 branco peão · h2 branco peão · a1 branco torre · b1 branco cavalo · c1 branco bispo · d1 branco rainha · e1 branco rei · h1 branco torre | a8 preto torre · c8 preto bispo · d8 preto rainha · e8 preto rei · f8 preto bispo · g8 preto cavalo · h8 preto torre · b7 preto peão · c7 preto peão · f7 preto peão · g7 preto peão · h7 preto peão · a6 preto peão · c6 preto peão · e5 preto peão · e4 branco peão · f3 branco cavalo · a2 branco peão · b2 branco peão · c2 branco peão · d2 branco peão · f2 branco peão · g2 branco peão · h2 branco peão · a1 branco torre · b1 branco cavalo · c1 branco bispo · d1 branco rainha · e1 branco rei · h1 branco torre | a8 preto torre · c8 preto bispo · d8 preto rainha · e8 preto rei · f8 preto bispo · g8 preto cavalo · h8 preto torre · b7 preto peão · c7 preto peão · f7 preto peão · g7 preto peão · h7 preto peão · a6 preto peão · c6 preto peão · e5 preto peão · e4 branco peão · f3 branco cavalo · a2 branco peão · b2 branco peão · c2 branco peão · d2 branco peão · f2 branco peão · g2 branco peão · h2 branco peão · a1 branco torre · b1 branco cavalo · c1 branco bispo · d1 branco rainha · e1 branco rei · h1 branco torre | 3 |
| 2 | a8 preto torre · c8 preto bispo · d8 preto rainha · e8 preto rei · f8 preto bispo · g8 preto cavalo · h8 preto torre · b7 preto peão · c7 preto peão · f7 preto peão · g7 preto peão · h7 preto peão · a6 preto peão · c6 preto peão · e5 preto peão · e4 branco peão · f3 branco cavalo · a2 branco peão · b2 branco peão · c2 branco peão · d2 branco peão · f2 branco peão · g2 branco peão · h2 branco peão · a1 branco torre · b1 branco cavalo · c1 branco bispo · d1 branco rainha · e1 branco rei · h1 branco torre | a8 preto torre · c8 preto bispo · d8 preto rainha · e8 preto rei · f8 preto bispo · g8 preto cavalo · h8 preto torre · b7 preto peão · c7 preto peão · f7 preto peão · g7 preto peão · h7 preto peão · a6 preto peão · c6 preto peão · e5 preto peão · e4 branco peão · f3 branco cavalo · a2 branco peão · b2 branco peão · c2 branco peão · d2 branco peão · f2 branco peão · g2 branco peão · h2 branco peão · a1 branco torre · b1 branco cavalo · c1 branco bispo · d1 branco rainha · e1 branco rei · h1 branco torre | a8 preto torre · c8 preto bispo · d8 preto rainha · e8 preto rei · f8 preto bispo · g8 preto cavalo · h8 preto torre · b7 preto peão · c7 preto peão · f7 preto peão · g7 preto peão · h7 preto peão · a6 preto peão · c6 preto peão · e5 preto peão · e4 branco peão · f3 branco cavalo · a2 branco peão · b2 branco peão · c2 branco peão · d2 branco peão · f2 branco peão · g2 branco peão · h2 branco peão · a1 branco torre · b1 branco cavalo · c1 branco bispo · d1 branco rainha · e1 branco rei · h1 branco torre | a8 preto torre · c8 preto bispo · d8 preto rainha · e8 preto rei · f8 preto bispo · g8 preto cavalo · h8 preto torre · b7 preto peão · c7 preto peão · f7 preto peão · g7 preto peão · h7 preto peão · a6 preto peão · c6 preto peão · e5 preto peão · e4 branco peão · f3 branco cavalo · a2 branco peão · b2 branco peão · c2 branco peão · d2 branco peão · f2 branco peão · g2 branco peão · h2 branco peão · a1 branco torre · b1 branco cavalo · c1 branco bispo · d1 branco rainha · e1 branco rei · h1 branco torre | a8 preto torre · c8 preto bispo · d8 preto rainha · e8 preto rei · f8 preto bispo · g8 preto cavalo · h8 preto torre · b7 preto peão · c7 preto peão · f7 preto peão · g7 preto peão · h7 preto peão · a6 preto peão · c6 preto peão · e5 preto peão · e4 branco peão · f3 branco cavalo · a2 branco peão · b2 branco peão · c2 branco peão · d2 branco peão · f2 branco peão · g2 branco peão · h2 branco peão · a1 branco torre · b1 branco cavalo · c1 branco bispo · d1 branco rainha · e1 branco rei · h1 branco torre | a8 preto torre · c8 preto bispo · d8 preto rainha · e8 preto rei · f8 preto bispo · g8 preto cavalo · h8 preto torre · b7 preto peão · c7 preto peão · f7 preto peão · g7 preto peão · h7 preto peão · a6 preto peão · c6 preto peão · e5 preto peão · e4 branco peão · f3 branco cavalo · a2 branco peão · b2 branco peão · c2 branco peão · d2 branco peão · f2 branco peão · g2 branco peão · h2 branco peão · a1 branco torre · b1 branco cavalo · c1 branco bispo · d1 branco rainha · e1 branco rei · h1 branco torre | a8 preto torre · c8 preto bispo · d8 preto rainha · e8 preto rei · f8 preto bispo · g8 preto cavalo · h8 preto torre · b7 preto peão · c7 preto peão · f7 preto peão · g7 preto peão · h7 preto peão · a6 preto peão · c6 preto peão · e5 preto peão · e4 branco peão · f3 branco cavalo · a2 branco peão · b2 branco peão · c2 branco peão · d2 branco peão · f2 branco peão · g2 branco peão · h2 branco peão · a1 branco torre · b1 branco cavalo · c1 branco bispo · d1 branco rainha · e1 branco rei · h1 branco torre | a8 preto torre · c8 preto bispo · d8 preto rainha · e8 preto rei · f8 preto bispo · g8 preto cavalo · h8 preto torre · b7 preto peão · c7 preto peão · f7 preto peão · g7 preto peão · h7 preto peão · a6 preto peão · c6 preto peão · e5 preto peão · e4 branco peão · f3 branco cavalo · a2 branco peão · b2 branco peão · c2 branco peão · d2 branco peão · f2 branco peão · g2 branco peão · h2 branco peão · a1 branco torre · b1 branco cavalo · c1 branco bispo · d1 branco rainha · e1 branco rei · h1 branco torre | 2 |
| 1 | a8 preto torre · c8 preto bispo · d8 preto rainha · e8 preto rei · f8 preto bispo · g8 preto cavalo · h8 preto torre · b7 preto peão · c7 preto peão · f7 preto peão · g7 preto peão · h7 preto peão · a6 preto peão · c6 preto peão · e5 preto peão · e4 branco peão · f3 branco cavalo · a2 branco peão · b2 branco peão · c2 branco peão · d2 branco peão · f2 branco peão · g2 branco peão · h2 branco peão · a1 branco torre · b1 branco cavalo · c1 branco bispo · d1 branco rainha · e1 branco rei · h1 branco torre | a8 preto torre · c8 preto bispo · d8 preto rainha · e8 preto rei · f8 preto bispo · g8 preto cavalo · h8 preto torre · b7 preto peão · c7 preto peão · f7 preto peão · g7 preto peão · h7 preto peão · a6 preto peão · c6 preto peão · e5 preto peão · e4 branco peão · f3 branco cavalo · a2 branco peão · b2 branco peão · c2 branco peão · d2 branco peão · f2 branco peão · g2 branco peão · h2 branco peão · a1 branco torre · b1 branco cavalo · c1 branco bispo · d1 branco rainha · e1 branco rei · h1 branco torre | a8 preto torre · c8 preto bispo · d8 preto rainha · e8 preto rei · f8 preto bispo · g8 preto cavalo · h8 preto torre · b7 preto peão · c7 preto peão · f7 preto peão · g7 preto peão · h7 preto peão · a6 preto peão · c6 preto peão · e5 preto peão · e4 branco peão · f3 branco cavalo · a2 branco peão · b2 branco peão · c2 branco peão · d2 branco peão · f2 branco peão · g2 branco peão · h2 branco peão · a1 branco torre · b1 branco cavalo · c1 branco bispo · d1 branco rainha · e1 branco rei · h1 branco torre | a8 preto torre · c8 preto bispo · d8 preto rainha · e8 preto rei · f8 preto bispo · g8 preto cavalo · h8 preto torre · b7 preto peão · c7 preto peão · f7 preto peão · g7 preto peão · h7 preto peão · a6 preto peão · c6 preto peão · e5 preto peão · e4 branco peão · f3 branco cavalo · a2 branco peão · b2 branco peão · c2 branco peão · d2 branco peão · f2 branco peão · g2 branco peão · h2 branco peão · a1 branco torre · b1 branco cavalo · c1 branco bispo · d1 branco rainha · e1 branco rei · h1 branco torre | a8 preto torre · c8 preto bispo · d8 preto rainha · e8 preto rei · f8 preto bispo · g8 preto cavalo · h8 preto torre · b7 preto peão · c7 preto peão · f7 preto peão · g7 preto peão · h7 preto peão · a6 preto peão · c6 preto peão · e5 preto peão · e4 branco peão · f3 branco cavalo · a2 branco peão · b2 branco peão · c2 branco peão · d2 branco peão · f2 branco peão · g2 branco peão · h2 branco peão · a1 branco torre · b1 branco cavalo · c1 branco bispo · d1 branco rainha · e1 branco rei · h1 branco torre | a8 preto torre · c8 preto bispo · d8 preto rainha · e8 preto rei · f8 preto bispo · g8 preto cavalo · h8 preto torre · b7 preto peão · c7 preto peão · f7 preto peão · g7 preto peão · h7 preto peão · a6 preto peão · c6 preto peão · e5 preto peão · e4 branco peão · f3 branco cavalo · a2 branco peão · b2 branco peão · c2 branco peão · d2 branco peão · f2 branco peão · g2 branco peão · h2 branco peão · a1 branco torre · b1 branco cavalo · c1 branco bispo · d1 branco rainha · e1 branco rei · h1 branco torre | a8 preto torre · c8 preto bispo · d8 preto rainha · e8 preto rei · f8 preto bispo · g8 preto cavalo · h8 preto torre · b7 preto peão · c7 preto peão · f7 preto peão · g7 preto peão · h7 preto peão · a6 preto peão · c6 preto peão · e5 preto peão · e4 branco peão · f3 branco cavalo · a2 branco peão · b2 branco peão · c2 branco peão · d2 branco peão · f2 branco peão · g2 branco peão · h2 branco peão · a1 branco torre · b1 branco cavalo · c1 branco bispo · d1 branco rainha · e1 branco rei · h1 branco torre | a8 preto torre · c8 preto bispo · d8 preto rainha · e8 preto rei · f8 preto bispo · g8 preto cavalo · h8 preto torre · b7 preto peão · c7 preto peão · f7 preto peão · g7 preto peão · h7 preto peão · a6 preto peão · c6 preto peão · e5 preto peão · e4 branco peão · f3 branco cavalo · a2 branco peão · b2 branco peão · c2 branco peão · d2 branco peão · f2 branco peão · g2 branco peão · h2 branco peão · a1 branco torre · b1 branco cavalo · c1 branco bispo · d1 branco rainha · e1 branco rei · h1 branco torre | 1 |
| | a | b | c | d | e | f | g | h |   |

1.e4 e5  2.♘f3 ♘c6  3.♗b5 a6 4.♗xc6 dxc
Uma variante simples que garante às brancas uma vantagem posicional razoável pois o peão preto na casa c7 é débil (por estar dobrado), isso porém é compensado pelo par de bispos pretos.
A continuação óbvia 5.♘xe5? dá vantagem às pretas, após 5.... ♕d4!
Esta antiga variante tomou nova forma quando Bobby Fischer a aplicou com sucesso inúmeras vezes, adotando a continuação 5.O-O
Uma outra forma é continuar com 5.d4, simplificando ainda mais o jogo para poder explorar mais rápido o a maioria de peões brancos na ala do rei.

### Variante Aberta
| \| \| a \| b \| c \| d \| e \| f \| g \| h \| \| \| 8 \| a8 preto torre · d8 preto rainha · e8 preto rei · f8 preto bispo · h8 preto torre · c7 preto peão · f7 preto peão · g7 preto peão · h7 preto peão · a6 preto peão · c6 preto cavalo · e6 preto bispo · b5 preto peão · d5 preto peão · e5 branco peão · e4 preto cavalo · b3 branco bispo · f3 branco cavalo · a2 branco peão · b2 branco peão · c2 branco peão · f2 branco peão · g2 branco peão · h2 branco peão · a1 branco torre · b1 branco cavalo · c1 branco bispo · d1 branco rainha · f1 branco torre · g1 branco rei \| a8 preto torre · d8 preto rainha · e8 preto rei · f8 preto bispo · h8 preto torre · c7 preto peão · f7 preto peão · g7 preto peão · h7 preto peão · a6 preto peão · c6 preto cavalo · e6 preto bispo · b5 preto peão · d5 preto peão · e5 branco peão · e4 preto cavalo · b3 branco bispo · f3 branco cavalo · a2 branco peão · b2 branco peão · c2 branco peão · f2 branco peão · g2 branco peão · h2 branco peão · a1 branco torre · b1 branco cavalo · c1 branco bispo · d1 branco rainha · f1 branco torre · g1 branco rei \| a8 preto torre · d8 preto rainha · e8 preto rei · f8 preto bispo · h8 preto torre · c7 preto peão · f7 preto peão · g7 preto peão · h7 preto peão · a6 preto peão · c6 preto cavalo · e6 preto bispo · b5 preto peão · d5 preto peão · e5 branco peão · e4 preto cavalo · b3 branco bispo · f3 branco cavalo · a2 branco peão · b2 branco peão · c2 branco peão · f2 branco peão · g2 branco peão · h2 branco peão · a1 branco torre · b1 branco cavalo · c1 branco bispo · d1 branco rainha · f1 branco torre · g1 branco rei \| a8 preto torre · d8 preto rainha · e8 preto rei · f8 preto bispo · h8 preto torre · c7 preto peão · f7 preto peão · g7 preto peão · h7 preto peão · a6 preto peão · c6 preto cavalo · e6 preto bispo · b5 preto peão · d5 preto peão · e5 branco peão · e4 preto cavalo · b3 branco bispo · f3 branco cavalo · a2 branco peão · b2 branco peão · c2 branco peão · f2 branco peão · g2 branco peão · h2 branco peão · a1 branco torre · b1 branco cavalo · c1 branco bispo · d1 branco rainha · f1 branco torre · g1 branco rei \| a8 preto torre · d8 preto rainha · e8 preto rei · f8 preto bispo · h8 preto torre · c7 preto peão · f7 preto peão · g7 preto peão · h7 preto peão · a6 preto peão · c6 preto cavalo · e6 preto bispo · b5 preto peão · d5 preto peão · e5 branco peão · e4 preto cavalo · b3 branco bispo · f3 branco cavalo · a2 branco peão · b2 branco peão · c2 branco peão · f2 branco peão · g2 branco peão · h2 branco peão · a1 branco torre · b1 branco cavalo · c1 branco bispo · d1 branco rainha · f1 branco torre · g1 branco rei \| a8 preto torre · d8 preto rainha · e8 preto rei · f8 preto bispo · h8 preto torre · c7 preto peão · f7 preto peão · g7 preto peão · h7 preto peão · a6 preto peão · c6 preto cavalo · e6 preto bispo · b5 preto peão · d5 preto peão · e5 branco peão · e4 preto cavalo · b3 branco bispo · f3 branco cavalo · a2 branco peão · b2 branco peão · c2 branco peão · f2 branco peão · g2 branco peão · h2 branco peão · a1 branco torre · b1 branco cavalo · c1 branco bispo · d1 branco rainha · f1 branco torre · g1 branco rei \| a8 preto torre · d8 preto rainha · e8 preto rei · f8 preto bispo · h8 preto torre · c7 preto peão · f7 preto peão · g7 preto peão · h7 preto peão · a6 preto peão · c6 preto cavalo · e6 preto bispo · b5 preto peão · d5 preto peão · e5 branco peão · e4 preto cavalo · b3 branco bispo · f3 branco cavalo · a2 branco peão · b2 branco peão · c2 branco peão · f2 branco peão · g2 branco peão · h2 branco peão · a1 branco torre · b1 branco cavalo · c1 branco bispo · d1 branco rainha · f1 branco torre · g1 branco rei \| a8 preto torre · d8 preto rainha · e8 preto rei · f8 preto bispo · h8 preto torre · c7 preto peão · f7 preto peão · g7 preto peão · h7 preto peão · a6 preto peão · c6 preto cavalo · e6 preto bispo · b5 preto peão · d5 preto peão · e5 branco peão · e4 preto cavalo · b3 branco bispo · f3 branco cavalo · a2 branco peão · b2 branco peão · c2 branco peão · f2 branco peão · g2 branco peão · h2 branco peão · a1 branco torre · b1 branco cavalo · c1 branco bispo · d1 branco rainha · f1 branco torre · g1 branco rei \| 8 \| \| 7 \| a8 preto torre · d8 preto rainha · e8 preto rei · f8 preto bispo · h8 preto torre · c7 preto peão · f7 preto peão · g7 preto peão · h7 preto peão · a6 preto peão · c6 preto cavalo · e6 preto bispo · b5 preto peão · d5 preto peão · e5 branco peão · e4 preto cavalo · b3 branco bispo · f3 branco cavalo · a2 branco peão · b2 branco peão · c2 branco peão · f2 branco peão · g2 branco peão · h2 branco peão · a1 branco torre · b1 branco cavalo · c1 branco bispo · d1 branco rainha · f1 branco torre · g1 branco rei \| a8 preto torre · d8 preto rainha · e8 preto rei · f8 preto bispo · h8 preto torre · c7 preto peão · f7 preto peão · g7 preto peão · h7 preto peão · a6 preto peão · c6 preto cavalo · e6 preto bispo · b5 preto peão · d5 preto peão · e5 branco peão · e4 preto cavalo · b3 branco bispo · f3 branco cavalo · a2 branco peão · b2 branco peão · c2 branco peão · f2 branco peão · g2 branco peão · h2 branco peão · a1 branco torre · b1 branco cavalo · c1 branco bispo · d1 branco rainha · f1 branco torre · g1 branco rei \| a8 preto torre · d8 preto rainha · e8 preto rei · f8 preto bispo · h8 preto torre · c7 preto peão · f7 preto peão · g7 preto peão · h7 preto peão · a6 preto peão · c6 preto cavalo · e6 preto bispo · b5 preto peão · d5 preto peão · e5 branco peão · e4 preto cavalo · b3 branco bispo · f3 branco cavalo · a2 branco peão · b2 branco peão · c2 branco peão · f2 branco peão · g2 branco peão · h2 branco peão · a1 branco torre · b1 branco cavalo · c1 branco bispo · d1 branco rainha · f1 branco torre · g1 branco rei \| a8 preto torre · d8 preto rainha · e8 preto rei · f8 preto bispo · h8 preto torre · c7 preto peão · f7 preto peão · g7 preto peão · h7 preto peão · a6 preto peão · c6 preto cavalo · e6 preto bispo · b5 preto peão · d5 preto peão · e5 branco peão · e4 preto cavalo · b3 branco bispo · f3 branco cavalo · a2 branco peão · b2 branco peão · c2 branco peão · f2 branco peão · g2 branco peão · h2 branco peão · a1 branco torre · b1 branco cavalo · c1 branco bispo · d1 branco rainha · f1 branco torre · g1 branco rei \| a8 preto torre · d8 preto rainha · e8 preto rei · f8 preto bispo · h8 preto torre · c7 preto peão · f7 preto peão · g7 preto peão · h7 preto peão · a6 preto peão · c6 preto cavalo · e6 preto bispo · b5 preto peão · d5 preto peão · e5 branco peão · e4 preto cavalo · b3 branco bispo · f3 branco cavalo · a2 branco peão · b2 branco peão · c2 branco peão · f2 branco peão · g2 branco peão · h2 branco peão · a1 branco torre · b1 branco cavalo · c1 branco bispo · d1 branco rainha · f1 branco torre · g1 branco rei \| a8 preto torre · d8 preto rainha · e8 preto rei · f8 preto bispo · h8 preto torre · c7 preto peão · f7 preto peão · g7 preto peão · h7 preto peão · a6 preto peão · c6 preto cavalo · e6 preto bispo · b5 preto peão · d5 preto peão · e5 branco peão · e4 preto cavalo · b3 branco bispo · f3 branco cavalo · a2 branco peão · b2 branco peão · c2 branco peão · f2 branco peão · g2 branco peão · h2 branco peão · a1 branco torre · b1 branco cavalo · c1 branco bispo · d1 branco rainha · f1 branco torre · g1 branco rei \| a8 preto torre · d8 preto rainha · e8 preto rei · f8 preto bispo · h8 preto torre · c7 preto peão · f7 preto peão · g7 preto peão · h7 preto peão · a6 preto peão · c6 preto cavalo · e6 preto bispo · b5 preto peão · d5 preto peão · e5 branco peão · e4 preto cavalo · b3 branco bispo · f3 branco cavalo · a2 branco peão · b2 branco peão · c2 branco peão · f2 branco peão · g2 branco peão · h2 branco peão · a1 branco torre · b1 branco cavalo · c1 branco bispo · d1 branco rainha · f1 branco torre · g1 branco rei \| a8 preto torre · d8 preto rainha · e8 preto rei · f8 preto bispo · h8 preto torre · c7 preto peão · f7 preto peão · g7 preto peão · h7 preto peão · a6 preto peão · c6 preto cavalo · e6 preto bispo · b5 preto peão · d5 preto peão · e5 branco peão · e4 preto cavalo · b3 branco bispo · f3 branco cavalo · a2 branco peão · b2 branco peão · c2 branco peão · f2 branco peão · g2 branco peão · h2 branco peão · a1 branco torre · b1 branco cavalo · c1 branco bispo · d1 branco rainha · f1 branco torre · g1 branco rei \| 7 \| \| 6 \| a8 preto torre · d8 preto rainha · e8 preto rei · f8 preto bispo · h8 preto torre · c7 preto peão · f7 preto peão · g7 preto peão · h7 preto peão · a6 preto peão · c6 preto cavalo · e6 preto bispo · b5 preto peão · d5 preto peão · e5 branco peão · e4 preto cavalo · b3 branco bispo · f3 branco cavalo · a2 branco peão · b2 branco peão · c2 branco peão · f2 branco peão · g2 branco peão · h2 branco peão · a1 branco torre · b1 branco cavalo · c1 branco bispo · d1 branco rainha · f1 branco torre · g1 branco rei \| a8 preto torre · d8 preto rainha · e8 preto rei · f8 preto bispo · h8 preto torre · c7 preto peão · f7 preto peão · g7 preto peão · h7 preto peão · a6 preto peão · c6 preto cavalo · e6 preto bispo · b5 preto peão · d5 preto peão · e5 branco peão · e4 preto cavalo · b3 branco bispo · f3 branco cavalo · a2 branco peão · b2 branco peão · c2 branco peão · f2 branco peão · g2 branco peão · h2 branco peão · a1 branco torre · b1 branco cavalo · c1 branco bispo · d1 branco rainha · f1 branco torre · g1 branco rei \| a8 preto torre · d8 preto rainha · e8 preto rei · f8 preto bispo · h8 preto torre · c7 preto peão · f7 preto peão · g7 preto peão · h7 preto peão · a6 preto peão · c6 preto cavalo · e6 preto bispo · b5 preto peão · d5 preto peão · e5 branco peão · e4 preto cavalo · b3 branco bispo · f3 branco cavalo · a2 branco peão · b2 branco peão · c2 branco peão · f2 branco peão · g2 branco peão · h2 branco peão · a1 branco torre · b1 branco cavalo · c1 branco bispo · d1 branco rainha · f1 branco torre · g1 branco rei \| a8 preto torre · d8 preto rainha · e8 preto rei · f8 preto bispo · h8 preto torre · c7 preto peão · f7 preto peão · g7 preto peão · h7 preto peão · a6 preto peão · c6 preto cavalo · e6 preto bispo · b5 preto peão · d5 preto peão · e5 branco peão · e4 preto cavalo · b3 branco bispo · f3 branco cavalo · a2 branco peão · b2 branco peão · c2 branco peão · f2 branco peão · g2 branco peão · h2 branco peão · a1 branco torre · b1 branco cavalo · c1 branco bispo · d1 branco rainha · f1 branco torre · g1 branco rei \| a8 preto torre · d8 preto rainha · e8 preto rei · f8 preto bispo · h8 preto torre · c7 preto peão · f7 preto peão · g7 preto peão · h7 preto peão · a6 preto peão · c6 preto cavalo · e6 preto bispo · b5 preto peão · d5 preto peão · e5 branco peão · e4 preto cavalo · b3 branco bispo · f3 branco cavalo · a2 branco peão · b2 branco peão · c2 branco peão · f2 branco peão · g2 branco peão · h2 branco peão · a1 branco torre · b1 branco cavalo · c1 branco bispo · d1 branco rainha · f1 branco torre · g1 branco rei \| a8 preto torre · d8 preto rainha · e8 preto rei · f8 preto bispo · h8 preto torre · c7 preto peão · f7 preto peão · g7 preto peão · h7 preto peão · a6 preto peão · c6 preto cavalo · e6 preto bispo · b5 preto peão · d5 preto peão · e5 branco peão · e4 preto cavalo · b3 branco bispo · f3 branco cavalo · a2 branco peão · b2 branco peão · c2 branco peão · f2 branco peão · g2 branco peão · h2 branco peão · a1 branco torre · b1 branco cavalo · c1 branco bispo · d1 branco rainha · f1 branco torre · g1 branco rei \| a8 preto torre · d8 preto rainha · e8 preto rei · f8 preto bispo · h8 preto torre · c7 preto peão · f7 preto peão · g7 preto peão · h7 preto peão · a6 preto peão · c6 preto cavalo · e6 preto bispo · b5 preto peão · d5 preto peão · e5 branco peão · e4 preto cavalo · b3 branco bispo · f3 branco cavalo · a2 branco peão · b2 branco peão · c2 branco peão · f2 branco peão · g2 branco peão · h2 branco peão · a1 branco torre · b1 branco cavalo · c1 branco bispo · d1 branco rainha · f1 branco torre · g1 branco rei \| a8 preto torre · d8 preto rainha · e8 preto rei · f8 preto bispo · h8 preto torre · c7 preto peão · f7 preto peão · g7 preto peão · h7 preto peão · a6 preto peão · c6 preto cavalo · e6 preto bispo · b5 preto peão · d5 preto peão · e5 branco peão · e4 preto cavalo · b3 branco bispo · f3 branco cavalo · a2 branco peão · b2 branco peão · c2 branco peão · f2 branco peão · g2 branco peão · h2 branco peão · a1 branco torre · b1 branco cavalo · c1 branco bispo · d1 branco rainha · f1 branco torre · g1 branco rei \| 6 \| \| 5 \| a8 preto torre · d8 preto rainha · e8 preto rei · f8 preto bispo · h8 preto torre · c7 preto peão · f7 preto peão · g7 preto peão · h7 preto peão · a6 preto peão · c6 preto cavalo · e6 preto bispo · b5 preto peão · d5 preto peão · e5 branco peão · e4 preto cavalo · b3 branco bispo · f3 branco cavalo · a2 branco peão · b2 branco peão · c2 branco peão · f2 branco peão · g2 branco peão · h2 branco peão · a1 branco torre · b1 branco cavalo · c1 branco bispo · d1 branco rainha · f1 branco torre · g1 branco rei \| a8 preto torre · d8 preto rainha · e8 preto rei · f8 preto bispo · h8 preto torre · c7 preto peão · f7 preto peão · g7 preto peão · h7 preto peão · a6 preto peão · c6 preto cavalo · e6 preto bispo · b5 preto peão · d5 preto peão · e5 branco peão · e4 preto cavalo · b3 branco bispo · f3 branco cavalo · a2 branco peão · b2 branco peão · c2 branco peão · f2 branco peão · g2 branco peão · h2 branco peão · a1 branco torre · b1 branco cavalo · c1 branco bispo · d1 branco rainha · f1 branco torre · g1 branco rei \| a8 preto torre · d8 preto rainha · e8 preto rei · f8 preto bispo · h8 preto torre · c7 preto peão · f7 preto peão · g7 preto peão · h7 preto peão · a6 preto peão · c6 preto cavalo · e6 preto bispo · b5 preto peão · d5 preto peão · e5 branco peão · e4 preto cavalo · b3 branco bispo · f3 branco cavalo · a2 branco peão · b2 branco peão · c2 branco peão · f2 branco peão · g2 branco peão · h2 branco peão · a1 branco torre · b1 branco cavalo · c1 branco bispo · d1 branco rainha · f1 branco torre · g1 branco rei \| a8 preto torre · d8 preto rainha · e8 preto rei · f8 preto bispo · h8 preto torre · c7 preto peão · f7 preto peão · g7 preto peão · h7 preto peão · a6 preto peão · c6 preto cavalo · e6 preto bispo · b5 preto peão · d5 preto peão · e5 branco peão · e4 preto cavalo · b3 branco bispo · f3 branco cavalo · a2 branco peão · b2 branco peão · c2 branco peão · f2 branco peão · g2 branco peão · h2 branco peão · a1 branco torre · b1 branco cavalo · c1 branco bispo · d1 branco rainha · f1 branco torre · g1 branco rei \| a8 preto torre · d8 preto rainha · e8 preto rei · f8 preto bispo · h8 preto torre · c7 preto peão · f7 preto peão · g7 preto peão · h7 preto peão · a6 preto peão · c6 preto cavalo · e6 preto bispo · b5 preto peão · d5 preto peão · e5 branco peão · e4 preto cavalo · b3 branco bispo · f3 branco cavalo · a2 branco peão · b2 branco peão · c2 branco peão · f2 branco peão · g2 branco peão · h2 branco peão · a1 branco torre · b1 branco cavalo · c1 branco bispo · d1 branco rainha · f1 branco torre · g1 branco rei \| a8 preto torre · d8 preto rainha · e8 preto rei · f8 preto bispo · h8 preto torre · c7 preto peão · f7 preto peão · g7 preto peão · h7 preto peão · a6 preto peão · c6 preto cavalo · e6 preto bispo · b5 preto peão · d5 preto peão · e5 branco peão · e4 preto cavalo · b3 branco bispo · f3 branco cavalo · a2 branco peão · b2 branco peão · c2 branco peão · f2 branco peão · g2 branco peão · h2 branco peão · a1 branco torre · b1 branco cavalo · c1 branco bispo · d1 branco rainha · f1 branco torre · g1 branco rei \| a8 preto torre · d8 preto rainha · e8 preto rei · f8 preto bispo · h8 preto torre · c7 preto peão · f7 preto peão · g7 preto peão · h7 preto peão · a6 preto peão · c6 preto cavalo · e6 preto bispo · b5 preto peão · d5 preto peão · e5 branco peão · e4 preto cavalo · b3 branco bispo · f3 branco cavalo · a2 branco peão · b2 branco peão · c2 branco peão · f2 branco peão · g2 branco peão · h2 branco peão · a1 branco torre · b1 branco cavalo · c1 branco bispo · d1 branco rainha · f1 branco torre · g1 branco rei \| a8 preto torre · d8 preto rainha · e8 preto rei · f8 preto bispo · h8 preto torre · c7 preto peão · f7 preto peão · g7 preto peão · h7 preto peão · a6 preto peão · c6 preto cavalo · e6 preto bispo · b5 preto peão · d5 preto peão · e5 branco peão · e4 preto cavalo · b3 branco bispo · f3 branco cavalo · a2 branco peão · b2 branco peão · c2 branco peão · f2 branco peão · g2 branco peão · h2 branco peão · a1 branco torre · b1 branco cavalo · c1 branco bispo · d1 branco rainha · f1 branco torre · g1 branco rei \| 5 \| \| 4 \| a8 preto torre · d8 preto rainha · e8 preto rei · f8 preto bispo · h8 preto torre · c7 preto peão · f7 preto peão · g7 preto peão · h7 preto peão · a6 preto peão · c6 preto cavalo · e6 preto bispo · b5 preto peão · d5 preto peão · e5 branco peão · e4 preto cavalo · b3 branco bispo · f3 branco cavalo · a2 branco peão · b2 branco peão · c2 branco peão · f2 branco peão · g2 branco peão · h2 branco peão · a1 branco torre · b1 branco cavalo · c1 branco bispo · d1 branco rainha · f1 branco torre · g1 branco rei \| a8 preto torre · d8 preto rainha · e8 preto rei · f8 preto bispo · h8 preto torre · c7 preto peão · f7 preto peão · g7 preto peão · h7 preto peão · a6 preto peão · c6 preto cavalo · e6 preto bispo · b5 preto peão · d5 preto peão · e5 branco peão · e4 preto cavalo · b3 branco bispo · f3 branco cavalo · a2 branco peão · b2 branco peão · c2 branco peão · f2 branco peão · g2 branco peão · h2 branco peão · a1 branco torre · b1 branco cavalo · c1 branco bispo · d1 branco rainha · f1 branco torre · g1 branco rei \| a8 preto torre · d8 preto rainha · e8 preto rei · f8 preto bispo · h8 preto torre · c7 preto peão · f7 preto peão · g7 preto peão · h7 preto peão · a6 preto peão · c6 preto cavalo · e6 preto bispo · b5 preto peão · d5 preto peão · e5 branco peão · e4 preto cavalo · b3 branco bispo · f3 branco cavalo · a2 branco peão · b2 branco peão · c2 branco peão · f2 branco peão · g2 branco peão · h2 branco peão · a1 branco torre · b1 branco cavalo · c1 branco bispo · d1 branco rainha · f1 branco torre · g1 branco rei \| a8 preto torre · d8 preto rainha · e8 preto rei · f8 preto bispo · h8 preto torre · c7 preto peão · f7 preto peão · g7 preto peão · h7 preto peão · a6 preto peão · c6 preto cavalo · e6 preto bispo · b5 preto peão · d5 preto peão · e5 branco peão · e4 preto cavalo · b3 branco bispo · f3 branco cavalo · a2 branco peão · b2 branco peão · c2 branco peão · f2 branco peão · g2 branco peão · h2 branco peão · a1 branco torre · b1 branco cavalo · c1 branco bispo · d1 branco rainha · f1 branco torre · g1 branco rei \| a8 preto torre · d8 preto rainha · e8 preto rei · f8 preto bispo · h8 preto torre · c7 preto peão · f7 preto peão · g7 preto peão · h7 preto peão · a6 preto peão · c6 preto cavalo · e6 preto bispo · b5 preto peão · d5 preto peão · e5 branco peão · e4 preto cavalo · b3 branco bispo · f3 branco cavalo · a2 branco peão · b2 branco peão · c2 branco peão · f2 branco peão · g2 branco peão · h2 branco peão · a1 branco torre · b1 branco cavalo · c1 branco bispo · d1 branco rainha · f1 branco torre · g1 branco rei \| a8 preto torre · d8 preto rainha · e8 preto rei · f8 preto bispo · h8 preto torre · c7 preto peão · f7 preto peão · g7 preto peão · h7 preto peão · a6 preto peão · c6 preto cavalo · e6 preto bispo · b5 preto peão · d5 preto peão · e5 branco peão · e4 preto cavalo · b3 branco bispo · f3 branco cavalo · a2 branco peão · b2 branco peão · c2 branco peão · f2 branco peão · g2 branco peão · h2 branco peão · a1 branco torre · b1 branco cavalo · c1 branco bispo · d1 branco rainha · f1 branco torre · g1 branco rei \| a8 preto torre · d8 preto rainha · e8 preto rei · f8 preto bispo · h8 preto torre · c7 preto peão · f7 preto peão · g7 preto peão · h7 preto peão · a6 preto peão · c6 preto cavalo · e6 preto bispo · b5 preto peão · d5 preto peão · e5 branco peão · e4 preto cavalo · b3 branco bispo · f3 branco cavalo · a2 branco peão · b2 branco peão · c2 branco peão · f2 branco peão · g2 branco peão · h2 branco peão · a1 branco torre · b1 branco cavalo · c1 branco bispo · d1 branco rainha · f1 branco torre · g1 branco rei \| a8 preto torre · d8 preto rainha · e8 preto rei · f8 preto bispo · h8 preto torre · c7 preto peão · f7 preto peão · g7 preto peão · h7 preto peão · a6 preto peão · c6 preto cavalo · e6 preto bispo · b5 preto peão · d5 preto peão · e5 branco peão · e4 preto cavalo · b3 branco bispo · f3 branco cavalo · a2 branco peão · b2 branco peão · c2 branco peão · f2 branco peão · g2 branco peão · h2 branco peão · a1 branco torre · b1 branco cavalo · c1 branco bispo · d1 branco rainha · f1 branco torre · g1 branco rei \| 4 \| \| 3 \| a8 preto torre · d8 preto rainha · e8 preto rei · f8 preto bispo · h8 preto torre · c7 preto peão · f7 preto peão · g7 preto peão · h7 preto peão · a6 preto peão · c6 preto cavalo · e6 preto bispo · b5 preto peão · d5 preto peão · e5 branco peão · e4 preto cavalo · b3 branco bispo · f3 branco cavalo · a2 branco peão · b2 branco peão · c2 branco peão · f2 branco peão · g2 branco peão · h2 branco peão · a1 branco torre · b1 branco cavalo · c1 branco bispo · d1 branco rainha · f1 branco torre · g1 branco rei \| a8 preto torre · d8 preto rainha · e8 preto rei · f8 preto bispo · h8 preto torre · c7 preto peão · f7 preto peão · g7 preto peão · h7 preto peão · a6 preto peão · c6 preto cavalo · e6 preto bispo · b5 preto peão · d5 preto peão · e5 branco peão · e4 preto cavalo · b3 branco bispo · f3 branco cavalo · a2 branco peão · b2 branco peão · c2 branco peão · f2 branco peão · g2 branco peão · h2 branco peão · a1 branco torre · b1 branco cavalo · c1 branco bispo · d1 branco rainha · f1 branco torre · g1 branco rei \| a8 preto torre · d8 preto rainha · e8 preto rei · f8 preto bispo · h8 preto torre · c7 preto peão · f7 preto peão · g7 preto peão · h7 preto peão · a6 preto peão · c6 preto cavalo · e6 preto bispo · b5 preto peão · d5 preto peão · e5 branco peão · e4 preto cavalo · b3 branco bispo · f3 branco cavalo · a2 branco peão · b2 branco peão · c2 branco peão · f2 branco peão · g2 branco peão · h2 branco peão · a1 branco torre · b1 branco cavalo · c1 branco bispo · d1 branco rainha · f1 branco torre · g1 branco rei \| a8 preto torre · d8 preto rainha · e8 preto rei · f8 preto bispo · h8 preto torre · c7 preto peão · f7 preto peão · g7 preto peão · h7 preto peão · a6 preto peão · c6 preto cavalo · e6 preto bispo · b5 preto peão · d5 preto peão · e5 branco peão · e4 preto cavalo · b3 branco bispo · f3 branco cavalo · a2 branco peão · b2 branco peão · c2 branco peão · f2 branco peão · g2 branco peão · h2 branco peão · a1 branco torre · b1 branco cavalo · c1 branco bispo · d1 branco rainha · f1 branco torre · g1 branco rei \| a8 preto torre · d8 preto rainha · e8 preto rei · f8 preto bispo · h8 preto torre · c7 preto peão · f7 preto peão · g7 preto peão · h7 preto peão · a6 preto peão · c6 preto cavalo · e6 preto bispo · b5 preto peão · d5 preto peão · e5 branco peão · e4 preto cavalo · b3 branco bispo · f3 branco cavalo · a2 branco peão · b2 branco peão · c2 branco peão · f2 branco peão · g2 branco peão · h2 branco peão · a1 branco torre · b1 branco cavalo · c1 branco bispo · d1 branco rainha · f1 branco torre · g1 branco rei \| a8 preto torre · d8 preto rainha · e8 preto rei · f8 preto bispo · h8 preto torre · c7 preto peão · f7 preto peão · g7 preto peão · h7 preto peão · a6 preto peão · c6 preto cavalo · e6 preto bispo · b5 preto peão · d5 preto peão · e5 branco peão · e4 preto cavalo · b3 branco bispo · f3 branco cavalo · a2 branco peão · b2 branco peão · c2 branco peão · f2 branco peão · g2 branco peão · h2 branco peão · a1 branco torre · b1 branco cavalo · c1 branco bispo · d1 branco rainha · f1 branco torre · g1 branco rei \| a8 preto torre · d8 preto rainha · e8 preto rei · f8 preto bispo · h8 preto torre · c7 preto peão · f7 preto peão · g7 preto peão · h7 preto peão · a6 preto peão · c6 preto cavalo · e6 preto bispo · b5 preto peão · d5 preto peão · e5 branco peão · e4 preto cavalo · b3 branco bispo · f3 branco cavalo · a2 branco peão · b2 branco peão · c2 branco peão · f2 branco peão · g2 branco peão · h2 branco peão · a1 branco torre · b1 branco cavalo · c1 branco bispo · d1 branco rainha · f1 branco torre · g1 branco rei \| a8 preto torre · d8 preto rainha · e8 preto rei · f8 preto bispo · h8 preto torre · c7 preto peão · f7 preto peão · g7 preto peão · h7 preto peão · a6 preto peão · c6 preto cavalo · e6 preto bispo · b5 preto peão · d5 preto peão · e5 branco peão · e4 preto cavalo · b3 branco bispo · f3 branco cavalo · a2 branco peão · b2 branco peão · c2 branco peão · f2 branco peão · g2 branco peão · h2 branco peão · a1 branco torre · b1 branco cavalo · c1 branco bispo · d1 branco rainha · f1 branco torre · g1 branco rei \| 3 \| \| 2 \| a8 preto torre · d8 preto rainha · e8 preto rei · f8 preto bispo · h8 preto torre · c7 preto peão · f7 preto peão · g7 preto peão · h7 preto peão · a6 preto peão · c6 preto cavalo · e6 preto bispo · b5 preto peão · d5 preto peão · e5 branco peão · e4 preto cavalo · b3 branco bispo · f3 branco cavalo · a2 branco peão · b2 branco peão · c2 branco peão · f2 branco peão · g2 branco peão · h2 branco peão · a1 branco torre · b1 branco cavalo · c1 branco bispo · d1 branco rainha · f1 branco torre · g1 branco rei \| a8 preto torre · d8 preto rainha · e8 preto rei · f8 preto bispo · h8 preto torre · c7 preto peão · f7 preto peão · g7 preto peão · h7 preto peão · a6 preto peão · c6 preto cavalo · e6 preto bispo · b5 preto peão · d5 preto peão · e5 branco peão · e4 preto cavalo · b3 branco bispo · f3 branco cavalo · a2 branco peão · b2 branco peão · c2 branco peão · f2 branco peão · g2 branco peão · h2 branco peão · a1 branco torre · b1 branco cavalo · c1 branco bispo · d1 branco rainha · f1 branco torre · g1 branco rei \| a8 preto torre · d8 preto rainha · e8 preto rei · f8 preto bispo · h8 preto torre · c7 preto peão · f7 preto peão · g7 preto peão · h7 preto peão · a6 preto peão · c6 preto cavalo · e6 preto bispo · b5 preto peão · d5 preto peão · e5 branco peão · e4 preto cavalo · b3 branco bispo · f3 branco cavalo · a2 branco peão · b2 branco peão · c2 branco peão · f2 branco peão · g2 branco peão · h2 branco peão · a1 branco torre · b1 branco cavalo · c1 branco bispo · d1 branco rainha · f1 branco torre · g1 branco rei \| a8 preto torre · d8 preto rainha · e8 preto rei · f8 preto bispo · h8 preto torre · c7 preto peão · f7 preto peão · g7 preto peão · h7 preto peão · a6 preto peão · c6 preto cavalo · e6 preto bispo · b5 preto peão · d5 preto peão · e5 branco peão · e4 preto cavalo · b3 branco bispo · f3 branco cavalo · a2 branco peão · b2 branco peão · c2 branco peão · f2 branco peão · g2 branco peão · h2 branco peão · a1 branco torre · b1 branco cavalo · c1 branco bispo · d1 branco rainha · f1 branco torre · g1 branco rei \| a8 preto torre · d8 preto rainha · e8 preto rei · f8 preto bispo · h8 preto torre · c7 preto peão · f7 preto peão · g7 preto peão · h7 preto peão · a6 preto peão · c6 preto cavalo · e6 preto bispo · b5 preto peão · d5 preto peão · e5 branco peão · e4 preto cavalo · b3 branco bispo · f3 branco cavalo · a2 branco peão · b2 branco peão · c2 branco peão · f2 branco peão · g2 branco peão · h2 branco peão · a1 branco torre · b1 branco cavalo · c1 branco bispo · d1 branco rainha · f1 branco torre · g1 branco rei \| a8 preto torre · d8 preto rainha · e8 preto rei · f8 preto bispo · h8 preto torre · c7 preto peão · f7 preto peão · g7 preto peão · h7 preto peão · a6 preto peão · c6 preto cavalo · e6 preto bispo · b5 preto peão · d5 preto peão · e5 branco peão · e4 preto cavalo · b3 branco bispo · f3 branco cavalo · a2 branco peão · b2 branco peão · c2 branco peão · f2 branco peão · g2 branco peão · h2 branco peão · a1 branco torre · b1 branco cavalo · c1 branco bispo · d1 branco rainha · f1 branco torre · g1 branco rei \| a8 preto torre · d8 preto rainha · e8 preto rei · f8 preto bispo · h8 preto torre · c7 preto peão · f7 preto peão · g7 preto peão · h7 preto peão · a6 preto peão · c6 preto cavalo · e6 preto bispo · b5 preto peão · d5 preto peão · e5 branco peão · e4 preto cavalo · b3 branco bispo · f3 branco cavalo · a2 branco peão · b2 branco peão · c2 branco peão · f2 branco peão · g2 branco peão · h2 branco peão · a1 branco torre · b1 branco cavalo · c1 branco bispo · d1 branco rainha · f1 branco torre · g1 branco rei \| a8 preto torre · d8 preto rainha · e8 preto rei · f8 preto bispo · h8 preto torre · c7 preto peão · f7 preto peão · g7 preto peão · h7 preto peão · a6 preto peão · c6 preto cavalo · e6 preto bispo · b5 preto peão · d5 preto peão · e5 branco peão · e4 preto cavalo · b3 branco bispo · f3 branco cavalo · a2 branco peão · b2 branco peão · c2 branco peão · f2 branco peão · g2 branco peão · h2 branco peão · a1 branco torre · b1 branco cavalo · c1 branco bispo · d1 branco rainha · f1 branco torre · g1 branco rei \| 2 \| \| 1 \| a8 preto torre · d8 preto rainha · e8 preto rei · f8 preto bispo · h8 preto torre · c7 preto peão · f7 preto peão · g7 preto peão · h7 preto peão · a6 preto peão · c6 preto cavalo · e6 preto bispo · b5 preto peão · d5 preto peão · e5 branco peão · e4 preto cavalo · b3 branco bispo · f3 branco cavalo · a2 branco peão · b2 branco peão · c2 branco peão · f2 branco peão · g2 branco peão · h2 branco peão · a1 branco torre · b1 branco cavalo · c1 branco bispo · d1 branco rainha · f1 branco torre · g1 branco rei \| a8 preto torre · d8 preto rainha · e8 preto rei · f8 preto bispo · h8 preto torre · c7 preto peão · f7 preto peão · g7 preto peão · h7 preto peão · a6 preto peão · c6 preto cavalo · e6 preto bispo · b5 preto peão · d5 preto peão · e5 branco peão · e4 preto cavalo · b3 branco bispo · f3 branco cavalo · a2 branco peão · b2 branco peão · c2 branco peão · f2 branco peão · g2 branco peão · h2 branco peão · a1 branco torre · b1 branco cavalo · c1 branco bispo · d1 branco rainha · f1 branco torre · g1 branco rei \| a8 preto torre · d8 preto rainha · e8 preto rei · f8 preto bispo · h8 preto torre · c7 preto peão · f7 preto peão · g7 preto peão · h7 preto peão · a6 preto peão · c6 preto cavalo · e6 preto bispo · b5 preto peão · d5 preto peão · e5 branco peão · e4 preto cavalo · b3 branco bispo · f3 branco cavalo · a2 branco peão · b2 branco peão · c2 branco peão · f2 branco peão · g2 branco peão · h2 branco peão · a1 branco torre · b1 branco cavalo · c1 branco bispo · d1 branco rainha · f1 branco torre · g1 branco rei \| a8 preto torre · d8 preto rainha · e8 preto rei · f8 preto bispo · h8 preto torre · c7 preto peão · f7 preto peão · g7 preto peão · h7 preto peão · a6 preto peão · c6 preto cavalo · e6 preto bispo · b5 preto peão · d5 preto peão · e5 branco peão · e4 preto cavalo · b3 branco bispo · f3 branco cavalo · a2 branco peão · b2 branco peão · c2 branco peão · f2 branco peão · g2 branco peão · h2 branco peão · a1 branco torre · b1 branco cavalo · c1 branco bispo · d1 branco rainha · f1 branco torre · g1 branco rei \| a8 preto torre · d8 preto rainha · e8 preto rei · f8 preto bispo · h8 preto torre · c7 preto peão · f7 preto peão · g7 preto peão · h7 preto peão · a6 preto peão · c6 preto cavalo · e6 preto bispo · b5 preto peão · d5 preto peão · e5 branco peão · e4 preto cavalo · b3 branco bispo · f3 branco cavalo · a2 branco peão · b2 branco peão · c2 branco peão · f2 branco peão · g2 branco peão · h2 branco peão · a1 branco torre · b1 branco cavalo · c1 branco bispo · d1 branco rainha · f1 branco torre · g1 branco rei \| a8 preto torre · d8 preto rainha · e8 preto rei · f8 preto bispo · h8 preto torre · c7 preto peão · f7 preto peão · g7 preto peão · h7 preto peão · a6 preto peão · c6 preto cavalo · e6 preto bispo · b5 preto peão · d5 preto peão · e5 branco peão · e4 preto cavalo · b3 branco bispo · f3 branco cavalo · a2 branco peão · b2 branco peão · c2 branco peão · f2 branco peão · g2 branco peão · h2 branco peão · a1 branco torre · b1 branco cavalo · c1 branco bispo · d1 branco rainha · f1 branco torre · g1 branco rei \| a8 preto torre · d8 preto rainha · e8 preto rei · f8 preto bispo · h8 preto torre · c7 preto peão · f7 preto peão · g7 preto peão · h7 preto peão · a6 preto peão · c6 preto cavalo · e6 preto bispo · b5 preto peão · d5 preto peão · e5 branco peão · e4 preto cavalo · b3 branco bispo · f3 branco cavalo · a2 branco peão · b2 branco peão · c2 branco peão · f2 branco peão · g2 branco peão · h2 branco peão · a1 branco torre · b1 branco cavalo · c1 branco bispo · d1 branco rainha · f1 branco torre · g1 branco rei \| a8 preto torre · d8 preto rainha · e8 preto rei · f8 preto bispo · h8 preto torre · c7 preto peão · f7 preto peão · g7 preto peão · h7 preto peão · a6 preto peão · c6 preto cavalo · e6 preto bispo · b5 preto peão · d5 preto peão · e5 branco peão · e4 preto cavalo · b3 branco bispo · f3 branco cavalo · a2 branco peão · b2 branco peão · c2 branco peão · f2 branco peão · g2 branco peão · h2 branco peão · a1 branco torre · b1 branco cavalo · c1 branco bispo · d1 branco rainha · f1 branco torre · g1 branco rei \| 1 \| \| \| a \| b \| c \| d \| e \| f \| g \| h \| \| Variante Aberta -após 8…Be6. | | | | | | | | |   |
| | a | b | c | d | e | f | g | h |   |
| 8 | a8 preto torre · d8 preto rainha · e8 preto rei · f8 preto bispo · h8 preto torre · c7 preto peão · f7 preto peão · g7 preto peão · h7 preto peão · a6 preto peão · c6 preto cavalo · e6 preto bispo · b5 preto peão · d5 preto peão · e5 branco peão · e4 preto cavalo · b3 branco bispo · f3 branco cavalo · a2 branco peão · b2 branco peão · c2 branco peão · f2 branco peão · g2 branco peão · h2 branco peão · a1 branco torre · b1 branco cavalo · c1 branco bispo · d1 branco rainha · f1 branco torre · g1 branco rei | a8 preto torre · d8 preto rainha · e8 preto rei · f8 preto bispo · h8 preto torre · c7 preto peão · f7 preto peão · g7 preto peão · h7 preto peão · a6 preto peão · c6 preto cavalo · e6 preto bispo · b5 preto peão · d5 preto peão · e5 branco peão · e4 preto cavalo · b3 branco bispo · f3 branco cavalo · a2 branco peão · b2 branco peão · c2 branco peão · f2 branco peão · g2 branco peão · h2 branco peão · a1 branco torre · b1 branco cavalo · c1 branco bispo · d1 branco rainha · f1 branco torre · g1 branco rei | a8 preto torre · d8 preto rainha · e8 preto rei · f8 preto bispo · h8 preto torre · c7 preto peão · f7 preto peão · g7 preto peão · h7 preto peão · a6 preto peão · c6 preto cavalo · e6 preto bispo · b5 preto peão · d5 preto peão · e5 branco peão · e4 preto cavalo · b3 branco bispo · f3 branco cavalo · a2 branco peão · b2 branco peão · c2 branco peão · f2 branco peão · g2 branco peão · h2 branco peão · a1 branco torre · b1 branco cavalo · c1 branco bispo · d1 branco rainha · f1 branco torre · g1 branco rei | a8 preto torre · d8 preto rainha · e8 preto rei · f8 preto bispo · h8 preto torre · c7 preto peão · f7 preto peão · g7 preto peão · h7 preto peão · a6 preto peão · c6 preto cavalo · e6 preto bispo · b5 preto peão · d5 preto peão · e5 branco peão · e4 preto cavalo · b3 branco bispo · f3 branco cavalo · a2 branco peão · b2 branco peão · c2 branco peão · f2 branco peão · g2 branco peão · h2 branco peão · a1 branco torre · b1 branco cavalo · c1 branco bispo · d1 branco rainha · f1 branco torre · g1 branco rei | a8 preto torre · d8 preto rainha · e8 preto rei · f8 preto bispo · h8 preto torre · c7 preto peão · f7 preto peão · g7 preto peão · h7 preto peão · a6 preto peão · c6 preto cavalo · e6 preto bispo · b5 preto peão · d5 preto peão · e5 branco peão · e4 preto cavalo · b3 branco bispo · f3 branco cavalo · a2 branco peão · b2 branco peão · c2 branco peão · f2 branco peão · g2 branco peão · h2 branco peão · a1 branco torre · b1 branco cavalo · c1 branco bispo · d1 branco rainha · f1 branco torre · g1 branco rei | a8 preto torre · d8 preto rainha · e8 preto rei · f8 preto bispo · h8 preto torre · c7 preto peão · f7 preto peão · g7 preto peão · h7 preto peão · a6 preto peão · c6 preto cavalo · e6 preto bispo · b5 preto peão · d5 preto peão · e5 branco peão · e4 preto cavalo · b3 branco bispo · f3 branco cavalo · a2 branco peão · b2 branco peão · c2 branco peão · f2 branco peão · g2 branco peão · h2 branco peão · a1 branco torre · b1 branco cavalo · c1 branco bispo · d1 branco rainha · f1 branco torre · g1 branco rei | a8 preto torre · d8 preto rainha · e8 preto rei · f8 preto bispo · h8 preto torre · c7 preto peão · f7 preto peão · g7 preto peão · h7 preto peão · a6 preto peão · c6 preto cavalo · e6 preto bispo · b5 preto peão · d5 preto peão · e5 branco peão · e4 preto cavalo · b3 branco bispo · f3 branco cavalo · a2 branco peão · b2 branco peão · c2 branco peão · f2 branco peão · g2 branco peão · h2 branco peão · a1 branco torre · b1 branco cavalo · c1 branco bispo · d1 branco rainha · f1 branco torre · g1 branco rei | a8 preto torre · d8 preto rainha · e8 preto rei · f8 preto bispo · h8 preto torre · c7 preto peão · f7 preto peão · g7 preto peão · h7 preto peão · a6 preto peão · c6 preto cavalo · e6 preto bispo · b5 preto peão · d5 preto peão · e5 branco peão · e4 preto cavalo · b3 branco bispo · f3 branco cavalo · a2 branco peão · b2 branco peão · c2 branco peão · f2 branco peão · g2 branco peão · h2 branco peão · a1 branco torre · b1 branco cavalo · c1 branco bispo · d1 branco rainha · f1 branco torre · g1 branco rei | 8 |
| 7 | a8 preto torre · d8 preto rainha · e8 preto rei · f8 preto bispo · h8 preto torre · c7 preto peão · f7 preto peão · g7 preto peão · h7 preto peão · a6 preto peão · c6 preto cavalo · e6 preto bispo · b5 preto peão · d5 preto peão · e5 branco peão · e4 preto cavalo · b3 branco bispo · f3 branco cavalo · a2 branco peão · b2 branco peão · c2 branco peão · f2 branco peão · g2 branco peão · h2 branco peão · a1 branco torre · b1 branco cavalo · c1 branco bispo · d1 branco rainha · f1 branco torre · g1 branco rei | a8 preto torre · d8 preto rainha · e8 preto rei · f8 preto bispo · h8 preto torre · c7 preto peão · f7 preto peão · g7 preto peão · h7 preto peão · a6 preto peão · c6 preto cavalo · e6 preto bispo · b5 preto peão · d5 preto peão · e5 branco peão · e4 preto cavalo · b3 branco bispo · f3 branco cavalo · a2 branco peão · b2 branco peão · c2 branco peão · f2 branco peão · g2 branco peão · h2 branco peão · a1 branco torre · b1 branco cavalo · c1 branco bispo · d1 branco rainha · f1 branco torre · g1 branco rei | a8 preto torre · d8 preto rainha · e8 preto rei · f8 preto bispo · h8 preto torre · c7 preto peão · f7 preto peão · g7 preto peão · h7 preto peão · a6 preto peão · c6 preto cavalo · e6 preto bispo · b5 preto peão · d5 preto peão · e5 branco peão · e4 preto cavalo · b3 branco bispo · f3 branco cavalo · a2 branco peão · b2 branco peão · c2 branco peão · f2 branco peão · g2 branco peão · h2 branco peão · a1 branco torre · b1 branco cavalo · c1 branco bispo · d1 branco rainha · f1 branco torre · g1 branco rei | a8 preto torre · d8 preto rainha · e8 preto rei · f8 preto bispo · h8 preto torre · c7 preto peão · f7 preto peão · g7 preto peão · h7 preto peão · a6 preto peão · c6 preto cavalo · e6 preto bispo · b5 preto peão · d5 preto peão · e5 branco peão · e4 preto cavalo · b3 branco bispo · f3 branco cavalo · a2 branco peão · b2 branco peão · c2 branco peão · f2 branco peão · g2 branco peão · h2 branco peão · a1 branco torre · b1 branco cavalo · c1 branco bispo · d1 branco rainha · f1 branco torre · g1 branco rei | a8 preto torre · d8 preto rainha · e8 preto rei · f8 preto bispo · h8 preto torre · c7 preto peão · f7 preto peão · g7 preto peão · h7 preto peão · a6 preto peão · c6 preto cavalo · e6 preto bispo · b5 preto peão · d5 preto peão · e5 branco peão · e4 preto cavalo · b3 branco bispo · f3 branco cavalo · a2 branco peão · b2 branco peão · c2 branco peão · f2 branco peão · g2 branco peão · h2 branco peão · a1 branco torre · b1 branco cavalo · c1 branco bispo · d1 branco rainha · f1 branco torre · g1 branco rei | a8 preto torre · d8 preto rainha · e8 preto rei · f8 preto bispo · h8 preto torre · c7 preto peão · f7 preto peão · g7 preto peão · h7 preto peão · a6 preto peão · c6 preto cavalo · e6 preto bispo · b5 preto peão · d5 preto peão · e5 branco peão · e4 preto cavalo · b3 branco bispo · f3 branco cavalo · a2 branco peão · b2 branco peão · c2 branco peão · f2 branco peão · g2 branco peão · h2 branco peão · a1 branco torre · b1 branco cavalo · c1 branco bispo · d1 branco rainha · f1 branco torre · g1 branco rei | a8 preto torre · d8 preto rainha · e8 preto rei · f8 preto bispo · h8 preto torre · c7 preto peão · f7 preto peão · g7 preto peão · h7 preto peão · a6 preto peão · c6 preto cavalo · e6 preto bispo · b5 preto peão · d5 preto peão · e5 branco peão · e4 preto cavalo · b3 branco bispo · f3 branco cavalo · a2 branco peão · b2 branco peão · c2 branco peão · f2 branco peão · g2 branco peão · h2 branco peão · a1 branco torre · b1 branco cavalo · c1 branco bispo · d1 branco rainha · f1 branco torre · g1 branco rei | a8 preto torre · d8 preto rainha · e8 preto rei · f8 preto bispo · h8 preto torre · c7 preto peão · f7 preto peão · g7 preto peão · h7 preto peão · a6 preto peão · c6 preto cavalo · e6 preto bispo · b5 preto peão · d5 preto peão · e5 branco peão · e4 preto cavalo · b3 branco bispo · f3 branco cavalo · a2 branco peão · b2 branco peão · c2 branco peão · f2 branco peão · g2 branco peão · h2 branco peão · a1 branco torre · b1 branco cavalo · c1 branco bispo · d1 branco rainha · f1 branco torre · g1 branco rei | 7 |
| 6 | a8 preto torre · d8 preto rainha · e8 preto rei · f8 preto bispo · h8 preto torre · c7 preto peão · f7 preto peão · g7 preto peão · h7 preto peão · a6 preto peão · c6 preto cavalo · e6 preto bispo · b5 preto peão · d5 preto peão · e5 branco peão · e4 preto cavalo · b3 branco bispo · f3 branco cavalo · a2 branco peão · b2 branco peão · c2 branco peão · f2 branco peão · g2 branco peão · h2 branco peão · a1 branco torre · b1 branco cavalo · c1 branco bispo · d1 branco rainha · f1 branco torre · g1 branco rei | a8 preto torre · d8 preto rainha · e8 preto rei · f8 preto bispo · h8 preto torre · c7 preto peão · f7 preto peão · g7 preto peão · h7 preto peão · a6 preto peão · c6 preto cavalo · e6 preto bispo · b5 preto peão · d5 preto peão · e5 branco peão · e4 preto cavalo · b3 branco bispo · f3 branco cavalo · a2 branco peão · b2 branco peão · c2 branco peão · f2 branco peão · g2 branco peão · h2 branco peão · a1 branco torre · b1 branco cavalo · c1 branco bispo · d1 branco rainha · f1 branco torre · g1 branco rei | a8 preto torre · d8 preto rainha · e8 preto rei · f8 preto bispo · h8 preto torre · c7 preto peão · f7 preto peão · g7 preto peão · h7 preto peão · a6 preto peão · c6 preto cavalo · e6 preto bispo · b5 preto peão · d5 preto peão · e5 branco peão · e4 preto cavalo · b3 branco bispo · f3 branco cavalo · a2 branco peão · b2 branco peão · c2 branco peão · f2 branco peão · g2 branco peão · h2 branco peão · a1 branco torre · b1 branco cavalo · c1 branco bispo · d1 branco rainha · f1 branco torre · g1 branco rei | a8 preto torre · d8 preto rainha · e8 preto rei · f8 preto bispo · h8 preto torre · c7 preto peão · f7 preto peão · g7 preto peão · h7 preto peão · a6 preto peão · c6 preto cavalo · e6 preto bispo · b5 preto peão · d5 preto peão · e5 branco peão · e4 preto cavalo · b3 branco bispo · f3 branco cavalo · a2 branco peão · b2 branco peão · c2 branco peão · f2 branco peão · g2 branco peão · h2 branco peão · a1 branco torre · b1 branco cavalo · c1 branco bispo · d1 branco rainha · f1 branco torre · g1 branco rei | a8 preto torre · d8 preto rainha · e8 preto rei · f8 preto bispo · h8 preto torre · c7 preto peão · f7 preto peão · g7 preto peão · h7 preto peão · a6 preto peão · c6 preto cavalo · e6 preto bispo · b5 preto peão · d5 preto peão · e5 branco peão · e4 preto cavalo · b3 branco bispo · f3 branco cavalo · a2 branco peão · b2 branco peão · c2 branco peão · f2 branco peão · g2 branco peão · h2 branco peão · a1 branco torre · b1 branco cavalo · c1 branco bispo · d1 branco rainha · f1 branco torre · g1 branco rei | a8 preto torre · d8 preto rainha · e8 preto rei · f8 preto bispo · h8 preto torre · c7 preto peão · f7 preto peão · g7 preto peão · h7 preto peão · a6 preto peão · c6 preto cavalo · e6 preto bispo · b5 preto peão · d5 preto peão · e5 branco peão · e4 preto cavalo · b3 branco bispo · f3 branco cavalo · a2 branco peão · b2 branco peão · c2 branco peão · f2 branco peão · g2 branco peão · h2 branco peão · a1 branco torre · b1 branco cavalo · c1 branco bispo · d1 branco rainha · f1 branco torre · g1 branco rei | a8 preto torre · d8 preto rainha · e8 preto rei · f8 preto bispo · h8 preto torre · c7 preto peão · f7 preto peão · g7 preto peão · h7 preto peão · a6 preto peão · c6 preto cavalo · e6 preto bispo · b5 preto peão · d5 preto peão · e5 branco peão · e4 preto cavalo · b3 branco bispo · f3 branco cavalo · a2 branco peão · b2 branco peão · c2 branco peão · f2 branco peão · g2 branco peão · h2 branco peão · a1 branco torre · b1 branco cavalo · c1 branco bispo · d1 branco rainha · f1 branco torre · g1 branco rei | a8 preto torre · d8 preto rainha · e8 preto rei · f8 preto bispo · h8 preto torre · c7 preto peão · f7 preto peão · g7 preto peão · h7 preto peão · a6 preto peão · c6 preto cavalo · e6 preto bispo · b5 preto peão · d5 preto peão · e5 branco peão · e4 preto cavalo · b3 branco bispo · f3 branco cavalo · a2 branco peão · b2 branco peão · c2 branco peão · f2 branco peão · g2 branco peão · h2 branco peão · a1 branco torre · b1 branco cavalo · c1 branco bispo · d1 branco rainha · f1 branco torre · g1 branco rei | 6 |
| 5 | a8 preto torre · d8 preto rainha · e8 preto rei · f8 preto bispo · h8 preto torre · c7 preto peão · f7 preto peão · g7 preto peão · h7 preto peão · a6 preto peão · c6 preto cavalo · e6 preto bispo · b5 preto peão · d5 preto peão · e5 branco peão · e4 preto cavalo · b3 branco bispo · f3 branco cavalo · a2 branco peão · b2 branco peão · c2 branco peão · f2 branco peão · g2 branco peão · h2 branco peão · a1 branco torre · b1 branco cavalo · c1 branco bispo · d1 branco rainha · f1 branco torre · g1 branco rei | a8 preto torre · d8 preto rainha · e8 preto rei · f8 preto bispo · h8 preto torre · c7 preto peão · f7 preto peão · g7 preto peão · h7 preto peão · a6 preto peão · c6 preto cavalo · e6 preto bispo · b5 preto peão · d5 preto peão · e5 branco peão · e4 preto cavalo · b3 branco bispo · f3 branco cavalo · a2 branco peão · b2 branco peão · c2 branco peão · f2 branco peão · g2 branco peão · h2 branco peão · a1 branco torre · b1 branco cavalo · c1 branco bispo · d1 branco rainha · f1 branco torre · g1 branco rei | a8 preto torre · d8 preto rainha · e8 preto rei · f8 preto bispo · h8 preto torre · c7 preto peão · f7 preto peão · g7 preto peão · h7 preto peão · a6 preto peão · c6 preto cavalo · e6 preto bispo · b5 preto peão · d5 preto peão · e5 branco peão · e4 preto cavalo · b3 branco bispo · f3 branco cavalo · a2 branco peão · b2 branco peão · c2 branco peão · f2 branco peão · g2 branco peão · h2 branco peão · a1 branco torre · b1 branco cavalo · c1 branco bispo · d1 branco rainha · f1 branco torre · g1 branco rei | a8 preto torre · d8 preto rainha · e8 preto rei · f8 preto bispo · h8 preto torre · c7 preto peão · f7 preto peão · g7 preto peão · h7 preto peão · a6 preto peão · c6 preto cavalo · e6 preto bispo · b5 preto peão · d5 preto peão · e5 branco peão · e4 preto cavalo · b3 branco bispo · f3 branco cavalo · a2 branco peão · b2 branco peão · c2 branco peão · f2 branco peão · g2 branco peão · h2 branco peão · a1 branco torre · b1 branco cavalo · c1 branco bispo · d1 branco rainha · f1 branco torre · g1 branco rei | a8 preto torre · d8 preto rainha · e8 preto rei · f8 preto bispo · h8 preto torre · c7 preto peão · f7 preto peão · g7 preto peão · h7 preto peão · a6 preto peão · c6 preto cavalo · e6 preto bispo · b5 preto peão · d5 preto peão · e5 branco peão · e4 preto cavalo · b3 branco bispo · f3 branco cavalo · a2 branco peão · b2 branco peão · c2 branco peão · f2 branco peão · g2 branco peão · h2 branco peão · a1 branco torre · b1 branco cavalo · c1 branco bispo · d1 branco rainha · f1 branco torre · g1 branco rei | a8 preto torre · d8 preto rainha · e8 preto rei · f8 preto bispo · h8 preto torre · c7 preto peão · f7 preto peão · g7 preto peão · h7 preto peão · a6 preto peão · c6 preto cavalo · e6 preto bispo · b5 preto peão · d5 preto peão · e5 branco peão · e4 preto cavalo · b3 branco bispo · f3 branco cavalo · a2 branco peão · b2 branco peão · c2 branco peão · f2 branco peão · g2 branco peão · h2 branco peão · a1 branco torre · b1 branco cavalo · c1 branco bispo · d1 branco rainha · f1 branco torre · g1 branco rei | a8 preto torre · d8 preto rainha · e8 preto rei · f8 preto bispo · h8 preto torre · c7 preto peão · f7 preto peão · g7 preto peão · h7 preto peão · a6 preto peão · c6 preto cavalo · e6 preto bispo · b5 preto peão · d5 preto peão · e5 branco peão · e4 preto cavalo · b3 branco bispo · f3 branco cavalo · a2 branco peão · b2 branco peão · c2 branco peão · f2 branco peão · g2 branco peão · h2 branco peão · a1 branco torre · b1 branco cavalo · c1 branco bispo · d1 branco rainha · f1 branco torre · g1 branco rei | a8 preto torre · d8 preto rainha · e8 preto rei · f8 preto bispo · h8 preto torre · c7 preto peão · f7 preto peão · g7 preto peão · h7 preto peão · a6 preto peão · c6 preto cavalo · e6 preto bispo · b5 preto peão · d5 preto peão · e5 branco peão · e4 preto cavalo · b3 branco bispo · f3 branco cavalo · a2 branco peão · b2 branco peão · c2 branco peão · f2 branco peão · g2 branco peão · h2 branco peão · a1 branco torre · b1 branco cavalo · c1 branco bispo · d1 branco rainha · f1 branco torre · g1 branco rei | 5 |
| 4 | a8 preto torre · d8 preto rainha · e8 preto rei · f8 preto bispo · h8 preto torre · c7 preto peão · f7 preto peão · g7 preto peão · h7 preto peão · a6 preto peão · c6 preto cavalo · e6 preto bispo · b5 preto peão · d5 preto peão · e5 branco peão · e4 preto cavalo · b3 branco bispo · f3 branco cavalo · a2 branco peão · b2 branco peão · c2 branco peão · f2 branco peão · g2 branco peão · h2 branco peão · a1 branco torre · b1 branco cavalo · c1 branco bispo · d1 branco rainha · f1 branco torre · g1 branco rei | a8 preto torre · d8 preto rainha · e8 preto rei · f8 preto bispo · h8 preto torre · c7 preto peão · f7 preto peão · g7 preto peão · h7 preto peão · a6 preto peão · c6 preto cavalo · e6 preto bispo · b5 preto peão · d5 preto peão · e5 branco peão · e4 preto cavalo · b3 branco bispo · f3 branco cavalo · a2 branco peão · b2 branco peão · c2 branco peão · f2 branco peão · g2 branco peão · h2 branco peão · a1 branco torre · b1 branco cavalo · c1 branco bispo · d1 branco rainha · f1 branco torre · g1 branco rei | a8 preto torre · d8 preto rainha · e8 preto rei · f8 preto bispo · h8 preto torre · c7 preto peão · f7 preto peão · g7 preto peão · h7 preto peão · a6 preto peão · c6 preto cavalo · e6 preto bispo · b5 preto peão · d5 preto peão · e5 branco peão · e4 preto cavalo · b3 branco bispo · f3 branco cavalo · a2 branco peão · b2 branco peão · c2 branco peão · f2 branco peão · g2 branco peão · h2 branco peão · a1 branco torre · b1 branco cavalo · c1 branco bispo · d1 branco rainha · f1 branco torre · g1 branco rei | a8 preto torre · d8 preto rainha · e8 preto rei · f8 preto bispo · h8 preto torre · c7 preto peão · f7 preto peão · g7 preto peão · h7 preto peão · a6 preto peão · c6 preto cavalo · e6 preto bispo · b5 preto peão · d5 preto peão · e5 branco peão · e4 preto cavalo · b3 branco bispo · f3 branco cavalo · a2 branco peão · b2 branco peão · c2 branco peão · f2 branco peão · g2 branco peão · h2 branco peão · a1 branco torre · b1 branco cavalo · c1 branco bispo · d1 branco rainha · f1 branco torre · g1 branco rei | a8 preto torre · d8 preto rainha · e8 preto rei · f8 preto bispo · h8 preto torre · c7 preto peão · f7 preto peão · g7 preto peão · h7 preto peão · a6 preto peão · c6 preto cavalo · e6 preto bispo · b5 preto peão · d5 preto peão · e5 branco peão · e4 preto cavalo · b3 branco bispo · f3 branco cavalo · a2 branco peão · b2 branco peão · c2 branco peão · f2 branco peão · g2 branco peão · h2 branco peão · a1 branco torre · b1 branco cavalo · c1 branco bispo · d1 branco rainha · f1 branco torre · g1 branco rei | a8 preto torre · d8 preto rainha · e8 preto rei · f8 preto bispo · h8 preto torre · c7 preto peão · f7 preto peão · g7 preto peão · h7 preto peão · a6 preto peão · c6 preto cavalo · e6 preto bispo · b5 preto peão · d5 preto peão · e5 branco peão · e4 preto cavalo · b3 branco bispo · f3 branco cavalo · a2 branco peão · b2 branco peão · c2 branco peão · f2 branco peão · g2 branco peão · h2 branco peão · a1 branco torre · b1 branco cavalo · c1 branco bispo · d1 branco rainha · f1 branco torre · g1 branco rei | a8 preto torre · d8 preto rainha · e8 preto rei · f8 preto bispo · h8 preto torre · c7 preto peão · f7 preto peão · g7 preto peão · h7 preto peão · a6 preto peão · c6 preto cavalo · e6 preto bispo · b5 preto peão · d5 preto peão · e5 branco peão · e4 preto cavalo · b3 branco bispo · f3 branco cavalo · a2 branco peão · b2 branco peão · c2 branco peão · f2 branco peão · g2 branco peão · h2 branco peão · a1 branco torre · b1 branco cavalo · c1 branco bispo · d1 branco rainha · f1 branco torre · g1 branco rei | a8 preto torre · d8 preto rainha · e8 preto rei · f8 preto bispo · h8 preto torre · c7 preto peão · f7 preto peão · g7 preto peão · h7 preto peão · a6 preto peão · c6 preto cavalo · e6 preto bispo · b5 preto peão · d5 preto peão · e5 branco peão · e4 preto cavalo · b3 branco bispo · f3 branco cavalo · a2 branco peão · b2 branco peão · c2 branco peão · f2 branco peão · g2 branco peão · h2 branco peão · a1 branco torre · b1 branco cavalo · c1 branco bispo · d1 branco rainha · f1 branco torre · g1 branco rei | 4 |
| 3 | a8 preto torre · d8 preto rainha · e8 preto rei · f8 preto bispo · h8 preto torre · c7 preto peão · f7 preto peão · g7 preto peão · h7 preto peão · a6 preto peão · c6 preto cavalo · e6 preto bispo · b5 preto peão · d5 preto peão · e5 branco peão · e4 preto cavalo · b3 branco bispo · f3 branco cavalo · a2 branco peão · b2 branco peão · c2 branco peão · f2 branco peão · g2 branco peão · h2 branco peão · a1 branco torre · b1 branco cavalo · c1 branco bispo · d1 branco rainha · f1 branco torre · g1 branco rei | a8 preto torre · d8 preto rainha · e8 preto rei · f8 preto bispo · h8 preto torre · c7 preto peão · f7 preto peão · g7 preto peão · h7 preto peão · a6 preto peão · c6 preto cavalo · e6 preto bispo · b5 preto peão · d5 preto peão · e5 branco peão · e4 preto cavalo · b3 branco bispo · f3 branco cavalo · a2 branco peão · b2 branco peão · c2 branco peão · f2 branco peão · g2 branco peão · h2 branco peão · a1 branco torre · b1 branco cavalo · c1 branco bispo · d1 branco rainha · f1 branco torre · g1 branco rei | a8 preto torre · d8 preto rainha · e8 preto rei · f8 preto bispo · h8 preto torre · c7 preto peão · f7 preto peão · g7 preto peão · h7 preto peão · a6 preto peão · c6 preto cavalo · e6 preto bispo · b5 preto peão · d5 preto peão · e5 branco peão · e4 preto cavalo · b3 branco bispo · f3 branco cavalo · a2 branco peão · b2 branco peão · c2 branco peão · f2 branco peão · g2 branco peão · h2 branco peão · a1 branco torre · b1 branco cavalo · c1 branco bispo · d1 branco rainha · f1 branco torre · g1 branco rei | a8 preto torre · d8 preto rainha · e8 preto rei · f8 preto bispo · h8 preto torre · c7 preto peão · f7 preto peão · g7 preto peão · h7 preto peão · a6 preto peão · c6 preto cavalo · e6 preto bispo · b5 preto peão · d5 preto peão · e5 branco peão · e4 preto cavalo · b3 branco bispo · f3 branco cavalo · a2 branco peão · b2 branco peão · c2 branco peão · f2 branco peão · g2 branco peão · h2 branco peão · a1 branco torre · b1 branco cavalo · c1 branco bispo · d1 branco rainha · f1 branco torre · g1 branco rei | a8 preto torre · d8 preto rainha · e8 preto rei · f8 preto bispo · h8 preto torre · c7 preto peão · f7 preto peão · g7 preto peão · h7 preto peão · a6 preto peão · c6 preto cavalo · e6 preto bispo · b5 preto peão · d5 preto peão · e5 branco peão · e4 preto cavalo · b3 branco bispo · f3 branco cavalo · a2 branco peão · b2 branco peão · c2 branco peão · f2 branco peão · g2 branco peão · h2 branco peão · a1 branco torre · b1 branco cavalo · c1 branco bispo · d1 branco rainha · f1 branco torre · g1 branco rei | a8 preto torre · d8 preto rainha · e8 preto rei · f8 preto bispo · h8 preto torre · c7 preto peão · f7 preto peão · g7 preto peão · h7 preto peão · a6 preto peão · c6 preto cavalo · e6 preto bispo · b5 preto peão · d5 preto peão · e5 branco peão · e4 preto cavalo · b3 branco bispo · f3 branco cavalo · a2 branco peão · b2 branco peão · c2 branco peão · f2 branco peão · g2 branco peão · h2 branco peão · a1 branco torre · b1 branco cavalo · c1 branco bispo · d1 branco rainha · f1 branco torre · g1 branco rei | a8 preto torre · d8 preto rainha · e8 preto rei · f8 preto bispo · h8 preto torre · c7 preto peão · f7 preto peão · g7 preto peão · h7 preto peão · a6 preto peão · c6 preto cavalo · e6 preto bispo · b5 preto peão · d5 preto peão · e5 branco peão · e4 preto cavalo · b3 branco bispo · f3 branco cavalo · a2 branco peão · b2 branco peão · c2 branco peão · f2 branco peão · g2 branco peão · h2 branco peão · a1 branco torre · b1 branco cavalo · c1 branco bispo · d1 branco rainha · f1 branco torre · g1 branco rei | a8 preto torre · d8 preto rainha · e8 preto rei · f8 preto bispo · h8 preto torre · c7 preto peão · f7 preto peão · g7 preto peão · h7 preto peão · a6 preto peão · c6 preto cavalo · e6 preto bispo · b5 preto peão · d5 preto peão · e5 branco peão · e4 preto cavalo · b3 branco bispo · f3 branco cavalo · a2 branco peão · b2 branco peão · c2 branco peão · f2 branco peão · g2 branco peão · h2 branco peão · a1 branco torre · b1 branco cavalo · c1 branco bispo · d1 branco rainha · f1 branco torre · g1 branco rei | 3 |
| 2 | a8 preto torre · d8 preto rainha · e8 preto rei · f8 preto bispo · h8 preto torre · c7 preto peão · f7 preto peão · g7 preto peão · h7 preto peão · a6 preto peão · c6 preto cavalo · e6 preto bispo · b5 preto peão · d5 preto peão · e5 branco peão · e4 preto cavalo · b3 branco bispo · f3 branco cavalo · a2 branco peão · b2 branco peão · c2 branco peão · f2 branco peão · g2 branco peão · h2 branco peão · a1 branco torre · b1 branco cavalo · c1 branco bispo · d1 branco rainha · f1 branco torre · g1 branco rei | a8 preto torre · d8 preto rainha · e8 preto rei · f8 preto bispo · h8 preto torre · c7 preto peão · f7 preto peão · g7 preto peão · h7 preto peão · a6 preto peão · c6 preto cavalo · e6 preto bispo · b5 preto peão · d5 preto peão · e5 branco peão · e4 preto cavalo · b3 branco bispo · f3 branco cavalo · a2 branco peão · b2 branco peão · c2 branco peão · f2 branco peão · g2 branco peão · h2 branco peão · a1 branco torre · b1 branco cavalo · c1 branco bispo · d1 branco rainha · f1 branco torre · g1 branco rei | a8 preto torre · d8 preto rainha · e8 preto rei · f8 preto bispo · h8 preto torre · c7 preto peão · f7 preto peão · g7 preto peão · h7 preto peão · a6 preto peão · c6 preto cavalo · e6 preto bispo · b5 preto peão · d5 preto peão · e5 branco peão · e4 preto cavalo · b3 branco bispo · f3 branco cavalo · a2 branco peão · b2 branco peão · c2 branco peão · f2 branco peão · g2 branco peão · h2 branco peão · a1 branco torre · b1 branco cavalo · c1 branco bispo · d1 branco rainha · f1 branco torre · g1 branco rei | a8 preto torre · d8 preto rainha · e8 preto rei · f8 preto bispo · h8 preto torre · c7 preto peão · f7 preto peão · g7 preto peão · h7 preto peão · a6 preto peão · c6 preto cavalo · e6 preto bispo · b5 preto peão · d5 preto peão · e5 branco peão · e4 preto cavalo · b3 branco bispo · f3 branco cavalo · a2 branco peão · b2 branco peão · c2 branco peão · f2 branco peão · g2 branco peão · h2 branco peão · a1 branco torre · b1 branco cavalo · c1 branco bispo · d1 branco rainha · f1 branco torre · g1 branco rei | a8 preto torre · d8 preto rainha · e8 preto rei · f8 preto bispo · h8 preto torre · c7 preto peão · f7 preto peão · g7 preto peão · h7 preto peão · a6 preto peão · c6 preto cavalo · e6 preto bispo · b5 preto peão · d5 preto peão · e5 branco peão · e4 preto cavalo · b3 branco bispo · f3 branco cavalo · a2 branco peão · b2 branco peão · c2 branco peão · f2 branco peão · g2 branco peão · h2 branco peão · a1 branco torre · b1 branco cavalo · c1 branco bispo · d1 branco rainha · f1 branco torre · g1 branco rei | a8 preto torre · d8 preto rainha · e8 preto rei · f8 preto bispo · h8 preto torre · c7 preto peão · f7 preto peão · g7 preto peão · h7 preto peão · a6 preto peão · c6 preto cavalo · e6 preto bispo · b5 preto peão · d5 preto peão · e5 branco peão · e4 preto cavalo · b3 branco bispo · f3 branco cavalo · a2 branco peão · b2 branco peão · c2 branco peão · f2 branco peão · g2 branco peão · h2 branco peão · a1 branco torre · b1 branco cavalo · c1 branco bispo · d1 branco rainha · f1 branco torre · g1 branco rei | a8 preto torre · d8 preto rainha · e8 preto rei · f8 preto bispo · h8 preto torre · c7 preto peão · f7 preto peão · g7 preto peão · h7 preto peão · a6 preto peão · c6 preto cavalo · e6 preto bispo · b5 preto peão · d5 preto peão · e5 branco peão · e4 preto cavalo · b3 branco bispo · f3 branco cavalo · a2 branco peão · b2 branco peão · c2 branco peão · f2 branco peão · g2 branco peão · h2 branco peão · a1 branco torre · b1 branco cavalo · c1 branco bispo · d1 branco rainha · f1 branco torre · g1 branco rei | a8 preto torre · d8 preto rainha · e8 preto rei · f8 preto bispo · h8 preto torre · c7 preto peão · f7 preto peão · g7 preto peão · h7 preto peão · a6 preto peão · c6 preto cavalo · e6 preto bispo · b5 preto peão · d5 preto peão · e5 branco peão · e4 preto cavalo · b3 branco bispo · f3 branco cavalo · a2 branco peão · b2 branco peão · c2 branco peão · f2 branco peão · g2 branco peão · h2 branco peão · a1 branco torre · b1 branco cavalo · c1 branco bispo · d1 branco rainha · f1 branco torre · g1 branco rei | 2 |
| 1 | a8 preto torre · d8 preto rainha · e8 preto rei · f8 preto bispo · h8 preto torre · c7 preto peão · f7 preto peão · g7 preto peão · h7 preto peão · a6 preto peão · c6 preto cavalo · e6 preto bispo · b5 preto peão · d5 preto peão · e5 branco peão · e4 preto cavalo · b3 branco bispo · f3 branco cavalo · a2 branco peão · b2 branco peão · c2 branco peão · f2 branco peão · g2 branco peão · h2 branco peão · a1 branco torre · b1 branco cavalo · c1 branco bispo · d1 branco rainha · f1 branco torre · g1 branco rei | a8 preto torre · d8 preto rainha · e8 preto rei · f8 preto bispo · h8 preto torre · c7 preto peão · f7 preto peão · g7 preto peão · h7 preto peão · a6 preto peão · c6 preto cavalo · e6 preto bispo · b5 preto peão · d5 preto peão · e5 branco peão · e4 preto cavalo · b3 branco bispo · f3 branco cavalo · a2 branco peão · b2 branco peão · c2 branco peão · f2 branco peão · g2 branco peão · h2 branco peão · a1 branco torre · b1 branco cavalo · c1 branco bispo · d1 branco rainha · f1 branco torre · g1 branco rei | a8 preto torre · d8 preto rainha · e8 preto rei · f8 preto bispo · h8 preto torre · c7 preto peão · f7 preto peão · g7 preto peão · h7 preto peão · a6 preto peão · c6 preto cavalo · e6 preto bispo · b5 preto peão · d5 preto peão · e5 branco peão · e4 preto cavalo · b3 branco bispo · f3 branco cavalo · a2 branco peão · b2 branco peão · c2 branco peão · f2 branco peão · g2 branco peão · h2 branco peão · a1 branco torre · b1 branco cavalo · c1 branco bispo · d1 branco rainha · f1 branco torre · g1 branco rei | a8 preto torre · d8 preto rainha · e8 preto rei · f8 preto bispo · h8 preto torre · c7 preto peão · f7 preto peão · g7 preto peão · h7 preto peão · a6 preto peão · c6 preto cavalo · e6 preto bispo · b5 preto peão · d5 preto peão · e5 branco peão · e4 preto cavalo · b3 branco bispo · f3 branco cavalo · a2 branco peão · b2 branco peão · c2 branco peão · f2 branco peão · g2 branco peão · h2 branco peão · a1 branco torre · b1 branco cavalo · c1 branco bispo · d1 branco rainha · f1 branco torre · g1 branco rei | a8 preto torre · d8 preto rainha · e8 preto rei · f8 preto bispo · h8 preto torre · c7 preto peão · f7 preto peão · g7 preto peão · h7 preto peão · a6 preto peão · c6 preto cavalo · e6 preto bispo · b5 preto peão · d5 preto peão · e5 branco peão · e4 preto cavalo · b3 branco bispo · f3 branco cavalo · a2 branco peão · b2 branco peão · c2 branco peão · f2 branco peão · g2 branco peão · h2 branco peão · a1 branco torre · b1 branco cavalo · c1 branco bispo · d1 branco rainha · f1 branco torre · g1 branco rei | a8 preto torre · d8 preto rainha · e8 preto rei · f8 preto bispo · h8 preto torre · c7 preto peão · f7 preto peão · g7 preto peão · h7 preto peão · a6 preto peão · c6 preto cavalo · e6 preto bispo · b5 preto peão · d5 preto peão · e5 branco peão · e4 preto cavalo · b3 branco bispo · f3 branco cavalo · a2 branco peão · b2 branco peão · c2 branco peão · f2 branco peão · g2 branco peão · h2 branco peão · a1 branco torre · b1 branco cavalo · c1 branco bispo · d1 branco rainha · f1 branco torre · g1 branco rei | a8 preto torre · d8 preto rainha · e8 preto rei · f8 preto bispo · h8 preto torre · c7 preto peão · f7 preto peão · g7 preto peão · h7 preto peão · a6 preto peão · c6 preto cavalo · e6 preto bispo · b5 preto peão · d5 preto peão · e5 branco peão · e4 preto cavalo · b3 branco bispo · f3 branco cavalo · a2 branco peão · b2 branco peão · c2 branco peão · f2 branco peão · g2 branco peão · h2 branco peão · a1 branco torre · b1 branco cavalo · c1 branco bispo · d1 branco rainha · f1 branco torre · g1 branco rei | a8 preto torre · d8 preto rainha · e8 preto rei · f8 preto bispo · h8 preto torre · c7 preto peão · f7 preto peão · g7 preto peão · h7 preto peão · a6 preto peão · c6 preto cavalo · e6 preto bispo · b5 preto peão · d5 preto peão · e5 branco peão · e4 preto cavalo · b3 branco bispo · f3 branco cavalo · a2 branco peão · b2 branco peão · c2 branco peão · f2 branco peão · g2 branco peão · h2 branco peão · a1 branco torre · b1 branco cavalo · c1 branco bispo · d1 branco rainha · f1 branco torre · g1 branco rei | 1 |
| | a | b | c | d | e | f | g | h |   |

1.e4 e5  2.♘f3 ♘c6  3.♗b5 a6 4.♗a4 ♘f6 5.O-O ♘xe4 6.d4 b5 7.♗b3 d5 8.dxe ♗e6
Nesta variante as pretas aproveitam a falta de coragem das brancas em oferecer o bispo para ganhar vantagem na luta aberta pelo domínio do centro do tabuleiro.

### Variante Fechada[2]
| \| \| a \| b \| c \| d \| e \| f \| g \| h \| \| \| 8 \| a8 preto torre · c8 preto bispo · d8 preto rainha · f8 preto torre · g8 preto rei · c7 preto peão · e7 preto bispo · f7 preto peão · g7 preto peão · h7 preto peão · a6 preto peão · c6 preto cavalo · d6 preto peão · f6 preto cavalo · b5 preto peão · e5 preto peão · e4 branco peão · b3 branco bispo · c3 branco peão · f3 branco cavalo · h3 branco peão · a2 branco peão · b2 branco peão · d2 branco peão · f2 branco peão · g2 branco peão · a1 branco torre · b1 branco cavalo · c1 branco bispo · d1 branco rainha · f1 branco torre · g1 branco rei \| a8 preto torre · c8 preto bispo · d8 preto rainha · f8 preto torre · g8 preto rei · c7 preto peão · e7 preto bispo · f7 preto peão · g7 preto peão · h7 preto peão · a6 preto peão · c6 preto cavalo · d6 preto peão · f6 preto cavalo · b5 preto peão · e5 preto peão · e4 branco peão · b3 branco bispo · c3 branco peão · f3 branco cavalo · h3 branco peão · a2 branco peão · b2 branco peão · d2 branco peão · f2 branco peão · g2 branco peão · a1 branco torre · b1 branco cavalo · c1 branco bispo · d1 branco rainha · f1 branco torre · g1 branco rei \| a8 preto torre · c8 preto bispo · d8 preto rainha · f8 preto torre · g8 preto rei · c7 preto peão · e7 preto bispo · f7 preto peão · g7 preto peão · h7 preto peão · a6 preto peão · c6 preto cavalo · d6 preto peão · f6 preto cavalo · b5 preto peão · e5 preto peão · e4 branco peão · b3 branco bispo · c3 branco peão · f3 branco cavalo · h3 branco peão · a2 branco peão · b2 branco peão · d2 branco peão · f2 branco peão · g2 branco peão · a1 branco torre · b1 branco cavalo · c1 branco bispo · d1 branco rainha · f1 branco torre · g1 branco rei \| a8 preto torre · c8 preto bispo · d8 preto rainha · f8 preto torre · g8 preto rei · c7 preto peão · e7 preto bispo · f7 preto peão · g7 preto peão · h7 preto peão · a6 preto peão · c6 preto cavalo · d6 preto peão · f6 preto cavalo · b5 preto peão · e5 preto peão · e4 branco peão · b3 branco bispo · c3 branco peão · f3 branco cavalo · h3 branco peão · a2 branco peão · b2 branco peão · d2 branco peão · f2 branco peão · g2 branco peão · a1 branco torre · b1 branco cavalo · c1 branco bispo · d1 branco rainha · f1 branco torre · g1 branco rei \| a8 preto torre · c8 preto bispo · d8 preto rainha · f8 preto torre · g8 preto rei · c7 preto peão · e7 preto bispo · f7 preto peão · g7 preto peão · h7 preto peão · a6 preto peão · c6 preto cavalo · d6 preto peão · f6 preto cavalo · b5 preto peão · e5 preto peão · e4 branco peão · b3 branco bispo · c3 branco peão · f3 branco cavalo · h3 branco peão · a2 branco peão · b2 branco peão · d2 branco peão · f2 branco peão · g2 branco peão · a1 branco torre · b1 branco cavalo · c1 branco bispo · d1 branco rainha · f1 branco torre · g1 branco rei \| a8 preto torre · c8 preto bispo · d8 preto rainha · f8 preto torre · g8 preto rei · c7 preto peão · e7 preto bispo · f7 preto peão · g7 preto peão · h7 preto peão · a6 preto peão · c6 preto cavalo · d6 preto peão · f6 preto cavalo · b5 preto peão · e5 preto peão · e4 branco peão · b3 branco bispo · c3 branco peão · f3 branco cavalo · h3 branco peão · a2 branco peão · b2 branco peão · d2 branco peão · f2 branco peão · g2 branco peão · a1 branco torre · b1 branco cavalo · c1 branco bispo · d1 branco rainha · f1 branco torre · g1 branco rei \| a8 preto torre · c8 preto bispo · d8 preto rainha · f8 preto torre · g8 preto rei · c7 preto peão · e7 preto bispo · f7 preto peão · g7 preto peão · h7 preto peão · a6 preto peão · c6 preto cavalo · d6 preto peão · f6 preto cavalo · b5 preto peão · e5 preto peão · e4 branco peão · b3 branco bispo · c3 branco peão · f3 branco cavalo · h3 branco peão · a2 branco peão · b2 branco peão · d2 branco peão · f2 branco peão · g2 branco peão · a1 branco torre · b1 branco cavalo · c1 branco bispo · d1 branco rainha · f1 branco torre · g1 branco rei \| a8 preto torre · c8 preto bispo · d8 preto rainha · f8 preto torre · g8 preto rei · c7 preto peão · e7 preto bispo · f7 preto peão · g7 preto peão · h7 preto peão · a6 preto peão · c6 preto cavalo · d6 preto peão · f6 preto cavalo · b5 preto peão · e5 preto peão · e4 branco peão · b3 branco bispo · c3 branco peão · f3 branco cavalo · h3 branco peão · a2 branco peão · b2 branco peão · d2 branco peão · f2 branco peão · g2 branco peão · a1 branco torre · b1 branco cavalo · c1 branco bispo · d1 branco rainha · f1 branco torre · g1 branco rei \| 8 \| \| 7 \| a8 preto torre · c8 preto bispo · d8 preto rainha · f8 preto torre · g8 preto rei · c7 preto peão · e7 preto bispo · f7 preto peão · g7 preto peão · h7 preto peão · a6 preto peão · c6 preto cavalo · d6 preto peão · f6 preto cavalo · b5 preto peão · e5 preto peão · e4 branco peão · b3 branco bispo · c3 branco peão · f3 branco cavalo · h3 branco peão · a2 branco peão · b2 branco peão · d2 branco peão · f2 branco peão · g2 branco peão · a1 branco torre · b1 branco cavalo · c1 branco bispo · d1 branco rainha · f1 branco torre · g1 branco rei \| a8 preto torre · c8 preto bispo · d8 preto rainha · f8 preto torre · g8 preto rei · c7 preto peão · e7 preto bispo · f7 preto peão · g7 preto peão · h7 preto peão · a6 preto peão · c6 preto cavalo · d6 preto peão · f6 preto cavalo · b5 preto peão · e5 preto peão · e4 branco peão · b3 branco bispo · c3 branco peão · f3 branco cavalo · h3 branco peão · a2 branco peão · b2 branco peão · d2 branco peão · f2 branco peão · g2 branco peão · a1 branco torre · b1 branco cavalo · c1 branco bispo · d1 branco rainha · f1 branco torre · g1 branco rei \| a8 preto torre · c8 preto bispo · d8 preto rainha · f8 preto torre · g8 preto rei · c7 preto peão · e7 preto bispo · f7 preto peão · g7 preto peão · h7 preto peão · a6 preto peão · c6 preto cavalo · d6 preto peão · f6 preto cavalo · b5 preto peão · e5 preto peão · e4 branco peão · b3 branco bispo · c3 branco peão · f3 branco cavalo · h3 branco peão · a2 branco peão · b2 branco peão · d2 branco peão · f2 branco peão · g2 branco peão · a1 branco torre · b1 branco cavalo · c1 branco bispo · d1 branco rainha · f1 branco torre · g1 branco rei \| a8 preto torre · c8 preto bispo · d8 preto rainha · f8 preto torre · g8 preto rei · c7 preto peão · e7 preto bispo · f7 preto peão · g7 preto peão · h7 preto peão · a6 preto peão · c6 preto cavalo · d6 preto peão · f6 preto cavalo · b5 preto peão · e5 preto peão · e4 branco peão · b3 branco bispo · c3 branco peão · f3 branco cavalo · h3 branco peão · a2 branco peão · b2 branco peão · d2 branco peão · f2 branco peão · g2 branco peão · a1 branco torre · b1 branco cavalo · c1 branco bispo · d1 branco rainha · f1 branco torre · g1 branco rei \| a8 preto torre · c8 preto bispo · d8 preto rainha · f8 preto torre · g8 preto rei · c7 preto peão · e7 preto bispo · f7 preto peão · g7 preto peão · h7 preto peão · a6 preto peão · c6 preto cavalo · d6 preto peão · f6 preto cavalo · b5 preto peão · e5 preto peão · e4 branco peão · b3 branco bispo · c3 branco peão · f3 branco cavalo · h3 branco peão · a2 branco peão · b2 branco peão · d2 branco peão · f2 branco peão · g2 branco peão · a1 branco torre · b1 branco cavalo · c1 branco bispo · d1 branco rainha · f1 branco torre · g1 branco rei \| a8 preto torre · c8 preto bispo · d8 preto rainha · f8 preto torre · g8 preto rei · c7 preto peão · e7 preto bispo · f7 preto peão · g7 preto peão · h7 preto peão · a6 preto peão · c6 preto cavalo · d6 preto peão · f6 preto cavalo · b5 preto peão · e5 preto peão · e4 branco peão · b3 branco bispo · c3 branco peão · f3 branco cavalo · h3 branco peão · a2 branco peão · b2 branco peão · d2 branco peão · f2 branco peão · g2 branco peão · a1 branco torre · b1 branco cavalo · c1 branco bispo · d1 branco rainha · f1 branco torre · g1 branco rei \| a8 preto torre · c8 preto bispo · d8 preto rainha · f8 preto torre · g8 preto rei · c7 preto peão · e7 preto bispo · f7 preto peão · g7 preto peão · h7 preto peão · a6 preto peão · c6 preto cavalo · d6 preto peão · f6 preto cavalo · b5 preto peão · e5 preto peão · e4 branco peão · b3 branco bispo · c3 branco peão · f3 branco cavalo · h3 branco peão · a2 branco peão · b2 branco peão · d2 branco peão · f2 branco peão · g2 branco peão · a1 branco torre · b1 branco cavalo · c1 branco bispo · d1 branco rainha · f1 branco torre · g1 branco rei \| a8 preto torre · c8 preto bispo · d8 preto rainha · f8 preto torre · g8 preto rei · c7 preto peão · e7 preto bispo · f7 preto peão · g7 preto peão · h7 preto peão · a6 preto peão · c6 preto cavalo · d6 preto peão · f6 preto cavalo · b5 preto peão · e5 preto peão · e4 branco peão · b3 branco bispo · c3 branco peão · f3 branco cavalo · h3 branco peão · a2 branco peão · b2 branco peão · d2 branco peão · f2 branco peão · g2 branco peão · a1 branco torre · b1 branco cavalo · c1 branco bispo · d1 branco rainha · f1 branco torre · g1 branco rei \| 7 \| \| 6 \| a8 preto torre · c8 preto bispo · d8 preto rainha · f8 preto torre · g8 preto rei · c7 preto peão · e7 preto bispo · f7 preto peão · g7 preto peão · h7 preto peão · a6 preto peão · c6 preto cavalo · d6 preto peão · f6 preto cavalo · b5 preto peão · e5 preto peão · e4 branco peão · b3 branco bispo · c3 branco peão · f3 branco cavalo · h3 branco peão · a2 branco peão · b2 branco peão · d2 branco peão · f2 branco peão · g2 branco peão · a1 branco torre · b1 branco cavalo · c1 branco bispo · d1 branco rainha · f1 branco torre · g1 branco rei \| a8 preto torre · c8 preto bispo · d8 preto rainha · f8 preto torre · g8 preto rei · c7 preto peão · e7 preto bispo · f7 preto peão · g7 preto peão · h7 preto peão · a6 preto peão · c6 preto cavalo · d6 preto peão · f6 preto cavalo · b5 preto peão · e5 preto peão · e4 branco peão · b3 branco bispo · c3 branco peão · f3 branco cavalo · h3 branco peão · a2 branco peão · b2 branco peão · d2 branco peão · f2 branco peão · g2 branco peão · a1 branco torre · b1 branco cavalo · c1 branco bispo · d1 branco rainha · f1 branco torre · g1 branco rei \| a8 preto torre · c8 preto bispo · d8 preto rainha · f8 preto torre · g8 preto rei · c7 preto peão · e7 preto bispo · f7 preto peão · g7 preto peão · h7 preto peão · a6 preto peão · c6 preto cavalo · d6 preto peão · f6 preto cavalo · b5 preto peão · e5 preto peão · e4 branco peão · b3 branco bispo · c3 branco peão · f3 branco cavalo · h3 branco peão · a2 branco peão · b2 branco peão · d2 branco peão · f2 branco peão · g2 branco peão · a1 branco torre · b1 branco cavalo · c1 branco bispo · d1 branco rainha · f1 branco torre · g1 branco rei \| a8 preto torre · c8 preto bispo · d8 preto rainha · f8 preto torre · g8 preto rei · c7 preto peão · e7 preto bispo · f7 preto peão · g7 preto peão · h7 preto peão · a6 preto peão · c6 preto cavalo · d6 preto peão · f6 preto cavalo · b5 preto peão · e5 preto peão · e4 branco peão · b3 branco bispo · c3 branco peão · f3 branco cavalo · h3 branco peão · a2 branco peão · b2 branco peão · d2 branco peão · f2 branco peão · g2 branco peão · a1 branco torre · b1 branco cavalo · c1 branco bispo · d1 branco rainha · f1 branco torre · g1 branco rei \| a8 preto torre · c8 preto bispo · d8 preto rainha · f8 preto torre · g8 preto rei · c7 preto peão · e7 preto bispo · f7 preto peão · g7 preto peão · h7 preto peão · a6 preto peão · c6 preto cavalo · d6 preto peão · f6 preto cavalo · b5 preto peão · e5 preto peão · e4 branco peão · b3 branco bispo · c3 branco peão · f3 branco cavalo · h3 branco peão · a2 branco peão · b2 branco peão · d2 branco peão · f2 branco peão · g2 branco peão · a1 branco torre · b1 branco cavalo · c1 branco bispo · d1 branco rainha · f1 branco torre · g1 branco rei \| a8 preto torre · c8 preto bispo · d8 preto rainha · f8 preto torre · g8 preto rei · c7 preto peão · e7 preto bispo · f7 preto peão · g7 preto peão · h7 preto peão · a6 preto peão · c6 preto cavalo · d6 preto peão · f6 preto cavalo · b5 preto peão · e5 preto peão · e4 branco peão · b3 branco bispo · c3 branco peão · f3 branco cavalo · h3 branco peão · a2 branco peão · b2 branco peão · d2 branco peão · f2 branco peão · g2 branco peão · a1 branco torre · b1 branco cavalo · c1 branco bispo · d1 branco rainha · f1 branco torre · g1 branco rei \| a8 preto torre · c8 preto bispo · d8 preto rainha · f8 preto torre · g8 preto rei · c7 preto peão · e7 preto bispo · f7 preto peão · g7 preto peão · h7 preto peão · a6 preto peão · c6 preto cavalo · d6 preto peão · f6 preto cavalo · b5 preto peão · e5 preto peão · e4 branco peão · b3 branco bispo · c3 branco peão · f3 branco cavalo · h3 branco peão · a2 branco peão · b2 branco peão · d2 branco peão · f2 branco peão · g2 branco peão · a1 branco torre · b1 branco cavalo · c1 branco bispo · d1 branco rainha · f1 branco torre · g1 branco rei \| a8 preto torre · c8 preto bispo · d8 preto rainha · f8 preto torre · g8 preto rei · c7 preto peão · e7 preto bispo · f7 preto peão · g7 preto peão · h7 preto peão · a6 preto peão · c6 preto cavalo · d6 preto peão · f6 preto cavalo · b5 preto peão · e5 preto peão · e4 branco peão · b3 branco bispo · c3 branco peão · f3 branco cavalo · h3 branco peão · a2 branco peão · b2 branco peão · d2 branco peão · f2 branco peão · g2 branco peão · a1 branco torre · b1 branco cavalo · c1 branco bispo · d1 branco rainha · f1 branco torre · g1 branco rei \| 6 \| \| 5 \| a8 preto torre · c8 preto bispo · d8 preto rainha · f8 preto torre · g8 preto rei · c7 preto peão · e7 preto bispo · f7 preto peão · g7 preto peão · h7 preto peão · a6 preto peão · c6 preto cavalo · d6 preto peão · f6 preto cavalo · b5 preto peão · e5 preto peão · e4 branco peão · b3 branco bispo · c3 branco peão · f3 branco cavalo · h3 branco peão · a2 branco peão · b2 branco peão · d2 branco peão · f2 branco peão · g2 branco peão · a1 branco torre · b1 branco cavalo · c1 branco bispo · d1 branco rainha · f1 branco torre · g1 branco rei \| a8 preto torre · c8 preto bispo · d8 preto rainha · f8 preto torre · g8 preto rei · c7 preto peão · e7 preto bispo · f7 preto peão · g7 preto peão · h7 preto peão · a6 preto peão · c6 preto cavalo · d6 preto peão · f6 preto cavalo · b5 preto peão · e5 preto peão · e4 branco peão · b3 branco bispo · c3 branco peão · f3 branco cavalo · h3 branco peão · a2 branco peão · b2 branco peão · d2 branco peão · f2 branco peão · g2 branco peão · a1 branco torre · b1 branco cavalo · c1 branco bispo · d1 branco rainha · f1 branco torre · g1 branco rei \| a8 preto torre · c8 preto bispo · d8 preto rainha · f8 preto torre · g8 preto rei · c7 preto peão · e7 preto bispo · f7 preto peão · g7 preto peão · h7 preto peão · a6 preto peão · c6 preto cavalo · d6 preto peão · f6 preto cavalo · b5 preto peão · e5 preto peão · e4 branco peão · b3 branco bispo · c3 branco peão · f3 branco cavalo · h3 branco peão · a2 branco peão · b2 branco peão · d2 branco peão · f2 branco peão · g2 branco peão · a1 branco torre · b1 branco cavalo · c1 branco bispo · d1 branco rainha · f1 branco torre · g1 branco rei \| a8 preto torre · c8 preto bispo · d8 preto rainha · f8 preto torre · g8 preto rei · c7 preto peão · e7 preto bispo · f7 preto peão · g7 preto peão · h7 preto peão · a6 preto peão · c6 preto cavalo · d6 preto peão · f6 preto cavalo · b5 preto peão · e5 preto peão · e4 branco peão · b3 branco bispo · c3 branco peão · f3 branco cavalo · h3 branco peão · a2 branco peão · b2 branco peão · d2 branco peão · f2 branco peão · g2 branco peão · a1 branco torre · b1 branco cavalo · c1 branco bispo · d1 branco rainha · f1 branco torre · g1 branco rei \| a8 preto torre · c8 preto bispo · d8 preto rainha · f8 preto torre · g8 preto rei · c7 preto peão · e7 preto bispo · f7 preto peão · g7 preto peão · h7 preto peão · a6 preto peão · c6 preto cavalo · d6 preto peão · f6 preto cavalo · b5 preto peão · e5 preto peão · e4 branco peão · b3 branco bispo · c3 branco peão · f3 branco cavalo · h3 branco peão · a2 branco peão · b2 branco peão · d2 branco peão · f2 branco peão · g2 branco peão · a1 branco torre · b1 branco cavalo · c1 branco bispo · d1 branco rainha · f1 branco torre · g1 branco rei \| a8 preto torre · c8 preto bispo · d8 preto rainha · f8 preto torre · g8 preto rei · c7 preto peão · e7 preto bispo · f7 preto peão · g7 preto peão · h7 preto peão · a6 preto peão · c6 preto cavalo · d6 preto peão · f6 preto cavalo · b5 preto peão · e5 preto peão · e4 branco peão · b3 branco bispo · c3 branco peão · f3 branco cavalo · h3 branco peão · a2 branco peão · b2 branco peão · d2 branco peão · f2 branco peão · g2 branco peão · a1 branco torre · b1 branco cavalo · c1 branco bispo · d1 branco rainha · f1 branco torre · g1 branco rei \| a8 preto torre · c8 preto bispo · d8 preto rainha · f8 preto torre · g8 preto rei · c7 preto peão · e7 preto bispo · f7 preto peão · g7 preto peão · h7 preto peão · a6 preto peão · c6 preto cavalo · d6 preto peão · f6 preto cavalo · b5 preto peão · e5 preto peão · e4 branco peão · b3 branco bispo · c3 branco peão · f3 branco cavalo · h3 branco peão · a2 branco peão · b2 branco peão · d2 branco peão · f2 branco peão · g2 branco peão · a1 branco torre · b1 branco cavalo · c1 branco bispo · d1 branco rainha · f1 branco torre · g1 branco rei \| a8 preto torre · c8 preto bispo · d8 preto rainha · f8 preto torre · g8 preto rei · c7 preto peão · e7 preto bispo · f7 preto peão · g7 preto peão · h7 preto peão · a6 preto peão · c6 preto cavalo · d6 preto peão · f6 preto cavalo · b5 preto peão · e5 preto peão · e4 branco peão · b3 branco bispo · c3 branco peão · f3 branco cavalo · h3 branco peão · a2 branco peão · b2 branco peão · d2 branco peão · f2 branco peão · g2 branco peão · a1 branco torre · b1 branco cavalo · c1 branco bispo · d1 branco rainha · f1 branco torre · g1 branco rei \| 5 \| \| 4 \| a8 preto torre · c8 preto bispo · d8 preto rainha · f8 preto torre · g8 preto rei · c7 preto peão · e7 preto bispo · f7 preto peão · g7 preto peão · h7 preto peão · a6 preto peão · c6 preto cavalo · d6 preto peão · f6 preto cavalo · b5 preto peão · e5 preto peão · e4 branco peão · b3 branco bispo · c3 branco peão · f3 branco cavalo · h3 branco peão · a2 branco peão · b2 branco peão · d2 branco peão · f2 branco peão · g2 branco peão · a1 branco torre · b1 branco cavalo · c1 branco bispo · d1 branco rainha · f1 branco torre · g1 branco rei \| a8 preto torre · c8 preto bispo · d8 preto rainha · f8 preto torre · g8 preto rei · c7 preto peão · e7 preto bispo · f7 preto peão · g7 preto peão · h7 preto peão · a6 preto peão · c6 preto cavalo · d6 preto peão · f6 preto cavalo · b5 preto peão · e5 preto peão · e4 branco peão · b3 branco bispo · c3 branco peão · f3 branco cavalo · h3 branco peão · a2 branco peão · b2 branco peão · d2 branco peão · f2 branco peão · g2 branco peão · a1 branco torre · b1 branco cavalo · c1 branco bispo · d1 branco rainha · f1 branco torre · g1 branco rei \| a8 preto torre · c8 preto bispo · d8 preto rainha · f8 preto torre · g8 preto rei · c7 preto peão · e7 preto bispo · f7 preto peão · g7 preto peão · h7 preto peão · a6 preto peão · c6 preto cavalo · d6 preto peão · f6 preto cavalo · b5 preto peão · e5 preto peão · e4 branco peão · b3 branco bispo · c3 branco peão · f3 branco cavalo · h3 branco peão · a2 branco peão · b2 branco peão · d2 branco peão · f2 branco peão · g2 branco peão · a1 branco torre · b1 branco cavalo · c1 branco bispo · d1 branco rainha · f1 branco torre · g1 branco rei \| a8 preto torre · c8 preto bispo · d8 preto rainha · f8 preto torre · g8 preto rei · c7 preto peão · e7 preto bispo · f7 preto peão · g7 preto peão · h7 preto peão · a6 preto peão · c6 preto cavalo · d6 preto peão · f6 preto cavalo · b5 preto peão · e5 preto peão · e4 branco peão · b3 branco bispo · c3 branco peão · f3 branco cavalo · h3 branco peão · a2 branco peão · b2 branco peão · d2 branco peão · f2 branco peão · g2 branco peão · a1 branco torre · b1 branco cavalo · c1 branco bispo · d1 branco rainha · f1 branco torre · g1 branco rei \| a8 preto torre · c8 preto bispo · d8 preto rainha · f8 preto torre · g8 preto rei · c7 preto peão · e7 preto bispo · f7 preto peão · g7 preto peão · h7 preto peão · a6 preto peão · c6 preto cavalo · d6 preto peão · f6 preto cavalo · b5 preto peão · e5 preto peão · e4 branco peão · b3 branco bispo · c3 branco peão · f3 branco cavalo · h3 branco peão · a2 branco peão · b2 branco peão · d2 branco peão · f2 branco peão · g2 branco peão · a1 branco torre · b1 branco cavalo · c1 branco bispo · d1 branco rainha · f1 branco torre · g1 branco rei \| a8 preto torre · c8 preto bispo · d8 preto rainha · f8 preto torre · g8 preto rei · c7 preto peão · e7 preto bispo · f7 preto peão · g7 preto peão · h7 preto peão · a6 preto peão · c6 preto cavalo · d6 preto peão · f6 preto cavalo · b5 preto peão · e5 preto peão · e4 branco peão · b3 branco bispo · c3 branco peão · f3 branco cavalo · h3 branco peão · a2 branco peão · b2 branco peão · d2 branco peão · f2 branco peão · g2 branco peão · a1 branco torre · b1 branco cavalo · c1 branco bispo · d1 branco rainha · f1 branco torre · g1 branco rei \| a8 preto torre · c8 preto bispo · d8 preto rainha · f8 preto torre · g8 preto rei · c7 preto peão · e7 preto bispo · f7 preto peão · g7 preto peão · h7 preto peão · a6 preto peão · c6 preto cavalo · d6 preto peão · f6 preto cavalo · b5 preto peão · e5 preto peão · e4 branco peão · b3 branco bispo · c3 branco peão · f3 branco cavalo · h3 branco peão · a2 branco peão · b2 branco peão · d2 branco peão · f2 branco peão · g2 branco peão · a1 branco torre · b1 branco cavalo · c1 branco bispo · d1 branco rainha · f1 branco torre · g1 branco rei \| a8 preto torre · c8 preto bispo · d8 preto rainha · f8 preto torre · g8 preto rei · c7 preto peão · e7 preto bispo · f7 preto peão · g7 preto peão · h7 preto peão · a6 preto peão · c6 preto cavalo · d6 preto peão · f6 preto cavalo · b5 preto peão · e5 preto peão · e4 branco peão · b3 branco bispo · c3 branco peão · f3 branco cavalo · h3 branco peão · a2 branco peão · b2 branco peão · d2 branco peão · f2 branco peão · g2 branco peão · a1 branco torre · b1 branco cavalo · c1 branco bispo · d1 branco rainha · f1 branco torre · g1 branco rei \| 4 \| \| 3 \| a8 preto torre · c8 preto bispo · d8 preto rainha · f8 preto torre · g8 preto rei · c7 preto peão · e7 preto bispo · f7 preto peão · g7 preto peão · h7 preto peão · a6 preto peão · c6 preto cavalo · d6 preto peão · f6 preto cavalo · b5 preto peão · e5 preto peão · e4 branco peão · b3 branco bispo · c3 branco peão · f3 branco cavalo · h3 branco peão · a2 branco peão · b2 branco peão · d2 branco peão · f2 branco peão · g2 branco peão · a1 branco torre · b1 branco cavalo · c1 branco bispo · d1 branco rainha · f1 branco torre · g1 branco rei \| a8 preto torre · c8 preto bispo · d8 preto rainha · f8 preto torre · g8 preto rei · c7 preto peão · e7 preto bispo · f7 preto peão · g7 preto peão · h7 preto peão · a6 preto peão · c6 preto cavalo · d6 preto peão · f6 preto cavalo · b5 preto peão · e5 preto peão · e4 branco peão · b3 branco bispo · c3 branco peão · f3 branco cavalo · h3 branco peão · a2 branco peão · b2 branco peão · d2 branco peão · f2 branco peão · g2 branco peão · a1 branco torre · b1 branco cavalo · c1 branco bispo · d1 branco rainha · f1 branco torre · g1 branco rei \| a8 preto torre · c8 preto bispo · d8 preto rainha · f8 preto torre · g8 preto rei · c7 preto peão · e7 preto bispo · f7 preto peão · g7 preto peão · h7 preto peão · a6 preto peão · c6 preto cavalo · d6 preto peão · f6 preto cavalo · b5 preto peão · e5 preto peão · e4 branco peão · b3 branco bispo · c3 branco peão · f3 branco cavalo · h3 branco peão · a2 branco peão · b2 branco peão · d2 branco peão · f2 branco peão · g2 branco peão · a1 branco torre · b1 branco cavalo · c1 branco bispo · d1 branco rainha · f1 branco torre · g1 branco rei \| a8 preto torre · c8 preto bispo · d8 preto rainha · f8 preto torre · g8 preto rei · c7 preto peão · e7 preto bispo · f7 preto peão · g7 preto peão · h7 preto peão · a6 preto peão · c6 preto cavalo · d6 preto peão · f6 preto cavalo · b5 preto peão · e5 preto peão · e4 branco peão · b3 branco bispo · c3 branco peão · f3 branco cavalo · h3 branco peão · a2 branco peão · b2 branco peão · d2 branco peão · f2 branco peão · g2 branco peão · a1 branco torre · b1 branco cavalo · c1 branco bispo · d1 branco rainha · f1 branco torre · g1 branco rei \| a8 preto torre · c8 preto bispo · d8 preto rainha · f8 preto torre · g8 preto rei · c7 preto peão · e7 preto bispo · f7 preto peão · g7 preto peão · h7 preto peão · a6 preto peão · c6 preto cavalo · d6 preto peão · f6 preto cavalo · b5 preto peão · e5 preto peão · e4 branco peão · b3 branco bispo · c3 branco peão · f3 branco cavalo · h3 branco peão · a2 branco peão · b2 branco peão · d2 branco peão · f2 branco peão · g2 branco peão · a1 branco torre · b1 branco cavalo · c1 branco bispo · d1 branco rainha · f1 branco torre · g1 branco rei \| a8 preto torre · c8 preto bispo · d8 preto rainha · f8 preto torre · g8 preto rei · c7 preto peão · e7 preto bispo · f7 preto peão · g7 preto peão · h7 preto peão · a6 preto peão · c6 preto cavalo · d6 preto peão · f6 preto cavalo · b5 preto peão · e5 preto peão · e4 branco peão · b3 branco bispo · c3 branco peão · f3 branco cavalo · h3 branco peão · a2 branco peão · b2 branco peão · d2 branco peão · f2 branco peão · g2 branco peão · a1 branco torre · b1 branco cavalo · c1 branco bispo · d1 branco rainha · f1 branco torre · g1 branco rei \| a8 preto torre · c8 preto bispo · d8 preto rainha · f8 preto torre · g8 preto rei · c7 preto peão · e7 preto bispo · f7 preto peão · g7 preto peão · h7 preto peão · a6 preto peão · c6 preto cavalo · d6 preto peão · f6 preto cavalo · b5 preto peão · e5 preto peão · e4 branco peão · b3 branco bispo · c3 branco peão · f3 branco cavalo · h3 branco peão · a2 branco peão · b2 branco peão · d2 branco peão · f2 branco peão · g2 branco peão · a1 branco torre · b1 branco cavalo · c1 branco bispo · d1 branco rainha · f1 branco torre · g1 branco rei \| a8 preto torre · c8 preto bispo · d8 preto rainha · f8 preto torre · g8 preto rei · c7 preto peão · e7 preto bispo · f7 preto peão · g7 preto peão · h7 preto peão · a6 preto peão · c6 preto cavalo · d6 preto peão · f6 preto cavalo · b5 preto peão · e5 preto peão · e4 branco peão · b3 branco bispo · c3 branco peão · f3 branco cavalo · h3 branco peão · a2 branco peão · b2 branco peão · d2 branco peão · f2 branco peão · g2 branco peão · a1 branco torre · b1 branco cavalo · c1 branco bispo · d1 branco rainha · f1 branco torre · g1 branco rei \| 3 \| \| 2 \| a8 preto torre · c8 preto bispo · d8 preto rainha · f8 preto torre · g8 preto rei · c7 preto peão · e7 preto bispo · f7 preto peão · g7 preto peão · h7 preto peão · a6 preto peão · c6 preto cavalo · d6 preto peão · f6 preto cavalo · b5 preto peão · e5 preto peão · e4 branco peão · b3 branco bispo · c3 branco peão · f3 branco cavalo · h3 branco peão · a2 branco peão · b2 branco peão · d2 branco peão · f2 branco peão · g2 branco peão · a1 branco torre · b1 branco cavalo · c1 branco bispo · d1 branco rainha · f1 branco torre · g1 branco rei \| a8 preto torre · c8 preto bispo · d8 preto rainha · f8 preto torre · g8 preto rei · c7 preto peão · e7 preto bispo · f7 preto peão · g7 preto peão · h7 preto peão · a6 preto peão · c6 preto cavalo · d6 preto peão · f6 preto cavalo · b5 preto peão · e5 preto peão · e4 branco peão · b3 branco bispo · c3 branco peão · f3 branco cavalo · h3 branco peão · a2 branco peão · b2 branco peão · d2 branco peão · f2 branco peão · g2 branco peão · a1 branco torre · b1 branco cavalo · c1 branco bispo · d1 branco rainha · f1 branco torre · g1 branco rei \| a8 preto torre · c8 preto bispo · d8 preto rainha · f8 preto torre · g8 preto rei · c7 preto peão · e7 preto bispo · f7 preto peão · g7 preto peão · h7 preto peão · a6 preto peão · c6 preto cavalo · d6 preto peão · f6 preto cavalo · b5 preto peão · e5 preto peão · e4 branco peão · b3 branco bispo · c3 branco peão · f3 branco cavalo · h3 branco peão · a2 branco peão · b2 branco peão · d2 branco peão · f2 branco peão · g2 branco peão · a1 branco torre · b1 branco cavalo · c1 branco bispo · d1 branco rainha · f1 branco torre · g1 branco rei \| a8 preto torre · c8 preto bispo · d8 preto rainha · f8 preto torre · g8 preto rei · c7 preto peão · e7 preto bispo · f7 preto peão · g7 preto peão · h7 preto peão · a6 preto peão · c6 preto cavalo · d6 preto peão · f6 preto cavalo · b5 preto peão · e5 preto peão · e4 branco peão · b3 branco bispo · c3 branco peão · f3 branco cavalo · h3 branco peão · a2 branco peão · b2 branco peão · d2 branco peão · f2 branco peão · g2 branco peão · a1 branco torre · b1 branco cavalo · c1 branco bispo · d1 branco rainha · f1 branco torre · g1 branco rei \| a8 preto torre · c8 preto bispo · d8 preto rainha · f8 preto torre · g8 preto rei · c7 preto peão · e7 preto bispo · f7 preto peão · g7 preto peão · h7 preto peão · a6 preto peão · c6 preto cavalo · d6 preto peão · f6 preto cavalo · b5 preto peão · e5 preto peão · e4 branco peão · b3 branco bispo · c3 branco peão · f3 branco cavalo · h3 branco peão · a2 branco peão · b2 branco peão · d2 branco peão · f2 branco peão · g2 branco peão · a1 branco torre · b1 branco cavalo · c1 branco bispo · d1 branco rainha · f1 branco torre · g1 branco rei \| a8 preto torre · c8 preto bispo · d8 preto rainha · f8 preto torre · g8 preto rei · c7 preto peão · e7 preto bispo · f7 preto peão · g7 preto peão · h7 preto peão · a6 preto peão · c6 preto cavalo · d6 preto peão · f6 preto cavalo · b5 preto peão · e5 preto peão · e4 branco peão · b3 branco bispo · c3 branco peão · f3 branco cavalo · h3 branco peão · a2 branco peão · b2 branco peão · d2 branco peão · f2 branco peão · g2 branco peão · a1 branco torre · b1 branco cavalo · c1 branco bispo · d1 branco rainha · f1 branco torre · g1 branco rei \| a8 preto torre · c8 preto bispo · d8 preto rainha · f8 preto torre · g8 preto rei · c7 preto peão · e7 preto bispo · f7 preto peão · g7 preto peão · h7 preto peão · a6 preto peão · c6 preto cavalo · d6 preto peão · f6 preto cavalo · b5 preto peão · e5 preto peão · e4 branco peão · b3 branco bispo · c3 branco peão · f3 branco cavalo · h3 branco peão · a2 branco peão · b2 branco peão · d2 branco peão · f2 branco peão · g2 branco peão · a1 branco torre · b1 branco cavalo · c1 branco bispo · d1 branco rainha · f1 branco torre · g1 branco rei \| a8 preto torre · c8 preto bispo · d8 preto rainha · f8 preto torre · g8 preto rei · c7 preto peão · e7 preto bispo · f7 preto peão · g7 preto peão · h7 preto peão · a6 preto peão · c6 preto cavalo · d6 preto peão · f6 preto cavalo · b5 preto peão · e5 preto peão · e4 branco peão · b3 branco bispo · c3 branco peão · f3 branco cavalo · h3 branco peão · a2 branco peão · b2 branco peão · d2 branco peão · f2 branco peão · g2 branco peão · a1 branco torre · b1 branco cavalo · c1 branco bispo · d1 branco rainha · f1 branco torre · g1 branco rei \| 2 \| \| 1 \| a8 preto torre · c8 preto bispo · d8 preto rainha · f8 preto torre · g8 preto rei · c7 preto peão · e7 preto bispo · f7 preto peão · g7 preto peão · h7 preto peão · a6 preto peão · c6 preto cavalo · d6 preto peão · f6 preto cavalo · b5 preto peão · e5 preto peão · e4 branco peão · b3 branco bispo · c3 branco peão · f3 branco cavalo · h3 branco peão · a2 branco peão · b2 branco peão · d2 branco peão · f2 branco peão · g2 branco peão · a1 branco torre · b1 branco cavalo · c1 branco bispo · d1 branco rainha · f1 branco torre · g1 branco rei \| a8 preto torre · c8 preto bispo · d8 preto rainha · f8 preto torre · g8 preto rei · c7 preto peão · e7 preto bispo · f7 preto peão · g7 preto peão · h7 preto peão · a6 preto peão · c6 preto cavalo · d6 preto peão · f6 preto cavalo · b5 preto peão · e5 preto peão · e4 branco peão · b3 branco bispo · c3 branco peão · f3 branco cavalo · h3 branco peão · a2 branco peão · b2 branco peão · d2 branco peão · f2 branco peão · g2 branco peão · a1 branco torre · b1 branco cavalo · c1 branco bispo · d1 branco rainha · f1 branco torre · g1 branco rei \| a8 preto torre · c8 preto bispo · d8 preto rainha · f8 preto torre · g8 preto rei · c7 preto peão · e7 preto bispo · f7 preto peão · g7 preto peão · h7 preto peão · a6 preto peão · c6 preto cavalo · d6 preto peão · f6 preto cavalo · b5 preto peão · e5 preto peão · e4 branco peão · b3 branco bispo · c3 branco peão · f3 branco cavalo · h3 branco peão · a2 branco peão · b2 branco peão · d2 branco peão · f2 branco peão · g2 branco peão · a1 branco torre · b1 branco cavalo · c1 branco bispo · d1 branco rainha · f1 branco torre · g1 branco rei \| a8 preto torre · c8 preto bispo · d8 preto rainha · f8 preto torre · g8 preto rei · c7 preto peão · e7 preto bispo · f7 preto peão · g7 preto peão · h7 preto peão · a6 preto peão · c6 preto cavalo · d6 preto peão · f6 preto cavalo · b5 preto peão · e5 preto peão · e4 branco peão · b3 branco bispo · c3 branco peão · f3 branco cavalo · h3 branco peão · a2 branco peão · b2 branco peão · d2 branco peão · f2 branco peão · g2 branco peão · a1 branco torre · b1 branco cavalo · c1 branco bispo · d1 branco rainha · f1 branco torre · g1 branco rei \| a8 preto torre · c8 preto bispo · d8 preto rainha · f8 preto torre · g8 preto rei · c7 preto peão · e7 preto bispo · f7 preto peão · g7 preto peão · h7 preto peão · a6 preto peão · c6 preto cavalo · d6 preto peão · f6 preto cavalo · b5 preto peão · e5 preto peão · e4 branco peão · b3 branco bispo · c3 branco peão · f3 branco cavalo · h3 branco peão · a2 branco peão · b2 branco peão · d2 branco peão · f2 branco peão · g2 branco peão · a1 branco torre · b1 branco cavalo · c1 branco bispo · d1 branco rainha · f1 branco torre · g1 branco rei \| a8 preto torre · c8 preto bispo · d8 preto rainha · f8 preto torre · g8 preto rei · c7 preto peão · e7 preto bispo · f7 preto peão · g7 preto peão · h7 preto peão · a6 preto peão · c6 preto cavalo · d6 preto peão · f6 preto cavalo · b5 preto peão · e5 preto peão · e4 branco peão · b3 branco bispo · c3 branco peão · f3 branco cavalo · h3 branco peão · a2 branco peão · b2 branco peão · d2 branco peão · f2 branco peão · g2 branco peão · a1 branco torre · b1 branco cavalo · c1 branco bispo · d1 branco rainha · f1 branco torre · g1 branco rei \| a8 preto torre · c8 preto bispo · d8 preto rainha · f8 preto torre · g8 preto rei · c7 preto peão · e7 preto bispo · f7 preto peão · g7 preto peão · h7 preto peão · a6 preto peão · c6 preto cavalo · d6 preto peão · f6 preto cavalo · b5 preto peão · e5 preto peão · e4 branco peão · b3 branco bispo · c3 branco peão · f3 branco cavalo · h3 branco peão · a2 branco peão · b2 branco peão · d2 branco peão · f2 branco peão · g2 branco peão · a1 branco torre · b1 branco cavalo · c1 branco bispo · d1 branco rainha · f1 branco torre · g1 branco rei \| a8 preto torre · c8 preto bispo · d8 preto rainha · f8 preto torre · g8 preto rei · c7 preto peão · e7 preto bispo · f7 preto peão · g7 preto peão · h7 preto peão · a6 preto peão · c6 preto cavalo · d6 preto peão · f6 preto cavalo · b5 preto peão · e5 preto peão · e4 branco peão · b3 branco bispo · c3 branco peão · f3 branco cavalo · h3 branco peão · a2 branco peão · b2 branco peão · d2 branco peão · f2 branco peão · g2 branco peão · a1 branco torre · b1 branco cavalo · c1 branco bispo · d1 branco rainha · f1 branco torre · g1 branco rei \| 1 \| \| \| a \| b \| c \| d \| e \| f \| g \| h \| \| Variante Fechada. | | | | | | | | |   |
| | a | b | c | d | e | f | g | h |   |
| 8 | a8 preto torre · c8 preto bispo · d8 preto rainha · f8 preto torre · g8 preto rei · c7 preto peão · e7 preto bispo · f7 preto peão · g7 preto peão · h7 preto peão · a6 preto peão · c6 preto cavalo · d6 preto peão · f6 preto cavalo · b5 preto peão · e5 preto peão · e4 branco peão · b3 branco bispo · c3 branco peão · f3 branco cavalo · h3 branco peão · a2 branco peão · b2 branco peão · d2 branco peão · f2 branco peão · g2 branco peão · a1 branco torre · b1 branco cavalo · c1 branco bispo · d1 branco rainha · f1 branco torre · g1 branco rei | a8 preto torre · c8 preto bispo · d8 preto rainha · f8 preto torre · g8 preto rei · c7 preto peão · e7 preto bispo · f7 preto peão · g7 preto peão · h7 preto peão · a6 preto peão · c6 preto cavalo · d6 preto peão · f6 preto cavalo · b5 preto peão · e5 preto peão · e4 branco peão · b3 branco bispo · c3 branco peão · f3 branco cavalo · h3 branco peão · a2 branco peão · b2 branco peão · d2 branco peão · f2 branco peão · g2 branco peão · a1 branco torre · b1 branco cavalo · c1 branco bispo · d1 branco rainha · f1 branco torre · g1 branco rei | a8 preto torre · c8 preto bispo · d8 preto rainha · f8 preto torre · g8 preto rei · c7 preto peão · e7 preto bispo · f7 preto peão · g7 preto peão · h7 preto peão · a6 preto peão · c6 preto cavalo · d6 preto peão · f6 preto cavalo · b5 preto peão · e5 preto peão · e4 branco peão · b3 branco bispo · c3 branco peão · f3 branco cavalo · h3 branco peão · a2 branco peão · b2 branco peão · d2 branco peão · f2 branco peão · g2 branco peão · a1 branco torre · b1 branco cavalo · c1 branco bispo · d1 branco rainha · f1 branco torre · g1 branco rei | a8 preto torre · c8 preto bispo · d8 preto rainha · f8 preto torre · g8 preto rei · c7 preto peão · e7 preto bispo · f7 preto peão · g7 preto peão · h7 preto peão · a6 preto peão · c6 preto cavalo · d6 preto peão · f6 preto cavalo · b5 preto peão · e5 preto peão · e4 branco peão · b3 branco bispo · c3 branco peão · f3 branco cavalo · h3 branco peão · a2 branco peão · b2 branco peão · d2 branco peão · f2 branco peão · g2 branco peão · a1 branco torre · b1 branco cavalo · c1 branco bispo · d1 branco rainha · f1 branco torre · g1 branco rei | a8 preto torre · c8 preto bispo · d8 preto rainha · f8 preto torre · g8 preto rei · c7 preto peão · e7 preto bispo · f7 preto peão · g7 preto peão · h7 preto peão · a6 preto peão · c6 preto cavalo · d6 preto peão · f6 preto cavalo · b5 preto peão · e5 preto peão · e4 branco peão · b3 branco bispo · c3 branco peão · f3 branco cavalo · h3 branco peão · a2 branco peão · b2 branco peão · d2 branco peão · f2 branco peão · g2 branco peão · a1 branco torre · b1 branco cavalo · c1 branco bispo · d1 branco rainha · f1 branco torre · g1 branco rei | a8 preto torre · c8 preto bispo · d8 preto rainha · f8 preto torre · g8 preto rei · c7 preto peão · e7 preto bispo · f7 preto peão · g7 preto peão · h7 preto peão · a6 preto peão · c6 preto cavalo · d6 preto peão · f6 preto cavalo · b5 preto peão · e5 preto peão · e4 branco peão · b3 branco bispo · c3 branco peão · f3 branco cavalo · h3 branco peão · a2 branco peão · b2 branco peão · d2 branco peão · f2 branco peão · g2 branco peão · a1 branco torre · b1 branco cavalo · c1 branco bispo · d1 branco rainha · f1 branco torre · g1 branco rei | a8 preto torre · c8 preto bispo · d8 preto rainha · f8 preto torre · g8 preto rei · c7 preto peão · e7 preto bispo · f7 preto peão · g7 preto peão · h7 preto peão · a6 preto peão · c6 preto cavalo · d6 preto peão · f6 preto cavalo · b5 preto peão · e5 preto peão · e4 branco peão · b3 branco bispo · c3 branco peão · f3 branco cavalo · h3 branco peão · a2 branco peão · b2 branco peão · d2 branco peão · f2 branco peão · g2 branco peão · a1 branco torre · b1 branco cavalo · c1 branco bispo · d1 branco rainha · f1 branco torre · g1 branco rei | a8 preto torre · c8 preto bispo · d8 preto rainha · f8 preto torre · g8 preto rei · c7 preto peão · e7 preto bispo · f7 preto peão · g7 preto peão · h7 preto peão · a6 preto peão · c6 preto cavalo · d6 preto peão · f6 preto cavalo · b5 preto peão · e5 preto peão · e4 branco peão · b3 branco bispo · c3 branco peão · f3 branco cavalo · h3 branco peão · a2 branco peão · b2 branco peão · d2 branco peão · f2 branco peão · g2 branco peão · a1 branco torre · b1 branco cavalo · c1 branco bispo · d1 branco rainha · f1 branco torre · g1 branco rei | 8 |
| 7 | a8 preto torre · c8 preto bispo · d8 preto rainha · f8 preto torre · g8 preto rei · c7 preto peão · e7 preto bispo · f7 preto peão · g7 preto peão · h7 preto peão · a6 preto peão · c6 preto cavalo · d6 preto peão · f6 preto cavalo · b5 preto peão · e5 preto peão · e4 branco peão · b3 branco bispo · c3 branco peão · f3 branco cavalo · h3 branco peão · a2 branco peão · b2 branco peão · d2 branco peão · f2 branco peão · g2 branco peão · a1 branco torre · b1 branco cavalo · c1 branco bispo · d1 branco rainha · f1 branco torre · g1 branco rei | a8 preto torre · c8 preto bispo · d8 preto rainha · f8 preto torre · g8 preto rei · c7 preto peão · e7 preto bispo · f7 preto peão · g7 preto peão · h7 preto peão · a6 preto peão · c6 preto cavalo · d6 preto peão · f6 preto cavalo · b5 preto peão · e5 preto peão · e4 branco peão · b3 branco bispo · c3 branco peão · f3 branco cavalo · h3 branco peão · a2 branco peão · b2 branco peão · d2 branco peão · f2 branco peão · g2 branco peão · a1 branco torre · b1 branco cavalo · c1 branco bispo · d1 branco rainha · f1 branco torre · g1 branco rei | a8 preto torre · c8 preto bispo · d8 preto rainha · f8 preto torre · g8 preto rei · c7 preto peão · e7 preto bispo · f7 preto peão · g7 preto peão · h7 preto peão · a6 preto peão · c6 preto cavalo · d6 preto peão · f6 preto cavalo · b5 preto peão · e5 preto peão · e4 branco peão · b3 branco bispo · c3 branco peão · f3 branco cavalo · h3 branco peão · a2 branco peão · b2 branco peão · d2 branco peão · f2 branco peão · g2 branco peão · a1 branco torre · b1 branco cavalo · c1 branco bispo · d1 branco rainha · f1 branco torre · g1 branco rei | a8 preto torre · c8 preto bispo · d8 preto rainha · f8 preto torre · g8 preto rei · c7 preto peão · e7 preto bispo · f7 preto peão · g7 preto peão · h7 preto peão · a6 preto peão · c6 preto cavalo · d6 preto peão · f6 preto cavalo · b5 preto peão · e5 preto peão · e4 branco peão · b3 branco bispo · c3 branco peão · f3 branco cavalo · h3 branco peão · a2 branco peão · b2 branco peão · d2 branco peão · f2 branco peão · g2 branco peão · a1 branco torre · b1 branco cavalo · c1 branco bispo · d1 branco rainha · f1 branco torre · g1 branco rei | a8 preto torre · c8 preto bispo · d8 preto rainha · f8 preto torre · g8 preto rei · c7 preto peão · e7 preto bispo · f7 preto peão · g7 preto peão · h7 preto peão · a6 preto peão · c6 preto cavalo · d6 preto peão · f6 preto cavalo · b5 preto peão · e5 preto peão · e4 branco peão · b3 branco bispo · c3 branco peão · f3 branco cavalo · h3 branco peão · a2 branco peão · b2 branco peão · d2 branco peão · f2 branco peão · g2 branco peão · a1 branco torre · b1 branco cavalo · c1 branco bispo · d1 branco rainha · f1 branco torre · g1 branco rei | a8 preto torre · c8 preto bispo · d8 preto rainha · f8 preto torre · g8 preto rei · c7 preto peão · e7 preto bispo · f7 preto peão · g7 preto peão · h7 preto peão · a6 preto peão · c6 preto cavalo · d6 preto peão · f6 preto cavalo · b5 preto peão · e5 preto peão · e4 branco peão · b3 branco bispo · c3 branco peão · f3 branco cavalo · h3 branco peão · a2 branco peão · b2 branco peão · d2 branco peão · f2 branco peão · g2 branco peão · a1 branco torre · b1 branco cavalo · c1 branco bispo · d1 branco rainha · f1 branco torre · g1 branco rei | a8 preto torre · c8 preto bispo · d8 preto rainha · f8 preto torre · g8 preto rei · c7 preto peão · e7 preto bispo · f7 preto peão · g7 preto peão · h7 preto peão · a6 preto peão · c6 preto cavalo · d6 preto peão · f6 preto cavalo · b5 preto peão · e5 preto peão · e4 branco peão · b3 branco bispo · c3 branco peão · f3 branco cavalo · h3 branco peão · a2 branco peão · b2 branco peão · d2 branco peão · f2 branco peão · g2 branco peão · a1 branco torre · b1 branco cavalo · c1 branco bispo · d1 branco rainha · f1 branco torre · g1 branco rei | a8 preto torre · c8 preto bispo · d8 preto rainha · f8 preto torre · g8 preto rei · c7 preto peão · e7 preto bispo · f7 preto peão · g7 preto peão · h7 preto peão · a6 preto peão · c6 preto cavalo · d6 preto peão · f6 preto cavalo · b5 preto peão · e5 preto peão · e4 branco peão · b3 branco bispo · c3 branco peão · f3 branco cavalo · h3 branco peão · a2 branco peão · b2 branco peão · d2 branco peão · f2 branco peão · g2 branco peão · a1 branco torre · b1 branco cavalo · c1 branco bispo · d1 branco rainha · f1 branco torre · g1 branco rei | 7 |
| 6 | a8 preto torre · c8 preto bispo · d8 preto rainha · f8 preto torre · g8 preto rei · c7 preto peão · e7 preto bispo · f7 preto peão · g7 preto peão · h7 preto peão · a6 preto peão · c6 preto cavalo · d6 preto peão · f6 preto cavalo · b5 preto peão · e5 preto peão · e4 branco peão · b3 branco bispo · c3 branco peão · f3 branco cavalo · h3 branco peão · a2 branco peão · b2 branco peão · d2 branco peão · f2 branco peão · g2 branco peão · a1 branco torre · b1 branco cavalo · c1 branco bispo · d1 branco rainha · f1 branco torre · g1 branco rei | a8 preto torre · c8 preto bispo · d8 preto rainha · f8 preto torre · g8 preto rei · c7 preto peão · e7 preto bispo · f7 preto peão · g7 preto peão · h7 preto peão · a6 preto peão · c6 preto cavalo · d6 preto peão · f6 preto cavalo · b5 preto peão · e5 preto peão · e4 branco peão · b3 branco bispo · c3 branco peão · f3 branco cavalo · h3 branco peão · a2 branco peão · b2 branco peão · d2 branco peão · f2 branco peão · g2 branco peão · a1 branco torre · b1 branco cavalo · c1 branco bispo · d1 branco rainha · f1 branco torre · g1 branco rei | a8 preto torre · c8 preto bispo · d8 preto rainha · f8 preto torre · g8 preto rei · c7 preto peão · e7 preto bispo · f7 preto peão · g7 preto peão · h7 preto peão · a6 preto peão · c6 preto cavalo · d6 preto peão · f6 preto cavalo · b5 preto peão · e5 preto peão · e4 branco peão · b3 branco bispo · c3 branco peão · f3 branco cavalo · h3 branco peão · a2 branco peão · b2 branco peão · d2 branco peão · f2 branco peão · g2 branco peão · a1 branco torre · b1 branco cavalo · c1 branco bispo · d1 branco rainha · f1 branco torre · g1 branco rei | a8 preto torre · c8 preto bispo · d8 preto rainha · f8 preto torre · g8 preto rei · c7 preto peão · e7 preto bispo · f7 preto peão · g7 preto peão · h7 preto peão · a6 preto peão · c6 preto cavalo · d6 preto peão · f6 preto cavalo · b5 preto peão · e5 preto peão · e4 branco peão · b3 branco bispo · c3 branco peão · f3 branco cavalo · h3 branco peão · a2 branco peão · b2 branco peão · d2 branco peão · f2 branco peão · g2 branco peão · a1 branco torre · b1 branco cavalo · c1 branco bispo · d1 branco rainha · f1 branco torre · g1 branco rei | a8 preto torre · c8 preto bispo · d8 preto rainha · f8 preto torre · g8 preto rei · c7 preto peão · e7 preto bispo · f7 preto peão · g7 preto peão · h7 preto peão · a6 preto peão · c6 preto cavalo · d6 preto peão · f6 preto cavalo · b5 preto peão · e5 preto peão · e4 branco peão · b3 branco bispo · c3 branco peão · f3 branco cavalo · h3 branco peão · a2 branco peão · b2 branco peão · d2 branco peão · f2 branco peão · g2 branco peão · a1 branco torre · b1 branco cavalo · c1 branco bispo · d1 branco rainha · f1 branco torre · g1 branco rei | a8 preto torre · c8 preto bispo · d8 preto rainha · f8 preto torre · g8 preto rei · c7 preto peão · e7 preto bispo · f7 preto peão · g7 preto peão · h7 preto peão · a6 preto peão · c6 preto cavalo · d6 preto peão · f6 preto cavalo · b5 preto peão · e5 preto peão · e4 branco peão · b3 branco bispo · c3 branco peão · f3 branco cavalo · h3 branco peão · a2 branco peão · b2 branco peão · d2 branco peão · f2 branco peão · g2 branco peão · a1 branco torre · b1 branco cavalo · c1 branco bispo · d1 branco rainha · f1 branco torre · g1 branco rei | a8 preto torre · c8 preto bispo · d8 preto rainha · f8 preto torre · g8 preto rei · c7 preto peão · e7 preto bispo · f7 preto peão · g7 preto peão · h7 preto peão · a6 preto peão · c6 preto cavalo · d6 preto peão · f6 preto cavalo · b5 preto peão · e5 preto peão · e4 branco peão · b3 branco bispo · c3 branco peão · f3 branco cavalo · h3 branco peão · a2 branco peão · b2 branco peão · d2 branco peão · f2 branco peão · g2 branco peão · a1 branco torre · b1 branco cavalo · c1 branco bispo · d1 branco rainha · f1 branco torre · g1 branco rei | a8 preto torre · c8 preto bispo · d8 preto rainha · f8 preto torre · g8 preto rei · c7 preto peão · e7 preto bispo · f7 preto peão · g7 preto peão · h7 preto peão · a6 preto peão · c6 preto cavalo · d6 preto peão · f6 preto cavalo · b5 preto peão · e5 preto peão · e4 branco peão · b3 branco bispo · c3 branco peão · f3 branco cavalo · h3 branco peão · a2 branco peão · b2 branco peão · d2 branco peão · f2 branco peão · g2 branco peão · a1 branco torre · b1 branco cavalo · c1 branco bispo · d1 branco rainha · f1 branco torre · g1 branco rei | 6 |
| 5 | a8 preto torre · c8 preto bispo · d8 preto rainha · f8 preto torre · g8 preto rei · c7 preto peão · e7 preto bispo · f7 preto peão · g7 preto peão · h7 preto peão · a6 preto peão · c6 preto cavalo · d6 preto peão · f6 preto cavalo · b5 preto peão · e5 preto peão · e4 branco peão · b3 branco bispo · c3 branco peão · f3 branco cavalo · h3 branco peão · a2 branco peão · b2 branco peão · d2 branco peão · f2 branco peão · g2 branco peão · a1 branco torre · b1 branco cavalo · c1 branco bispo · d1 branco rainha · f1 branco torre · g1 branco rei | a8 preto torre · c8 preto bispo · d8 preto rainha · f8 preto torre · g8 preto rei · c7 preto peão · e7 preto bispo · f7 preto peão · g7 preto peão · h7 preto peão · a6 preto peão · c6 preto cavalo · d6 preto peão · f6 preto cavalo · b5 preto peão · e5 preto peão · e4 branco peão · b3 branco bispo · c3 branco peão · f3 branco cavalo · h3 branco peão · a2 branco peão · b2 branco peão · d2 branco peão · f2 branco peão · g2 branco peão · a1 branco torre · b1 branco cavalo · c1 branco bispo · d1 branco rainha · f1 branco torre · g1 branco rei | a8 preto torre · c8 preto bispo · d8 preto rainha · f8 preto torre · g8 preto rei · c7 preto peão · e7 preto bispo · f7 preto peão · g7 preto peão · h7 preto peão · a6 preto peão · c6 preto cavalo · d6 preto peão · f6 preto cavalo · b5 preto peão · e5 preto peão · e4 branco peão · b3 branco bispo · c3 branco peão · f3 branco cavalo · h3 branco peão · a2 branco peão · b2 branco peão · d2 branco peão · f2 branco peão · g2 branco peão · a1 branco torre · b1 branco cavalo · c1 branco bispo · d1 branco rainha · f1 branco torre · g1 branco rei | a8 preto torre · c8 preto bispo · d8 preto rainha · f8 preto torre · g8 preto rei · c7 preto peão · e7 preto bispo · f7 preto peão · g7 preto peão · h7 preto peão · a6 preto peão · c6 preto cavalo · d6 preto peão · f6 preto cavalo · b5 preto peão · e5 preto peão · e4 branco peão · b3 branco bispo · c3 branco peão · f3 branco cavalo · h3 branco peão · a2 branco peão · b2 branco peão · d2 branco peão · f2 branco peão · g2 branco peão · a1 branco torre · b1 branco cavalo · c1 branco bispo · d1 branco rainha · f1 branco torre · g1 branco rei | a8 preto torre · c8 preto bispo · d8 preto rainha · f8 preto torre · g8 preto rei · c7 preto peão · e7 preto bispo · f7 preto peão · g7 preto peão · h7 preto peão · a6 preto peão · c6 preto cavalo · d6 preto peão · f6 preto cavalo · b5 preto peão · e5 preto peão · e4 branco peão · b3 branco bispo · c3 branco peão · f3 branco cavalo · h3 branco peão · a2 branco peão · b2 branco peão · d2 branco peão · f2 branco peão · g2 branco peão · a1 branco torre · b1 branco cavalo · c1 branco bispo · d1 branco rainha · f1 branco torre · g1 branco rei | a8 preto torre · c8 preto bispo · d8 preto rainha · f8 preto torre · g8 preto rei · c7 preto peão · e7 preto bispo · f7 preto peão · g7 preto peão · h7 preto peão · a6 preto peão · c6 preto cavalo · d6 preto peão · f6 preto cavalo · b5 preto peão · e5 preto peão · e4 branco peão · b3 branco bispo · c3 branco peão · f3 branco cavalo · h3 branco peão · a2 branco peão · b2 branco peão · d2 branco peão · f2 branco peão · g2 branco peão · a1 branco torre · b1 branco cavalo · c1 branco bispo · d1 branco rainha · f1 branco torre · g1 branco rei | a8 preto torre · c8 preto bispo · d8 preto rainha · f8 preto torre · g8 preto rei · c7 preto peão · e7 preto bispo · f7 preto peão · g7 preto peão · h7 preto peão · a6 preto peão · c6 preto cavalo · d6 preto peão · f6 preto cavalo · b5 preto peão · e5 preto peão · e4 branco peão · b3 branco bispo · c3 branco peão · f3 branco cavalo · h3 branco peão · a2 branco peão · b2 branco peão · d2 branco peão · f2 branco peão · g2 branco peão · a1 branco torre · b1 branco cavalo · c1 branco bispo · d1 branco rainha · f1 branco torre · g1 branco rei | a8 preto torre · c8 preto bispo · d8 preto rainha · f8 preto torre · g8 preto rei · c7 preto peão · e7 preto bispo · f7 preto peão · g7 preto peão · h7 preto peão · a6 preto peão · c6 preto cavalo · d6 preto peão · f6 preto cavalo · b5 preto peão · e5 preto peão · e4 branco peão · b3 branco bispo · c3 branco peão · f3 branco cavalo · h3 branco peão · a2 branco peão · b2 branco peão · d2 branco peão · f2 branco peão · g2 branco peão · a1 branco torre · b1 branco cavalo · c1 branco bispo · d1 branco rainha · f1 branco torre · g1 branco rei | 5 |
| 4 | a8 preto torre · c8 preto bispo · d8 preto rainha · f8 preto torre · g8 preto rei · c7 preto peão · e7 preto bispo · f7 preto peão · g7 preto peão · h7 preto peão · a6 preto peão · c6 preto cavalo · d6 preto peão · f6 preto cavalo · b5 preto peão · e5 preto peão · e4 branco peão · b3 branco bispo · c3 branco peão · f3 branco cavalo · h3 branco peão · a2 branco peão · b2 branco peão · d2 branco peão · f2 branco peão · g2 branco peão · a1 branco torre · b1 branco cavalo · c1 branco bispo · d1 branco rainha · f1 branco torre · g1 branco rei | a8 preto torre · c8 preto bispo · d8 preto rainha · f8 preto torre · g8 preto rei · c7 preto peão · e7 preto bispo · f7 preto peão · g7 preto peão · h7 preto peão · a6 preto peão · c6 preto cavalo · d6 preto peão · f6 preto cavalo · b5 preto peão · e5 preto peão · e4 branco peão · b3 branco bispo · c3 branco peão · f3 branco cavalo · h3 branco peão · a2 branco peão · b2 branco peão · d2 branco peão · f2 branco peão · g2 branco peão · a1 branco torre · b1 branco cavalo · c1 branco bispo · d1 branco rainha · f1 branco torre · g1 branco rei | a8 preto torre · c8 preto bispo · d8 preto rainha · f8 preto torre · g8 preto rei · c7 preto peão · e7 preto bispo · f7 preto peão · g7 preto peão · h7 preto peão · a6 preto peão · c6 preto cavalo · d6 preto peão · f6 preto cavalo · b5 preto peão · e5 preto peão · e4 branco peão · b3 branco bispo · c3 branco peão · f3 branco cavalo · h3 branco peão · a2 branco peão · b2 branco peão · d2 branco peão · f2 branco peão · g2 branco peão · a1 branco torre · b1 branco cavalo · c1 branco bispo · d1 branco rainha · f1 branco torre · g1 branco rei | a8 preto torre · c8 preto bispo · d8 preto rainha · f8 preto torre · g8 preto rei · c7 preto peão · e7 preto bispo · f7 preto peão · g7 preto peão · h7 preto peão · a6 preto peão · c6 preto cavalo · d6 preto peão · f6 preto cavalo · b5 preto peão · e5 preto peão · e4 branco peão · b3 branco bispo · c3 branco peão · f3 branco cavalo · h3 branco peão · a2 branco peão · b2 branco peão · d2 branco peão · f2 branco peão · g2 branco peão · a1 branco torre · b1 branco cavalo · c1 branco bispo · d1 branco rainha · f1 branco torre · g1 branco rei | a8 preto torre · c8 preto bispo · d8 preto rainha · f8 preto torre · g8 preto rei · c7 preto peão · e7 preto bispo · f7 preto peão · g7 preto peão · h7 preto peão · a6 preto peão · c6 preto cavalo · d6 preto peão · f6 preto cavalo · b5 preto peão · e5 preto peão · e4 branco peão · b3 branco bispo · c3 branco peão · f3 branco cavalo · h3 branco peão · a2 branco peão · b2 branco peão · d2 branco peão · f2 branco peão · g2 branco peão · a1 branco torre · b1 branco cavalo · c1 branco bispo · d1 branco rainha · f1 branco torre · g1 branco rei | a8 preto torre · c8 preto bispo · d8 preto rainha · f8 preto torre · g8 preto rei · c7 preto peão · e7 preto bispo · f7 preto peão · g7 preto peão · h7 preto peão · a6 preto peão · c6 preto cavalo · d6 preto peão · f6 preto cavalo · b5 preto peão · e5 preto peão · e4 branco peão · b3 branco bispo · c3 branco peão · f3 branco cavalo · h3 branco peão · a2 branco peão · b2 branco peão · d2 branco peão · f2 branco peão · g2 branco peão · a1 branco torre · b1 branco cavalo · c1 branco bispo · d1 branco rainha · f1 branco torre · g1 branco rei | a8 preto torre · c8 preto bispo · d8 preto rainha · f8 preto torre · g8 preto rei · c7 preto peão · e7 preto bispo · f7 preto peão · g7 preto peão · h7 preto peão · a6 preto peão · c6 preto cavalo · d6 preto peão · f6 preto cavalo · b5 preto peão · e5 preto peão · e4 branco peão · b3 branco bispo · c3 branco peão · f3 branco cavalo · h3 branco peão · a2 branco peão · b2 branco peão · d2 branco peão · f2 branco peão · g2 branco peão · a1 branco torre · b1 branco cavalo · c1 branco bispo · d1 branco rainha · f1 branco torre · g1 branco rei | a8 preto torre · c8 preto bispo · d8 preto rainha · f8 preto torre · g8 preto rei · c7 preto peão · e7 preto bispo · f7 preto peão · g7 preto peão · h7 preto peão · a6 preto peão · c6 preto cavalo · d6 preto peão · f6 preto cavalo · b5 preto peão · e5 preto peão · e4 branco peão · b3 branco bispo · c3 branco peão · f3 branco cavalo · h3 branco peão · a2 branco peão · b2 branco peão · d2 branco peão · f2 branco peão · g2 branco peão · a1 branco torre · b1 branco cavalo · c1 branco bispo · d1 branco rainha · f1 branco torre · g1 branco rei | 4 |
| 3 | a8 preto torre · c8 preto bispo · d8 preto rainha · f8 preto torre · g8 preto rei · c7 preto peão · e7 preto bispo · f7 preto peão · g7 preto peão · h7 preto peão · a6 preto peão · c6 preto cavalo · d6 preto peão · f6 preto cavalo · b5 preto peão · e5 preto peão · e4 branco peão · b3 branco bispo · c3 branco peão · f3 branco cavalo · h3 branco peão · a2 branco peão · b2 branco peão · d2 branco peão · f2 branco peão · g2 branco peão · a1 branco torre · b1 branco cavalo · c1 branco bispo · d1 branco rainha · f1 branco torre · g1 branco rei | a8 preto torre · c8 preto bispo · d8 preto rainha · f8 preto torre · g8 preto rei · c7 preto peão · e7 preto bispo · f7 preto peão · g7 preto peão · h7 preto peão · a6 preto peão · c6 preto cavalo · d6 preto peão · f6 preto cavalo · b5 preto peão · e5 preto peão · e4 branco peão · b3 branco bispo · c3 branco peão · f3 branco cavalo · h3 branco peão · a2 branco peão · b2 branco peão · d2 branco peão · f2 branco peão · g2 branco peão · a1 branco torre · b1 branco cavalo · c1 branco bispo · d1 branco rainha · f1 branco torre · g1 branco rei | a8 preto torre · c8 preto bispo · d8 preto rainha · f8 preto torre · g8 preto rei · c7 preto peão · e7 preto bispo · f7 preto peão · g7 preto peão · h7 preto peão · a6 preto peão · c6 preto cavalo · d6 preto peão · f6 preto cavalo · b5 preto peão · e5 preto peão · e4 branco peão · b3 branco bispo · c3 branco peão · f3 branco cavalo · h3 branco peão · a2 branco peão · b2 branco peão · d2 branco peão · f2 branco peão · g2 branco peão · a1 branco torre · b1 branco cavalo · c1 branco bispo · d1 branco rainha · f1 branco torre · g1 branco rei | a8 preto torre · c8 preto bispo · d8 preto rainha · f8 preto torre · g8 preto rei · c7 preto peão · e7 preto bispo · f7 preto peão · g7 preto peão · h7 preto peão · a6 preto peão · c6 preto cavalo · d6 preto peão · f6 preto cavalo · b5 preto peão · e5 preto peão · e4 branco peão · b3 branco bispo · c3 branco peão · f3 branco cavalo · h3 branco peão · a2 branco peão · b2 branco peão · d2 branco peão · f2 branco peão · g2 branco peão · a1 branco torre · b1 branco cavalo · c1 branco bispo · d1 branco rainha · f1 branco torre · g1 branco rei | a8 preto torre · c8 preto bispo · d8 preto rainha · f8 preto torre · g8 preto rei · c7 preto peão · e7 preto bispo · f7 preto peão · g7 preto peão · h7 preto peão · a6 preto peão · c6 preto cavalo · d6 preto peão · f6 preto cavalo · b5 preto peão · e5 preto peão · e4 branco peão · b3 branco bispo · c3 branco peão · f3 branco cavalo · h3 branco peão · a2 branco peão · b2 branco peão · d2 branco peão · f2 branco peão · g2 branco peão · a1 branco torre · b1 branco cavalo · c1 branco bispo · d1 branco rainha · f1 branco torre · g1 branco rei | a8 preto torre · c8 preto bispo · d8 preto rainha · f8 preto torre · g8 preto rei · c7 preto peão · e7 preto bispo · f7 preto peão · g7 preto peão · h7 preto peão · a6 preto peão · c6 preto cavalo · d6 preto peão · f6 preto cavalo · b5 preto peão · e5 preto peão · e4 branco peão · b3 branco bispo · c3 branco peão · f3 branco cavalo · h3 branco peão · a2 branco peão · b2 branco peão · d2 branco peão · f2 branco peão · g2 branco peão · a1 branco torre · b1 branco cavalo · c1 branco bispo · d1 branco rainha · f1 branco torre · g1 branco rei | a8 preto torre · c8 preto bispo · d8 preto rainha · f8 preto torre · g8 preto rei · c7 preto peão · e7 preto bispo · f7 preto peão · g7 preto peão · h7 preto peão · a6 preto peão · c6 preto cavalo · d6 preto peão · f6 preto cavalo · b5 preto peão · e5 preto peão · e4 branco peão · b3 branco bispo · c3 branco peão · f3 branco cavalo · h3 branco peão · a2 branco peão · b2 branco peão · d2 branco peão · f2 branco peão · g2 branco peão · a1 branco torre · b1 branco cavalo · c1 branco bispo · d1 branco rainha · f1 branco torre · g1 branco rei | a8 preto torre · c8 preto bispo · d8 preto rainha · f8 preto torre · g8 preto rei · c7 preto peão · e7 preto bispo · f7 preto peão · g7 preto peão · h7 preto peão · a6 preto peão · c6 preto cavalo · d6 preto peão · f6 preto cavalo · b5 preto peão · e5 preto peão · e4 branco peão · b3 branco bispo · c3 branco peão · f3 branco cavalo · h3 branco peão · a2 branco peão · b2 branco peão · d2 branco peão · f2 branco peão · g2 branco peão · a1 branco torre · b1 branco cavalo · c1 branco bispo · d1 branco rainha · f1 branco torre · g1 branco rei | 3 |
| 2 | a8 preto torre · c8 preto bispo · d8 preto rainha · f8 preto torre · g8 preto rei · c7 preto peão · e7 preto bispo · f7 preto peão · g7 preto peão · h7 preto peão · a6 preto peão · c6 preto cavalo · d6 preto peão · f6 preto cavalo · b5 preto peão · e5 preto peão · e4 branco peão · b3 branco bispo · c3 branco peão · f3 branco cavalo · h3 branco peão · a2 branco peão · b2 branco peão · d2 branco peão · f2 branco peão · g2 branco peão · a1 branco torre · b1 branco cavalo · c1 branco bispo · d1 branco rainha · f1 branco torre · g1 branco rei | a8 preto torre · c8 preto bispo · d8 preto rainha · f8 preto torre · g8 preto rei · c7 preto peão · e7 preto bispo · f7 preto peão · g7 preto peão · h7 preto peão · a6 preto peão · c6 preto cavalo · d6 preto peão · f6 preto cavalo · b5 preto peão · e5 preto peão · e4 branco peão · b3 branco bispo · c3 branco peão · f3 branco cavalo · h3 branco peão · a2 branco peão · b2 branco peão · d2 branco peão · f2 branco peão · g2 branco peão · a1 branco torre · b1 branco cavalo · c1 branco bispo · d1 branco rainha · f1 branco torre · g1 branco rei | a8 preto torre · c8 preto bispo · d8 preto rainha · f8 preto torre · g8 preto rei · c7 preto peão · e7 preto bispo · f7 preto peão · g7 preto peão · h7 preto peão · a6 preto peão · c6 preto cavalo · d6 preto peão · f6 preto cavalo · b5 preto peão · e5 preto peão · e4 branco peão · b3 branco bispo · c3 branco peão · f3 branco cavalo · h3 branco peão · a2 branco peão · b2 branco peão · d2 branco peão · f2 branco peão · g2 branco peão · a1 branco torre · b1 branco cavalo · c1 branco bispo · d1 branco rainha · f1 branco torre · g1 branco rei | a8 preto torre · c8 preto bispo · d8 preto rainha · f8 preto torre · g8 preto rei · c7 preto peão · e7 preto bispo · f7 preto peão · g7 preto peão · h7 preto peão · a6 preto peão · c6 preto cavalo · d6 preto peão · f6 preto cavalo · b5 preto peão · e5 preto peão · e4 branco peão · b3 branco bispo · c3 branco peão · f3 branco cavalo · h3 branco peão · a2 branco peão · b2 branco peão · d2 branco peão · f2 branco peão · g2 branco peão · a1 branco torre · b1 branco cavalo · c1 branco bispo · d1 branco rainha · f1 branco torre · g1 branco rei | a8 preto torre · c8 preto bispo · d8 preto rainha · f8 preto torre · g8 preto rei · c7 preto peão · e7 preto bispo · f7 preto peão · g7 preto peão · h7 preto peão · a6 preto peão · c6 preto cavalo · d6 preto peão · f6 preto cavalo · b5 preto peão · e5 preto peão · e4 branco peão · b3 branco bispo · c3 branco peão · f3 branco cavalo · h3 branco peão · a2 branco peão · b2 branco peão · d2 branco peão · f2 branco peão · g2 branco peão · a1 branco torre · b1 branco cavalo · c1 branco bispo · d1 branco rainha · f1 branco torre · g1 branco rei | a8 preto torre · c8 preto bispo · d8 preto rainha · f8 preto torre · g8 preto rei · c7 preto peão · e7 preto bispo · f7 preto peão · g7 preto peão · h7 preto peão · a6 preto peão · c6 preto cavalo · d6 preto peão · f6 preto cavalo · b5 preto peão · e5 preto peão · e4 branco peão · b3 branco bispo · c3 branco peão · f3 branco cavalo · h3 branco peão · a2 branco peão · b2 branco peão · d2 branco peão · f2 branco peão · g2 branco peão · a1 branco torre · b1 branco cavalo · c1 branco bispo · d1 branco rainha · f1 branco torre · g1 branco rei | a8 preto torre · c8 preto bispo · d8 preto rainha · f8 preto torre · g8 preto rei · c7 preto peão · e7 preto bispo · f7 preto peão · g7 preto peão · h7 preto peão · a6 preto peão · c6 preto cavalo · d6 preto peão · f6 preto cavalo · b5 preto peão · e5 preto peão · e4 branco peão · b3 branco bispo · c3 branco peão · f3 branco cavalo · h3 branco peão · a2 branco peão · b2 branco peão · d2 branco peão · f2 branco peão · g2 branco peão · a1 branco torre · b1 branco cavalo · c1 branco bispo · d1 branco rainha · f1 branco torre · g1 branco rei | a8 preto torre · c8 preto bispo · d8 preto rainha · f8 preto torre · g8 preto rei · c7 preto peão · e7 preto bispo · f7 preto peão · g7 preto peão · h7 preto peão · a6 preto peão · c6 preto cavalo · d6 preto peão · f6 preto cavalo · b5 preto peão · e5 preto peão · e4 branco peão · b3 branco bispo · c3 branco peão · f3 branco cavalo · h3 branco peão · a2 branco peão · b2 branco peão · d2 branco peão · f2 branco peão · g2 branco peão · a1 branco torre · b1 branco cavalo · c1 branco bispo · d1 branco rainha · f1 branco torre · g1 branco rei | 2 |
| 1 | a8 preto torre · c8 preto bispo · d8 preto rainha · f8 preto torre · g8 preto rei · c7 preto peão · e7 preto bispo · f7 preto peão · g7 preto peão · h7 preto peão · a6 preto peão · c6 preto cavalo · d6 preto peão · f6 preto cavalo · b5 preto peão · e5 preto peão · e4 branco peão · b3 branco bispo · c3 branco peão · f3 branco cavalo · h3 branco peão · a2 branco peão · b2 branco peão · d2 branco peão · f2 branco peão · g2 branco peão · a1 branco torre · b1 branco cavalo · c1 branco bispo · d1 branco rainha · f1 branco torre · g1 branco rei | a8 preto torre · c8 preto bispo · d8 preto rainha · f8 preto torre · g8 preto rei · c7 preto peão · e7 preto bispo · f7 preto peão · g7 preto peão · h7 preto peão · a6 preto peão · c6 preto cavalo · d6 preto peão · f6 preto cavalo · b5 preto peão · e5 preto peão · e4 branco peão · b3 branco bispo · c3 branco peão · f3 branco cavalo · h3 branco peão · a2 branco peão · b2 branco peão · d2 branco peão · f2 branco peão · g2 branco peão · a1 branco torre · b1 branco cavalo · c1 branco bispo · d1 branco rainha · f1 branco torre · g1 branco rei | a8 preto torre · c8 preto bispo · d8 preto rainha · f8 preto torre · g8 preto rei · c7 preto peão · e7 preto bispo · f7 preto peão · g7 preto peão · h7 preto peão · a6 preto peão · c6 preto cavalo · d6 preto peão · f6 preto cavalo · b5 preto peão · e5 preto peão · e4 branco peão · b3 branco bispo · c3 branco peão · f3 branco cavalo · h3 branco peão · a2 branco peão · b2 branco peão · d2 branco peão · f2 branco peão · g2 branco peão · a1 branco torre · b1 branco cavalo · c1 branco bispo · d1 branco rainha · f1 branco torre · g1 branco rei | a8 preto torre · c8 preto bispo · d8 preto rainha · f8 preto torre · g8 preto rei · c7 preto peão · e7 preto bispo · f7 preto peão · g7 preto peão · h7 preto peão · a6 preto peão · c6 preto cavalo · d6 preto peão · f6 preto cavalo · b5 preto peão · e5 preto peão · e4 branco peão · b3 branco bispo · c3 branco peão · f3 branco cavalo · h3 branco peão · a2 branco peão · b2 branco peão · d2 branco peão · f2 branco peão · g2 branco peão · a1 branco torre · b1 branco cavalo · c1 branco bispo · d1 branco rainha · f1 branco torre · g1 branco rei | a8 preto torre · c8 preto bispo · d8 preto rainha · f8 preto torre · g8 preto rei · c7 preto peão · e7 preto bispo · f7 preto peão · g7 preto peão · h7 preto peão · a6 preto peão · c6 preto cavalo · d6 preto peão · f6 preto cavalo · b5 preto peão · e5 preto peão · e4 branco peão · b3 branco bispo · c3 branco peão · f3 branco cavalo · h3 branco peão · a2 branco peão · b2 branco peão · d2 branco peão · f2 branco peão · g2 branco peão · a1 branco torre · b1 branco cavalo · c1 branco bispo · d1 branco rainha · f1 branco torre · g1 branco rei | a8 preto torre · c8 preto bispo · d8 preto rainha · f8 preto torre · g8 preto rei · c7 preto peão · e7 preto bispo · f7 preto peão · g7 preto peão · h7 preto peão · a6 preto peão · c6 preto cavalo · d6 preto peão · f6 preto cavalo · b5 preto peão · e5 preto peão · e4 branco peão · b3 branco bispo · c3 branco peão · f3 branco cavalo · h3 branco peão · a2 branco peão · b2 branco peão · d2 branco peão · f2 branco peão · g2 branco peão · a1 branco torre · b1 branco cavalo · c1 branco bispo · d1 branco rainha · f1 branco torre · g1 branco rei | a8 preto torre · c8 preto bispo · d8 preto rainha · f8 preto torre · g8 preto rei · c7 preto peão · e7 preto bispo · f7 preto peão · g7 preto peão · h7 preto peão · a6 preto peão · c6 preto cavalo · d6 preto peão · f6 preto cavalo · b5 preto peão · e5 preto peão · e4 branco peão · b3 branco bispo · c3 branco peão · f3 branco cavalo · h3 branco peão · a2 branco peão · b2 branco peão · d2 branco peão · f2 branco peão · g2 branco peão · a1 branco torre · b1 branco cavalo · c1 branco bispo · d1 branco rainha · f1 branco torre · g1 branco rei | a8 preto torre · c8 preto bispo · d8 preto rainha · f8 preto torre · g8 preto rei · c7 preto peão · e7 preto bispo · f7 preto peão · g7 preto peão · h7 preto peão · a6 preto peão · c6 preto cavalo · d6 preto peão · f6 preto cavalo · b5 preto peão · e5 preto peão · e4 branco peão · b3 branco bispo · c3 branco peão · f3 branco cavalo · h3 branco peão · a2 branco peão · b2 branco peão · d2 branco peão · f2 branco peão · g2 branco peão · a1 branco torre · b1 branco cavalo · c1 branco bispo · d1 branco rainha · f1 branco torre · g1 branco rei | 1 |
| | a | b | c | d | e | f | g | h |   |

1.e4 e5  2.♘f3 ♘c6  3.♗b5 a6 4.♗a4 ♘f6 5.0-0 ♗e7 6.♖e1 b5 7.♗b3 d6 8. c3 0-0 9.h3
O domínio de d4 é um ponto fundamental da batalha que se inicia a partir daqui. As continuações dessa linha a partir desse ponto são variantes específicas muito conhecidas, entre elas a Defesa Chigorin (9 ... ♘a5 10. ♗e2 c5 11. d4 ♕c7), a variante Chigorin Moderna (11... cxd4 12.cxd4 exd4), Defesa Keres (11...♘d7), Defesa Breyer (9... ♘b8) e a Variante Zaitsev (9...♗b7). 

### Contra-Ataque Marshall
| \| \| a \| b \| c \| d \| e \| f \| g \| h \| \| \| 8 \| a8 preto torre · c8 preto bispo · d8 preto rainha · f8 preto torre · g8 preto rei · c7 preto peão · e7 preto bispo · f7 preto peão · g7 preto peão · h7 preto peão · a6 preto peão · c6 preto cavalo · f6 preto cavalo · b5 preto peão · d5 branco peão · e5 preto peão · b3 branco bispo · c3 branco peão · f3 branco cavalo · a2 branco peão · b2 branco peão · d2 branco peão · f2 branco peão · g2 branco peão · h2 branco peão · a1 branco torre · b1 branco cavalo · c1 branco bispo · d1 branco rainha · e1 branco torre · g1 branco rei \| a8 preto torre · c8 preto bispo · d8 preto rainha · f8 preto torre · g8 preto rei · c7 preto peão · e7 preto bispo · f7 preto peão · g7 preto peão · h7 preto peão · a6 preto peão · c6 preto cavalo · f6 preto cavalo · b5 preto peão · d5 branco peão · e5 preto peão · b3 branco bispo · c3 branco peão · f3 branco cavalo · a2 branco peão · b2 branco peão · d2 branco peão · f2 branco peão · g2 branco peão · h2 branco peão · a1 branco torre · b1 branco cavalo · c1 branco bispo · d1 branco rainha · e1 branco torre · g1 branco rei \| a8 preto torre · c8 preto bispo · d8 preto rainha · f8 preto torre · g8 preto rei · c7 preto peão · e7 preto bispo · f7 preto peão · g7 preto peão · h7 preto peão · a6 preto peão · c6 preto cavalo · f6 preto cavalo · b5 preto peão · d5 branco peão · e5 preto peão · b3 branco bispo · c3 branco peão · f3 branco cavalo · a2 branco peão · b2 branco peão · d2 branco peão · f2 branco peão · g2 branco peão · h2 branco peão · a1 branco torre · b1 branco cavalo · c1 branco bispo · d1 branco rainha · e1 branco torre · g1 branco rei \| a8 preto torre · c8 preto bispo · d8 preto rainha · f8 preto torre · g8 preto rei · c7 preto peão · e7 preto bispo · f7 preto peão · g7 preto peão · h7 preto peão · a6 preto peão · c6 preto cavalo · f6 preto cavalo · b5 preto peão · d5 branco peão · e5 preto peão · b3 branco bispo · c3 branco peão · f3 branco cavalo · a2 branco peão · b2 branco peão · d2 branco peão · f2 branco peão · g2 branco peão · h2 branco peão · a1 branco torre · b1 branco cavalo · c1 branco bispo · d1 branco rainha · e1 branco torre · g1 branco rei \| a8 preto torre · c8 preto bispo · d8 preto rainha · f8 preto torre · g8 preto rei · c7 preto peão · e7 preto bispo · f7 preto peão · g7 preto peão · h7 preto peão · a6 preto peão · c6 preto cavalo · f6 preto cavalo · b5 preto peão · d5 branco peão · e5 preto peão · b3 branco bispo · c3 branco peão · f3 branco cavalo · a2 branco peão · b2 branco peão · d2 branco peão · f2 branco peão · g2 branco peão · h2 branco peão · a1 branco torre · b1 branco cavalo · c1 branco bispo · d1 branco rainha · e1 branco torre · g1 branco rei \| a8 preto torre · c8 preto bispo · d8 preto rainha · f8 preto torre · g8 preto rei · c7 preto peão · e7 preto bispo · f7 preto peão · g7 preto peão · h7 preto peão · a6 preto peão · c6 preto cavalo · f6 preto cavalo · b5 preto peão · d5 branco peão · e5 preto peão · b3 branco bispo · c3 branco peão · f3 branco cavalo · a2 branco peão · b2 branco peão · d2 branco peão · f2 branco peão · g2 branco peão · h2 branco peão · a1 branco torre · b1 branco cavalo · c1 branco bispo · d1 branco rainha · e1 branco torre · g1 branco rei \| a8 preto torre · c8 preto bispo · d8 preto rainha · f8 preto torre · g8 preto rei · c7 preto peão · e7 preto bispo · f7 preto peão · g7 preto peão · h7 preto peão · a6 preto peão · c6 preto cavalo · f6 preto cavalo · b5 preto peão · d5 branco peão · e5 preto peão · b3 branco bispo · c3 branco peão · f3 branco cavalo · a2 branco peão · b2 branco peão · d2 branco peão · f2 branco peão · g2 branco peão · h2 branco peão · a1 branco torre · b1 branco cavalo · c1 branco bispo · d1 branco rainha · e1 branco torre · g1 branco rei \| a8 preto torre · c8 preto bispo · d8 preto rainha · f8 preto torre · g8 preto rei · c7 preto peão · e7 preto bispo · f7 preto peão · g7 preto peão · h7 preto peão · a6 preto peão · c6 preto cavalo · f6 preto cavalo · b5 preto peão · d5 branco peão · e5 preto peão · b3 branco bispo · c3 branco peão · f3 branco cavalo · a2 branco peão · b2 branco peão · d2 branco peão · f2 branco peão · g2 branco peão · h2 branco peão · a1 branco torre · b1 branco cavalo · c1 branco bispo · d1 branco rainha · e1 branco torre · g1 branco rei \| 8 \| \| 7 \| a8 preto torre · c8 preto bispo · d8 preto rainha · f8 preto torre · g8 preto rei · c7 preto peão · e7 preto bispo · f7 preto peão · g7 preto peão · h7 preto peão · a6 preto peão · c6 preto cavalo · f6 preto cavalo · b5 preto peão · d5 branco peão · e5 preto peão · b3 branco bispo · c3 branco peão · f3 branco cavalo · a2 branco peão · b2 branco peão · d2 branco peão · f2 branco peão · g2 branco peão · h2 branco peão · a1 branco torre · b1 branco cavalo · c1 branco bispo · d1 branco rainha · e1 branco torre · g1 branco rei \| a8 preto torre · c8 preto bispo · d8 preto rainha · f8 preto torre · g8 preto rei · c7 preto peão · e7 preto bispo · f7 preto peão · g7 preto peão · h7 preto peão · a6 preto peão · c6 preto cavalo · f6 preto cavalo · b5 preto peão · d5 branco peão · e5 preto peão · b3 branco bispo · c3 branco peão · f3 branco cavalo · a2 branco peão · b2 branco peão · d2 branco peão · f2 branco peão · g2 branco peão · h2 branco peão · a1 branco torre · b1 branco cavalo · c1 branco bispo · d1 branco rainha · e1 branco torre · g1 branco rei \| a8 preto torre · c8 preto bispo · d8 preto rainha · f8 preto torre · g8 preto rei · c7 preto peão · e7 preto bispo · f7 preto peão · g7 preto peão · h7 preto peão · a6 preto peão · c6 preto cavalo · f6 preto cavalo · b5 preto peão · d5 branco peão · e5 preto peão · b3 branco bispo · c3 branco peão · f3 branco cavalo · a2 branco peão · b2 branco peão · d2 branco peão · f2 branco peão · g2 branco peão · h2 branco peão · a1 branco torre · b1 branco cavalo · c1 branco bispo · d1 branco rainha · e1 branco torre · g1 branco rei \| a8 preto torre · c8 preto bispo · d8 preto rainha · f8 preto torre · g8 preto rei · c7 preto peão · e7 preto bispo · f7 preto peão · g7 preto peão · h7 preto peão · a6 preto peão · c6 preto cavalo · f6 preto cavalo · b5 preto peão · d5 branco peão · e5 preto peão · b3 branco bispo · c3 branco peão · f3 branco cavalo · a2 branco peão · b2 branco peão · d2 branco peão · f2 branco peão · g2 branco peão · h2 branco peão · a1 branco torre · b1 branco cavalo · c1 branco bispo · d1 branco rainha · e1 branco torre · g1 branco rei \| a8 preto torre · c8 preto bispo · d8 preto rainha · f8 preto torre · g8 preto rei · c7 preto peão · e7 preto bispo · f7 preto peão · g7 preto peão · h7 preto peão · a6 preto peão · c6 preto cavalo · f6 preto cavalo · b5 preto peão · d5 branco peão · e5 preto peão · b3 branco bispo · c3 branco peão · f3 branco cavalo · a2 branco peão · b2 branco peão · d2 branco peão · f2 branco peão · g2 branco peão · h2 branco peão · a1 branco torre · b1 branco cavalo · c1 branco bispo · d1 branco rainha · e1 branco torre · g1 branco rei \| a8 preto torre · c8 preto bispo · d8 preto rainha · f8 preto torre · g8 preto rei · c7 preto peão · e7 preto bispo · f7 preto peão · g7 preto peão · h7 preto peão · a6 preto peão · c6 preto cavalo · f6 preto cavalo · b5 preto peão · d5 branco peão · e5 preto peão · b3 branco bispo · c3 branco peão · f3 branco cavalo · a2 branco peão · b2 branco peão · d2 branco peão · f2 branco peão · g2 branco peão · h2 branco peão · a1 branco torre · b1 branco cavalo · c1 branco bispo · d1 branco rainha · e1 branco torre · g1 branco rei \| a8 preto torre · c8 preto bispo · d8 preto rainha · f8 preto torre · g8 preto rei · c7 preto peão · e7 preto bispo · f7 preto peão · g7 preto peão · h7 preto peão · a6 preto peão · c6 preto cavalo · f6 preto cavalo · b5 preto peão · d5 branco peão · e5 preto peão · b3 branco bispo · c3 branco peão · f3 branco cavalo · a2 branco peão · b2 branco peão · d2 branco peão · f2 branco peão · g2 branco peão · h2 branco peão · a1 branco torre · b1 branco cavalo · c1 branco bispo · d1 branco rainha · e1 branco torre · g1 branco rei \| a8 preto torre · c8 preto bispo · d8 preto rainha · f8 preto torre · g8 preto rei · c7 preto peão · e7 preto bispo · f7 preto peão · g7 preto peão · h7 preto peão · a6 preto peão · c6 preto cavalo · f6 preto cavalo · b5 preto peão · d5 branco peão · e5 preto peão · b3 branco bispo · c3 branco peão · f3 branco cavalo · a2 branco peão · b2 branco peão · d2 branco peão · f2 branco peão · g2 branco peão · h2 branco peão · a1 branco torre · b1 branco cavalo · c1 branco bispo · d1 branco rainha · e1 branco torre · g1 branco rei \| 7 \| \| 6 \| a8 preto torre · c8 preto bispo · d8 preto rainha · f8 preto torre · g8 preto rei · c7 preto peão · e7 preto bispo · f7 preto peão · g7 preto peão · h7 preto peão · a6 preto peão · c6 preto cavalo · f6 preto cavalo · b5 preto peão · d5 branco peão · e5 preto peão · b3 branco bispo · c3 branco peão · f3 branco cavalo · a2 branco peão · b2 branco peão · d2 branco peão · f2 branco peão · g2 branco peão · h2 branco peão · a1 branco torre · b1 branco cavalo · c1 branco bispo · d1 branco rainha · e1 branco torre · g1 branco rei \| a8 preto torre · c8 preto bispo · d8 preto rainha · f8 preto torre · g8 preto rei · c7 preto peão · e7 preto bispo · f7 preto peão · g7 preto peão · h7 preto peão · a6 preto peão · c6 preto cavalo · f6 preto cavalo · b5 preto peão · d5 branco peão · e5 preto peão · b3 branco bispo · c3 branco peão · f3 branco cavalo · a2 branco peão · b2 branco peão · d2 branco peão · f2 branco peão · g2 branco peão · h2 branco peão · a1 branco torre · b1 branco cavalo · c1 branco bispo · d1 branco rainha · e1 branco torre · g1 branco rei \| a8 preto torre · c8 preto bispo · d8 preto rainha · f8 preto torre · g8 preto rei · c7 preto peão · e7 preto bispo · f7 preto peão · g7 preto peão · h7 preto peão · a6 preto peão · c6 preto cavalo · f6 preto cavalo · b5 preto peão · d5 branco peão · e5 preto peão · b3 branco bispo · c3 branco peão · f3 branco cavalo · a2 branco peão · b2 branco peão · d2 branco peão · f2 branco peão · g2 branco peão · h2 branco peão · a1 branco torre · b1 branco cavalo · c1 branco bispo · d1 branco rainha · e1 branco torre · g1 branco rei \| a8 preto torre · c8 preto bispo · d8 preto rainha · f8 preto torre · g8 preto rei · c7 preto peão · e7 preto bispo · f7 preto peão · g7 preto peão · h7 preto peão · a6 preto peão · c6 preto cavalo · f6 preto cavalo · b5 preto peão · d5 branco peão · e5 preto peão · b3 branco bispo · c3 branco peão · f3 branco cavalo · a2 branco peão · b2 branco peão · d2 branco peão · f2 branco peão · g2 branco peão · h2 branco peão · a1 branco torre · b1 branco cavalo · c1 branco bispo · d1 branco rainha · e1 branco torre · g1 branco rei \| a8 preto torre · c8 preto bispo · d8 preto rainha · f8 preto torre · g8 preto rei · c7 preto peão · e7 preto bispo · f7 preto peão · g7 preto peão · h7 preto peão · a6 preto peão · c6 preto cavalo · f6 preto cavalo · b5 preto peão · d5 branco peão · e5 preto peão · b3 branco bispo · c3 branco peão · f3 branco cavalo · a2 branco peão · b2 branco peão · d2 branco peão · f2 branco peão · g2 branco peão · h2 branco peão · a1 branco torre · b1 branco cavalo · c1 branco bispo · d1 branco rainha · e1 branco torre · g1 branco rei \| a8 preto torre · c8 preto bispo · d8 preto rainha · f8 preto torre · g8 preto rei · c7 preto peão · e7 preto bispo · f7 preto peão · g7 preto peão · h7 preto peão · a6 preto peão · c6 preto cavalo · f6 preto cavalo · b5 preto peão · d5 branco peão · e5 preto peão · b3 branco bispo · c3 branco peão · f3 branco cavalo · a2 branco peão · b2 branco peão · d2 branco peão · f2 branco peão · g2 branco peão · h2 branco peão · a1 branco torre · b1 branco cavalo · c1 branco bispo · d1 branco rainha · e1 branco torre · g1 branco rei \| a8 preto torre · c8 preto bispo · d8 preto rainha · f8 preto torre · g8 preto rei · c7 preto peão · e7 preto bispo · f7 preto peão · g7 preto peão · h7 preto peão · a6 preto peão · c6 preto cavalo · f6 preto cavalo · b5 preto peão · d5 branco peão · e5 preto peão · b3 branco bispo · c3 branco peão · f3 branco cavalo · a2 branco peão · b2 branco peão · d2 branco peão · f2 branco peão · g2 branco peão · h2 branco peão · a1 branco torre · b1 branco cavalo · c1 branco bispo · d1 branco rainha · e1 branco torre · g1 branco rei \| a8 preto torre · c8 preto bispo · d8 preto rainha · f8 preto torre · g8 preto rei · c7 preto peão · e7 preto bispo · f7 preto peão · g7 preto peão · h7 preto peão · a6 preto peão · c6 preto cavalo · f6 preto cavalo · b5 preto peão · d5 branco peão · e5 preto peão · b3 branco bispo · c3 branco peão · f3 branco cavalo · a2 branco peão · b2 branco peão · d2 branco peão · f2 branco peão · g2 branco peão · h2 branco peão · a1 branco torre · b1 branco cavalo · c1 branco bispo · d1 branco rainha · e1 branco torre · g1 branco rei \| 6 \| \| 5 \| a8 preto torre · c8 preto bispo · d8 preto rainha · f8 preto torre · g8 preto rei · c7 preto peão · e7 preto bispo · f7 preto peão · g7 preto peão · h7 preto peão · a6 preto peão · c6 preto cavalo · f6 preto cavalo · b5 preto peão · d5 branco peão · e5 preto peão · b3 branco bispo · c3 branco peão · f3 branco cavalo · a2 branco peão · b2 branco peão · d2 branco peão · f2 branco peão · g2 branco peão · h2 branco peão · a1 branco torre · b1 branco cavalo · c1 branco bispo · d1 branco rainha · e1 branco torre · g1 branco rei \| a8 preto torre · c8 preto bispo · d8 preto rainha · f8 preto torre · g8 preto rei · c7 preto peão · e7 preto bispo · f7 preto peão · g7 preto peão · h7 preto peão · a6 preto peão · c6 preto cavalo · f6 preto cavalo · b5 preto peão · d5 branco peão · e5 preto peão · b3 branco bispo · c3 branco peão · f3 branco cavalo · a2 branco peão · b2 branco peão · d2 branco peão · f2 branco peão · g2 branco peão · h2 branco peão · a1 branco torre · b1 branco cavalo · c1 branco bispo · d1 branco rainha · e1 branco torre · g1 branco rei \| a8 preto torre · c8 preto bispo · d8 preto rainha · f8 preto torre · g8 preto rei · c7 preto peão · e7 preto bispo · f7 preto peão · g7 preto peão · h7 preto peão · a6 preto peão · c6 preto cavalo · f6 preto cavalo · b5 preto peão · d5 branco peão · e5 preto peão · b3 branco bispo · c3 branco peão · f3 branco cavalo · a2 branco peão · b2 branco peão · d2 branco peão · f2 branco peão · g2 branco peão · h2 branco peão · a1 branco torre · b1 branco cavalo · c1 branco bispo · d1 branco rainha · e1 branco torre · g1 branco rei \| a8 preto torre · c8 preto bispo · d8 preto rainha · f8 preto torre · g8 preto rei · c7 preto peão · e7 preto bispo · f7 preto peão · g7 preto peão · h7 preto peão · a6 preto peão · c6 preto cavalo · f6 preto cavalo · b5 preto peão · d5 branco peão · e5 preto peão · b3 branco bispo · c3 branco peão · f3 branco cavalo · a2 branco peão · b2 branco peão · d2 branco peão · f2 branco peão · g2 branco peão · h2 branco peão · a1 branco torre · b1 branco cavalo · c1 branco bispo · d1 branco rainha · e1 branco torre · g1 branco rei \| a8 preto torre · c8 preto bispo · d8 preto rainha · f8 preto torre · g8 preto rei · c7 preto peão · e7 preto bispo · f7 preto peão · g7 preto peão · h7 preto peão · a6 preto peão · c6 preto cavalo · f6 preto cavalo · b5 preto peão · d5 branco peão · e5 preto peão · b3 branco bispo · c3 branco peão · f3 branco cavalo · a2 branco peão · b2 branco peão · d2 branco peão · f2 branco peão · g2 branco peão · h2 branco peão · a1 branco torre · b1 branco cavalo · c1 branco bispo · d1 branco rainha · e1 branco torre · g1 branco rei \| a8 preto torre · c8 preto bispo · d8 preto rainha · f8 preto torre · g8 preto rei · c7 preto peão · e7 preto bispo · f7 preto peão · g7 preto peão · h7 preto peão · a6 preto peão · c6 preto cavalo · f6 preto cavalo · b5 preto peão · d5 branco peão · e5 preto peão · b3 branco bispo · c3 branco peão · f3 branco cavalo · a2 branco peão · b2 branco peão · d2 branco peão · f2 branco peão · g2 branco peão · h2 branco peão · a1 branco torre · b1 branco cavalo · c1 branco bispo · d1 branco rainha · e1 branco torre · g1 branco rei \| a8 preto torre · c8 preto bispo · d8 preto rainha · f8 preto torre · g8 preto rei · c7 preto peão · e7 preto bispo · f7 preto peão · g7 preto peão · h7 preto peão · a6 preto peão · c6 preto cavalo · f6 preto cavalo · b5 preto peão · d5 branco peão · e5 preto peão · b3 branco bispo · c3 branco peão · f3 branco cavalo · a2 branco peão · b2 branco peão · d2 branco peão · f2 branco peão · g2 branco peão · h2 branco peão · a1 branco torre · b1 branco cavalo · c1 branco bispo · d1 branco rainha · e1 branco torre · g1 branco rei \| a8 preto torre · c8 preto bispo · d8 preto rainha · f8 preto torre · g8 preto rei · c7 preto peão · e7 preto bispo · f7 preto peão · g7 preto peão · h7 preto peão · a6 preto peão · c6 preto cavalo · f6 preto cavalo · b5 preto peão · d5 branco peão · e5 preto peão · b3 branco bispo · c3 branco peão · f3 branco cavalo · a2 branco peão · b2 branco peão · d2 branco peão · f2 branco peão · g2 branco peão · h2 branco peão · a1 branco torre · b1 branco cavalo · c1 branco bispo · d1 branco rainha · e1 branco torre · g1 branco rei \| 5 \| \| 4 \| a8 preto torre · c8 preto bispo · d8 preto rainha · f8 preto torre · g8 preto rei · c7 preto peão · e7 preto bispo · f7 preto peão · g7 preto peão · h7 preto peão · a6 preto peão · c6 preto cavalo · f6 preto cavalo · b5 preto peão · d5 branco peão · e5 preto peão · b3 branco bispo · c3 branco peão · f3 branco cavalo · a2 branco peão · b2 branco peão · d2 branco peão · f2 branco peão · g2 branco peão · h2 branco peão · a1 branco torre · b1 branco cavalo · c1 branco bispo · d1 branco rainha · e1 branco torre · g1 branco rei \| a8 preto torre · c8 preto bispo · d8 preto rainha · f8 preto torre · g8 preto rei · c7 preto peão · e7 preto bispo · f7 preto peão · g7 preto peão · h7 preto peão · a6 preto peão · c6 preto cavalo · f6 preto cavalo · b5 preto peão · d5 branco peão · e5 preto peão · b3 branco bispo · c3 branco peão · f3 branco cavalo · a2 branco peão · b2 branco peão · d2 branco peão · f2 branco peão · g2 branco peão · h2 branco peão · a1 branco torre · b1 branco cavalo · c1 branco bispo · d1 branco rainha · e1 branco torre · g1 branco rei \| a8 preto torre · c8 preto bispo · d8 preto rainha · f8 preto torre · g8 preto rei · c7 preto peão · e7 preto bispo · f7 preto peão · g7 preto peão · h7 preto peão · a6 preto peão · c6 preto cavalo · f6 preto cavalo · b5 preto peão · d5 branco peão · e5 preto peão · b3 branco bispo · c3 branco peão · f3 branco cavalo · a2 branco peão · b2 branco peão · d2 branco peão · f2 branco peão · g2 branco peão · h2 branco peão · a1 branco torre · b1 branco cavalo · c1 branco bispo · d1 branco rainha · e1 branco torre · g1 branco rei \| a8 preto torre · c8 preto bispo · d8 preto rainha · f8 preto torre · g8 preto rei · c7 preto peão · e7 preto bispo · f7 preto peão · g7 preto peão · h7 preto peão · a6 preto peão · c6 preto cavalo · f6 preto cavalo · b5 preto peão · d5 branco peão · e5 preto peão · b3 branco bispo · c3 branco peão · f3 branco cavalo · a2 branco peão · b2 branco peão · d2 branco peão · f2 branco peão · g2 branco peão · h2 branco peão · a1 branco torre · b1 branco cavalo · c1 branco bispo · d1 branco rainha · e1 branco torre · g1 branco rei \| a8 preto torre · c8 preto bispo · d8 preto rainha · f8 preto torre · g8 preto rei · c7 preto peão · e7 preto bispo · f7 preto peão · g7 preto peão · h7 preto peão · a6 preto peão · c6 preto cavalo · f6 preto cavalo · b5 preto peão · d5 branco peão · e5 preto peão · b3 branco bispo · c3 branco peão · f3 branco cavalo · a2 branco peão · b2 branco peão · d2 branco peão · f2 branco peão · g2 branco peão · h2 branco peão · a1 branco torre · b1 branco cavalo · c1 branco bispo · d1 branco rainha · e1 branco torre · g1 branco rei \| a8 preto torre · c8 preto bispo · d8 preto rainha · f8 preto torre · g8 preto rei · c7 preto peão · e7 preto bispo · f7 preto peão · g7 preto peão · h7 preto peão · a6 preto peão · c6 preto cavalo · f6 preto cavalo · b5 preto peão · d5 branco peão · e5 preto peão · b3 branco bispo · c3 branco peão · f3 branco cavalo · a2 branco peão · b2 branco peão · d2 branco peão · f2 branco peão · g2 branco peão · h2 branco peão · a1 branco torre · b1 branco cavalo · c1 branco bispo · d1 branco rainha · e1 branco torre · g1 branco rei \| a8 preto torre · c8 preto bispo · d8 preto rainha · f8 preto torre · g8 preto rei · c7 preto peão · e7 preto bispo · f7 preto peão · g7 preto peão · h7 preto peão · a6 preto peão · c6 preto cavalo · f6 preto cavalo · b5 preto peão · d5 branco peão · e5 preto peão · b3 branco bispo · c3 branco peão · f3 branco cavalo · a2 branco peão · b2 branco peão · d2 branco peão · f2 branco peão · g2 branco peão · h2 branco peão · a1 branco torre · b1 branco cavalo · c1 branco bispo · d1 branco rainha · e1 branco torre · g1 branco rei \| a8 preto torre · c8 preto bispo · d8 preto rainha · f8 preto torre · g8 preto rei · c7 preto peão · e7 preto bispo · f7 preto peão · g7 preto peão · h7 preto peão · a6 preto peão · c6 preto cavalo · f6 preto cavalo · b5 preto peão · d5 branco peão · e5 preto peão · b3 branco bispo · c3 branco peão · f3 branco cavalo · a2 branco peão · b2 branco peão · d2 branco peão · f2 branco peão · g2 branco peão · h2 branco peão · a1 branco torre · b1 branco cavalo · c1 branco bispo · d1 branco rainha · e1 branco torre · g1 branco rei \| 4 \| \| 3 \| a8 preto torre · c8 preto bispo · d8 preto rainha · f8 preto torre · g8 preto rei · c7 preto peão · e7 preto bispo · f7 preto peão · g7 preto peão · h7 preto peão · a6 preto peão · c6 preto cavalo · f6 preto cavalo · b5 preto peão · d5 branco peão · e5 preto peão · b3 branco bispo · c3 branco peão · f3 branco cavalo · a2 branco peão · b2 branco peão · d2 branco peão · f2 branco peão · g2 branco peão · h2 branco peão · a1 branco torre · b1 branco cavalo · c1 branco bispo · d1 branco rainha · e1 branco torre · g1 branco rei \| a8 preto torre · c8 preto bispo · d8 preto rainha · f8 preto torre · g8 preto rei · c7 preto peão · e7 preto bispo · f7 preto peão · g7 preto peão · h7 preto peão · a6 preto peão · c6 preto cavalo · f6 preto cavalo · b5 preto peão · d5 branco peão · e5 preto peão · b3 branco bispo · c3 branco peão · f3 branco cavalo · a2 branco peão · b2 branco peão · d2 branco peão · f2 branco peão · g2 branco peão · h2 branco peão · a1 branco torre · b1 branco cavalo · c1 branco bispo · d1 branco rainha · e1 branco torre · g1 branco rei \| a8 preto torre · c8 preto bispo · d8 preto rainha · f8 preto torre · g8 preto rei · c7 preto peão · e7 preto bispo · f7 preto peão · g7 preto peão · h7 preto peão · a6 preto peão · c6 preto cavalo · f6 preto cavalo · b5 preto peão · d5 branco peão · e5 preto peão · b3 branco bispo · c3 branco peão · f3 branco cavalo · a2 branco peão · b2 branco peão · d2 branco peão · f2 branco peão · g2 branco peão · h2 branco peão · a1 branco torre · b1 branco cavalo · c1 branco bispo · d1 branco rainha · e1 branco torre · g1 branco rei \| a8 preto torre · c8 preto bispo · d8 preto rainha · f8 preto torre · g8 preto rei · c7 preto peão · e7 preto bispo · f7 preto peão · g7 preto peão · h7 preto peão · a6 preto peão · c6 preto cavalo · f6 preto cavalo · b5 preto peão · d5 branco peão · e5 preto peão · b3 branco bispo · c3 branco peão · f3 branco cavalo · a2 branco peão · b2 branco peão · d2 branco peão · f2 branco peão · g2 branco peão · h2 branco peão · a1 branco torre · b1 branco cavalo · c1 branco bispo · d1 branco rainha · e1 branco torre · g1 branco rei \| a8 preto torre · c8 preto bispo · d8 preto rainha · f8 preto torre · g8 preto rei · c7 preto peão · e7 preto bispo · f7 preto peão · g7 preto peão · h7 preto peão · a6 preto peão · c6 preto cavalo · f6 preto cavalo · b5 preto peão · d5 branco peão · e5 preto peão · b3 branco bispo · c3 branco peão · f3 branco cavalo · a2 branco peão · b2 branco peão · d2 branco peão · f2 branco peão · g2 branco peão · h2 branco peão · a1 branco torre · b1 branco cavalo · c1 branco bispo · d1 branco rainha · e1 branco torre · g1 branco rei \| a8 preto torre · c8 preto bispo · d8 preto rainha · f8 preto torre · g8 preto rei · c7 preto peão · e7 preto bispo · f7 preto peão · g7 preto peão · h7 preto peão · a6 preto peão · c6 preto cavalo · f6 preto cavalo · b5 preto peão · d5 branco peão · e5 preto peão · b3 branco bispo · c3 branco peão · f3 branco cavalo · a2 branco peão · b2 branco peão · d2 branco peão · f2 branco peão · g2 branco peão · h2 branco peão · a1 branco torre · b1 branco cavalo · c1 branco bispo · d1 branco rainha · e1 branco torre · g1 branco rei \| a8 preto torre · c8 preto bispo · d8 preto rainha · f8 preto torre · g8 preto rei · c7 preto peão · e7 preto bispo · f7 preto peão · g7 preto peão · h7 preto peão · a6 preto peão · c6 preto cavalo · f6 preto cavalo · b5 preto peão · d5 branco peão · e5 preto peão · b3 branco bispo · c3 branco peão · f3 branco cavalo · a2 branco peão · b2 branco peão · d2 branco peão · f2 branco peão · g2 branco peão · h2 branco peão · a1 branco torre · b1 branco cavalo · c1 branco bispo · d1 branco rainha · e1 branco torre · g1 branco rei \| a8 preto torre · c8 preto bispo · d8 preto rainha · f8 preto torre · g8 preto rei · c7 preto peão · e7 preto bispo · f7 preto peão · g7 preto peão · h7 preto peão · a6 preto peão · c6 preto cavalo · f6 preto cavalo · b5 preto peão · d5 branco peão · e5 preto peão · b3 branco bispo · c3 branco peão · f3 branco cavalo · a2 branco peão · b2 branco peão · d2 branco peão · f2 branco peão · g2 branco peão · h2 branco peão · a1 branco torre · b1 branco cavalo · c1 branco bispo · d1 branco rainha · e1 branco torre · g1 branco rei \| 3 \| \| 2 \| a8 preto torre · c8 preto bispo · d8 preto rainha · f8 preto torre · g8 preto rei · c7 preto peão · e7 preto bispo · f7 preto peão · g7 preto peão · h7 preto peão · a6 preto peão · c6 preto cavalo · f6 preto cavalo · b5 preto peão · d5 branco peão · e5 preto peão · b3 branco bispo · c3 branco peão · f3 branco cavalo · a2 branco peão · b2 branco peão · d2 branco peão · f2 branco peão · g2 branco peão · h2 branco peão · a1 branco torre · b1 branco cavalo · c1 branco bispo · d1 branco rainha · e1 branco torre · g1 branco rei \| a8 preto torre · c8 preto bispo · d8 preto rainha · f8 preto torre · g8 preto rei · c7 preto peão · e7 preto bispo · f7 preto peão · g7 preto peão · h7 preto peão · a6 preto peão · c6 preto cavalo · f6 preto cavalo · b5 preto peão · d5 branco peão · e5 preto peão · b3 branco bispo · c3 branco peão · f3 branco cavalo · a2 branco peão · b2 branco peão · d2 branco peão · f2 branco peão · g2 branco peão · h2 branco peão · a1 branco torre · b1 branco cavalo · c1 branco bispo · d1 branco rainha · e1 branco torre · g1 branco rei \| a8 preto torre · c8 preto bispo · d8 preto rainha · f8 preto torre · g8 preto rei · c7 preto peão · e7 preto bispo · f7 preto peão · g7 preto peão · h7 preto peão · a6 preto peão · c6 preto cavalo · f6 preto cavalo · b5 preto peão · d5 branco peão · e5 preto peão · b3 branco bispo · c3 branco peão · f3 branco cavalo · a2 branco peão · b2 branco peão · d2 branco peão · f2 branco peão · g2 branco peão · h2 branco peão · a1 branco torre · b1 branco cavalo · c1 branco bispo · d1 branco rainha · e1 branco torre · g1 branco rei \| a8 preto torre · c8 preto bispo · d8 preto rainha · f8 preto torre · g8 preto rei · c7 preto peão · e7 preto bispo · f7 preto peão · g7 preto peão · h7 preto peão · a6 preto peão · c6 preto cavalo · f6 preto cavalo · b5 preto peão · d5 branco peão · e5 preto peão · b3 branco bispo · c3 branco peão · f3 branco cavalo · a2 branco peão · b2 branco peão · d2 branco peão · f2 branco peão · g2 branco peão · h2 branco peão · a1 branco torre · b1 branco cavalo · c1 branco bispo · d1 branco rainha · e1 branco torre · g1 branco rei \| a8 preto torre · c8 preto bispo · d8 preto rainha · f8 preto torre · g8 preto rei · c7 preto peão · e7 preto bispo · f7 preto peão · g7 preto peão · h7 preto peão · a6 preto peão · c6 preto cavalo · f6 preto cavalo · b5 preto peão · d5 branco peão · e5 preto peão · b3 branco bispo · c3 branco peão · f3 branco cavalo · a2 branco peão · b2 branco peão · d2 branco peão · f2 branco peão · g2 branco peão · h2 branco peão · a1 branco torre · b1 branco cavalo · c1 branco bispo · d1 branco rainha · e1 branco torre · g1 branco rei \| a8 preto torre · c8 preto bispo · d8 preto rainha · f8 preto torre · g8 preto rei · c7 preto peão · e7 preto bispo · f7 preto peão · g7 preto peão · h7 preto peão · a6 preto peão · c6 preto cavalo · f6 preto cavalo · b5 preto peão · d5 branco peão · e5 preto peão · b3 branco bispo · c3 branco peão · f3 branco cavalo · a2 branco peão · b2 branco peão · d2 branco peão · f2 branco peão · g2 branco peão · h2 branco peão · a1 branco torre · b1 branco cavalo · c1 branco bispo · d1 branco rainha · e1 branco torre · g1 branco rei \| a8 preto torre · c8 preto bispo · d8 preto rainha · f8 preto torre · g8 preto rei · c7 preto peão · e7 preto bispo · f7 preto peão · g7 preto peão · h7 preto peão · a6 preto peão · c6 preto cavalo · f6 preto cavalo · b5 preto peão · d5 branco peão · e5 preto peão · b3 branco bispo · c3 branco peão · f3 branco cavalo · a2 branco peão · b2 branco peão · d2 branco peão · f2 branco peão · g2 branco peão · h2 branco peão · a1 branco torre · b1 branco cavalo · c1 branco bispo · d1 branco rainha · e1 branco torre · g1 branco rei \| a8 preto torre · c8 preto bispo · d8 preto rainha · f8 preto torre · g8 preto rei · c7 preto peão · e7 preto bispo · f7 preto peão · g7 preto peão · h7 preto peão · a6 preto peão · c6 preto cavalo · f6 preto cavalo · b5 preto peão · d5 branco peão · e5 preto peão · b3 branco bispo · c3 branco peão · f3 branco cavalo · a2 branco peão · b2 branco peão · d2 branco peão · f2 branco peão · g2 branco peão · h2 branco peão · a1 branco torre · b1 branco cavalo · c1 branco bispo · d1 branco rainha · e1 branco torre · g1 branco rei \| 2 \| \| 1 \| a8 preto torre · c8 preto bispo · d8 preto rainha · f8 preto torre · g8 preto rei · c7 preto peão · e7 preto bispo · f7 preto peão · g7 preto peão · h7 preto peão · a6 preto peão · c6 preto cavalo · f6 preto cavalo · b5 preto peão · d5 branco peão · e5 preto peão · b3 branco bispo · c3 branco peão · f3 branco cavalo · a2 branco peão · b2 branco peão · d2 branco peão · f2 branco peão · g2 branco peão · h2 branco peão · a1 branco torre · b1 branco cavalo · c1 branco bispo · d1 branco rainha · e1 branco torre · g1 branco rei \| a8 preto torre · c8 preto bispo · d8 preto rainha · f8 preto torre · g8 preto rei · c7 preto peão · e7 preto bispo · f7 preto peão · g7 preto peão · h7 preto peão · a6 preto peão · c6 preto cavalo · f6 preto cavalo · b5 preto peão · d5 branco peão · e5 preto peão · b3 branco bispo · c3 branco peão · f3 branco cavalo · a2 branco peão · b2 branco peão · d2 branco peão · f2 branco peão · g2 branco peão · h2 branco peão · a1 branco torre · b1 branco cavalo · c1 branco bispo · d1 branco rainha · e1 branco torre · g1 branco rei \| a8 preto torre · c8 preto bispo · d8 preto rainha · f8 preto torre · g8 preto rei · c7 preto peão · e7 preto bispo · f7 preto peão · g7 preto peão · h7 preto peão · a6 preto peão · c6 preto cavalo · f6 preto cavalo · b5 preto peão · d5 branco peão · e5 preto peão · b3 branco bispo · c3 branco peão · f3 branco cavalo · a2 branco peão · b2 branco peão · d2 branco peão · f2 branco peão · g2 branco peão · h2 branco peão · a1 branco torre · b1 branco cavalo · c1 branco bispo · d1 branco rainha · e1 branco torre · g1 branco rei \| a8 preto torre · c8 preto bispo · d8 preto rainha · f8 preto torre · g8 preto rei · c7 preto peão · e7 preto bispo · f7 preto peão · g7 preto peão · h7 preto peão · a6 preto peão · c6 preto cavalo · f6 preto cavalo · b5 preto peão · d5 branco peão · e5 preto peão · b3 branco bispo · c3 branco peão · f3 branco cavalo · a2 branco peão · b2 branco peão · d2 branco peão · f2 branco peão · g2 branco peão · h2 branco peão · a1 branco torre · b1 branco cavalo · c1 branco bispo · d1 branco rainha · e1 branco torre · g1 branco rei \| a8 preto torre · c8 preto bispo · d8 preto rainha · f8 preto torre · g8 preto rei · c7 preto peão · e7 preto bispo · f7 preto peão · g7 preto peão · h7 preto peão · a6 preto peão · c6 preto cavalo · f6 preto cavalo · b5 preto peão · d5 branco peão · e5 preto peão · b3 branco bispo · c3 branco peão · f3 branco cavalo · a2 branco peão · b2 branco peão · d2 branco peão · f2 branco peão · g2 branco peão · h2 branco peão · a1 branco torre · b1 branco cavalo · c1 branco bispo · d1 branco rainha · e1 branco torre · g1 branco rei \| a8 preto torre · c8 preto bispo · d8 preto rainha · f8 preto torre · g8 preto rei · c7 preto peão · e7 preto bispo · f7 preto peão · g7 preto peão · h7 preto peão · a6 preto peão · c6 preto cavalo · f6 preto cavalo · b5 preto peão · d5 branco peão · e5 preto peão · b3 branco bispo · c3 branco peão · f3 branco cavalo · a2 branco peão · b2 branco peão · d2 branco peão · f2 branco peão · g2 branco peão · h2 branco peão · a1 branco torre · b1 branco cavalo · c1 branco bispo · d1 branco rainha · e1 branco torre · g1 branco rei \| a8 preto torre · c8 preto bispo · d8 preto rainha · f8 preto torre · g8 preto rei · c7 preto peão · e7 preto bispo · f7 preto peão · g7 preto peão · h7 preto peão · a6 preto peão · c6 preto cavalo · f6 preto cavalo · b5 preto peão · d5 branco peão · e5 preto peão · b3 branco bispo · c3 branco peão · f3 branco cavalo · a2 branco peão · b2 branco peão · d2 branco peão · f2 branco peão · g2 branco peão · h2 branco peão · a1 branco torre · b1 branco cavalo · c1 branco bispo · d1 branco rainha · e1 branco torre · g1 branco rei \| a8 preto torre · c8 preto bispo · d8 preto rainha · f8 preto torre · g8 preto rei · c7 preto peão · e7 preto bispo · f7 preto peão · g7 preto peão · h7 preto peão · a6 preto peão · c6 preto cavalo · f6 preto cavalo · b5 preto peão · d5 branco peão · e5 preto peão · b3 branco bispo · c3 branco peão · f3 branco cavalo · a2 branco peão · b2 branco peão · d2 branco peão · f2 branco peão · g2 branco peão · h2 branco peão · a1 branco torre · b1 branco cavalo · c1 branco bispo · d1 branco rainha · e1 branco torre · g1 branco rei \| 1 \| \| \| a \| b \| c \| d \| e \| f \| g \| h \| \| Contra-ataque Marshall - após 9.exd. | | | | | | | | |   |
| | a | b | c | d | e | f | g | h |   |
| 8 | a8 preto torre · c8 preto bispo · d8 preto rainha · f8 preto torre · g8 preto rei · c7 preto peão · e7 preto bispo · f7 preto peão · g7 preto peão · h7 preto peão · a6 preto peão · c6 preto cavalo · f6 preto cavalo · b5 preto peão · d5 branco peão · e5 preto peão · b3 branco bispo · c3 branco peão · f3 branco cavalo · a2 branco peão · b2 branco peão · d2 branco peão · f2 branco peão · g2 branco peão · h2 branco peão · a1 branco torre · b1 branco cavalo · c1 branco bispo · d1 branco rainha · e1 branco torre · g1 branco rei | a8 preto torre · c8 preto bispo · d8 preto rainha · f8 preto torre · g8 preto rei · c7 preto peão · e7 preto bispo · f7 preto peão · g7 preto peão · h7 preto peão · a6 preto peão · c6 preto cavalo · f6 preto cavalo · b5 preto peão · d5 branco peão · e5 preto peão · b3 branco bispo · c3 branco peão · f3 branco cavalo · a2 branco peão · b2 branco peão · d2 branco peão · f2 branco peão · g2 branco peão · h2 branco peão · a1 branco torre · b1 branco cavalo · c1 branco bispo · d1 branco rainha · e1 branco torre · g1 branco rei | a8 preto torre · c8 preto bispo · d8 preto rainha · f8 preto torre · g8 preto rei · c7 preto peão · e7 preto bispo · f7 preto peão · g7 preto peão · h7 preto peão · a6 preto peão · c6 preto cavalo · f6 preto cavalo · b5 preto peão · d5 branco peão · e5 preto peão · b3 branco bispo · c3 branco peão · f3 branco cavalo · a2 branco peão · b2 branco peão · d2 branco peão · f2 branco peão · g2 branco peão · h2 branco peão · a1 branco torre · b1 branco cavalo · c1 branco bispo · d1 branco rainha · e1 branco torre · g1 branco rei | a8 preto torre · c8 preto bispo · d8 preto rainha · f8 preto torre · g8 preto rei · c7 preto peão · e7 preto bispo · f7 preto peão · g7 preto peão · h7 preto peão · a6 preto peão · c6 preto cavalo · f6 preto cavalo · b5 preto peão · d5 branco peão · e5 preto peão · b3 branco bispo · c3 branco peão · f3 branco cavalo · a2 branco peão · b2 branco peão · d2 branco peão · f2 branco peão · g2 branco peão · h2 branco peão · a1 branco torre · b1 branco cavalo · c1 branco bispo · d1 branco rainha · e1 branco torre · g1 branco rei | a8 preto torre · c8 preto bispo · d8 preto rainha · f8 preto torre · g8 preto rei · c7 preto peão · e7 preto bispo · f7 preto peão · g7 preto peão · h7 preto peão · a6 preto peão · c6 preto cavalo · f6 preto cavalo · b5 preto peão · d5 branco peão · e5 preto peão · b3 branco bispo · c3 branco peão · f3 branco cavalo · a2 branco peão · b2 branco peão · d2 branco peão · f2 branco peão · g2 branco peão · h2 branco peão · a1 branco torre · b1 branco cavalo · c1 branco bispo · d1 branco rainha · e1 branco torre · g1 branco rei | a8 preto torre · c8 preto bispo · d8 preto rainha · f8 preto torre · g8 preto rei · c7 preto peão · e7 preto bispo · f7 preto peão · g7 preto peão · h7 preto peão · a6 preto peão · c6 preto cavalo · f6 preto cavalo · b5 preto peão · d5 branco peão · e5 preto peão · b3 branco bispo · c3 branco peão · f3 branco cavalo · a2 branco peão · b2 branco peão · d2 branco peão · f2 branco peão · g2 branco peão · h2 branco peão · a1 branco torre · b1 branco cavalo · c1 branco bispo · d1 branco rainha · e1 branco torre · g1 branco rei | a8 preto torre · c8 preto bispo · d8 preto rainha · f8 preto torre · g8 preto rei · c7 preto peão · e7 preto bispo · f7 preto peão · g7 preto peão · h7 preto peão · a6 preto peão · c6 preto cavalo · f6 preto cavalo · b5 preto peão · d5 branco peão · e5 preto peão · b3 branco bispo · c3 branco peão · f3 branco cavalo · a2 branco peão · b2 branco peão · d2 branco peão · f2 branco peão · g2 branco peão · h2 branco peão · a1 branco torre · b1 branco cavalo · c1 branco bispo · d1 branco rainha · e1 branco torre · g1 branco rei | a8 preto torre · c8 preto bispo · d8 preto rainha · f8 preto torre · g8 preto rei · c7 preto peão · e7 preto bispo · f7 preto peão · g7 preto peão · h7 preto peão · a6 preto peão · c6 preto cavalo · f6 preto cavalo · b5 preto peão · d5 branco peão · e5 preto peão · b3 branco bispo · c3 branco peão · f3 branco cavalo · a2 branco peão · b2 branco peão · d2 branco peão · f2 branco peão · g2 branco peão · h2 branco peão · a1 branco torre · b1 branco cavalo · c1 branco bispo · d1 branco rainha · e1 branco torre · g1 branco rei | 8 |
| 7 | a8 preto torre · c8 preto bispo · d8 preto rainha · f8 preto torre · g8 preto rei · c7 preto peão · e7 preto bispo · f7 preto peão · g7 preto peão · h7 preto peão · a6 preto peão · c6 preto cavalo · f6 preto cavalo · b5 preto peão · d5 branco peão · e5 preto peão · b3 branco bispo · c3 branco peão · f3 branco cavalo · a2 branco peão · b2 branco peão · d2 branco peão · f2 branco peão · g2 branco peão · h2 branco peão · a1 branco torre · b1 branco cavalo · c1 branco bispo · d1 branco rainha · e1 branco torre · g1 branco rei | a8 preto torre · c8 preto bispo · d8 preto rainha · f8 preto torre · g8 preto rei · c7 preto peão · e7 preto bispo · f7 preto peão · g7 preto peão · h7 preto peão · a6 preto peão · c6 preto cavalo · f6 preto cavalo · b5 preto peão · d5 branco peão · e5 preto peão · b3 branco bispo · c3 branco peão · f3 branco cavalo · a2 branco peão · b2 branco peão · d2 branco peão · f2 branco peão · g2 branco peão · h2 branco peão · a1 branco torre · b1 branco cavalo · c1 branco bispo · d1 branco rainha · e1 branco torre · g1 branco rei | a8 preto torre · c8 preto bispo · d8 preto rainha · f8 preto torre · g8 preto rei · c7 preto peão · e7 preto bispo · f7 preto peão · g7 preto peão · h7 preto peão · a6 preto peão · c6 preto cavalo · f6 preto cavalo · b5 preto peão · d5 branco peão · e5 preto peão · b3 branco bispo · c3 branco peão · f3 branco cavalo · a2 branco peão · b2 branco peão · d2 branco peão · f2 branco peão · g2 branco peão · h2 branco peão · a1 branco torre · b1 branco cavalo · c1 branco bispo · d1 branco rainha · e1 branco torre · g1 branco rei | a8 preto torre · c8 preto bispo · d8 preto rainha · f8 preto torre · g8 preto rei · c7 preto peão · e7 preto bispo · f7 preto peão · g7 preto peão · h7 preto peão · a6 preto peão · c6 preto cavalo · f6 preto cavalo · b5 preto peão · d5 branco peão · e5 preto peão · b3 branco bispo · c3 branco peão · f3 branco cavalo · a2 branco peão · b2 branco peão · d2 branco peão · f2 branco peão · g2 branco peão · h2 branco peão · a1 branco torre · b1 branco cavalo · c1 branco bispo · d1 branco rainha · e1 branco torre · g1 branco rei | a8 preto torre · c8 preto bispo · d8 preto rainha · f8 preto torre · g8 preto rei · c7 preto peão · e7 preto bispo · f7 preto peão · g7 preto peão · h7 preto peão · a6 preto peão · c6 preto cavalo · f6 preto cavalo · b5 preto peão · d5 branco peão · e5 preto peão · b3 branco bispo · c3 branco peão · f3 branco cavalo · a2 branco peão · b2 branco peão · d2 branco peão · f2 branco peão · g2 branco peão · h2 branco peão · a1 branco torre · b1 branco cavalo · c1 branco bispo · d1 branco rainha · e1 branco torre · g1 branco rei | a8 preto torre · c8 preto bispo · d8 preto rainha · f8 preto torre · g8 preto rei · c7 preto peão · e7 preto bispo · f7 preto peão · g7 preto peão · h7 preto peão · a6 preto peão · c6 preto cavalo · f6 preto cavalo · b5 preto peão · d5 branco peão · e5 preto peão · b3 branco bispo · c3 branco peão · f3 branco cavalo · a2 branco peão · b2 branco peão · d2 branco peão · f2 branco peão · g2 branco peão · h2 branco peão · a1 branco torre · b1 branco cavalo · c1 branco bispo · d1 branco rainha · e1 branco torre · g1 branco rei | a8 preto torre · c8 preto bispo · d8 preto rainha · f8 preto torre · g8 preto rei · c7 preto peão · e7 preto bispo · f7 preto peão · g7 preto peão · h7 preto peão · a6 preto peão · c6 preto cavalo · f6 preto cavalo · b5 preto peão · d5 branco peão · e5 preto peão · b3 branco bispo · c3 branco peão · f3 branco cavalo · a2 branco peão · b2 branco peão · d2 branco peão · f2 branco peão · g2 branco peão · h2 branco peão · a1 branco torre · b1 branco cavalo · c1 branco bispo · d1 branco rainha · e1 branco torre · g1 branco rei | a8 preto torre · c8 preto bispo · d8 preto rainha · f8 preto torre · g8 preto rei · c7 preto peão · e7 preto bispo · f7 preto peão · g7 preto peão · h7 preto peão · a6 preto peão · c6 preto cavalo · f6 preto cavalo · b5 preto peão · d5 branco peão · e5 preto peão · b3 branco bispo · c3 branco peão · f3 branco cavalo · a2 branco peão · b2 branco peão · d2 branco peão · f2 branco peão · g2 branco peão · h2 branco peão · a1 branco torre · b1 branco cavalo · c1 branco bispo · d1 branco rainha · e1 branco torre · g1 branco rei | 7 |
| 6 | a8 preto torre · c8 preto bispo · d8 preto rainha · f8 preto torre · g8 preto rei · c7 preto peão · e7 preto bispo · f7 preto peão · g7 preto peão · h7 preto peão · a6 preto peão · c6 preto cavalo · f6 preto cavalo · b5 preto peão · d5 branco peão · e5 preto peão · b3 branco bispo · c3 branco peão · f3 branco cavalo · a2 branco peão · b2 branco peão · d2 branco peão · f2 branco peão · g2 branco peão · h2 branco peão · a1 branco torre · b1 branco cavalo · c1 branco bispo · d1 branco rainha · e1 branco torre · g1 branco rei | a8 preto torre · c8 preto bispo · d8 preto rainha · f8 preto torre · g8 preto rei · c7 preto peão · e7 preto bispo · f7 preto peão · g7 preto peão · h7 preto peão · a6 preto peão · c6 preto cavalo · f6 preto cavalo · b5 preto peão · d5 branco peão · e5 preto peão · b3 branco bispo · c3 branco peão · f3 branco cavalo · a2 branco peão · b2 branco peão · d2 branco peão · f2 branco peão · g2 branco peão · h2 branco peão · a1 branco torre · b1 branco cavalo · c1 branco bispo · d1 branco rainha · e1 branco torre · g1 branco rei | a8 preto torre · c8 preto bispo · d8 preto rainha · f8 preto torre · g8 preto rei · c7 preto peão · e7 preto bispo · f7 preto peão · g7 preto peão · h7 preto peão · a6 preto peão · c6 preto cavalo · f6 preto cavalo · b5 preto peão · d5 branco peão · e5 preto peão · b3 branco bispo · c3 branco peão · f3 branco cavalo · a2 branco peão · b2 branco peão · d2 branco peão · f2 branco peão · g2 branco peão · h2 branco peão · a1 branco torre · b1 branco cavalo · c1 branco bispo · d1 branco rainha · e1 branco torre · g1 branco rei | a8 preto torre · c8 preto bispo · d8 preto rainha · f8 preto torre · g8 preto rei · c7 preto peão · e7 preto bispo · f7 preto peão · g7 preto peão · h7 preto peão · a6 preto peão · c6 preto cavalo · f6 preto cavalo · b5 preto peão · d5 branco peão · e5 preto peão · b3 branco bispo · c3 branco peão · f3 branco cavalo · a2 branco peão · b2 branco peão · d2 branco peão · f2 branco peão · g2 branco peão · h2 branco peão · a1 branco torre · b1 branco cavalo · c1 branco bispo · d1 branco rainha · e1 branco torre · g1 branco rei | a8 preto torre · c8 preto bispo · d8 preto rainha · f8 preto torre · g8 preto rei · c7 preto peão · e7 preto bispo · f7 preto peão · g7 preto peão · h7 preto peão · a6 preto peão · c6 preto cavalo · f6 preto cavalo · b5 preto peão · d5 branco peão · e5 preto peão · b3 branco bispo · c3 branco peão · f3 branco cavalo · a2 branco peão · b2 branco peão · d2 branco peão · f2 branco peão · g2 branco peão · h2 branco peão · a1 branco torre · b1 branco cavalo · c1 branco bispo · d1 branco rainha · e1 branco torre · g1 branco rei | a8 preto torre · c8 preto bispo · d8 preto rainha · f8 preto torre · g8 preto rei · c7 preto peão · e7 preto bispo · f7 preto peão · g7 preto peão · h7 preto peão · a6 preto peão · c6 preto cavalo · f6 preto cavalo · b5 preto peão · d5 branco peão · e5 preto peão · b3 branco bispo · c3 branco peão · f3 branco cavalo · a2 branco peão · b2 branco peão · d2 branco peão · f2 branco peão · g2 branco peão · h2 branco peão · a1 branco torre · b1 branco cavalo · c1 branco bispo · d1 branco rainha · e1 branco torre · g1 branco rei | a8 preto torre · c8 preto bispo · d8 preto rainha · f8 preto torre · g8 preto rei · c7 preto peão · e7 preto bispo · f7 preto peão · g7 preto peão · h7 preto peão · a6 preto peão · c6 preto cavalo · f6 preto cavalo · b5 preto peão · d5 branco peão · e5 preto peão · b3 branco bispo · c3 branco peão · f3 branco cavalo · a2 branco peão · b2 branco peão · d2 branco peão · f2 branco peão · g2 branco peão · h2 branco peão · a1 branco torre · b1 branco cavalo · c1 branco bispo · d1 branco rainha · e1 branco torre · g1 branco rei | a8 preto torre · c8 preto bispo · d8 preto rainha · f8 preto torre · g8 preto rei · c7 preto peão · e7 preto bispo · f7 preto peão · g7 preto peão · h7 preto peão · a6 preto peão · c6 preto cavalo · f6 preto cavalo · b5 preto peão · d5 branco peão · e5 preto peão · b3 branco bispo · c3 branco peão · f3 branco cavalo · a2 branco peão · b2 branco peão · d2 branco peão · f2 branco peão · g2 branco peão · h2 branco peão · a1 branco torre · b1 branco cavalo · c1 branco bispo · d1 branco rainha · e1 branco torre · g1 branco rei | 6 |
| 5 | a8 preto torre · c8 preto bispo · d8 preto rainha · f8 preto torre · g8 preto rei · c7 preto peão · e7 preto bispo · f7 preto peão · g7 preto peão · h7 preto peão · a6 preto peão · c6 preto cavalo · f6 preto cavalo · b5 preto peão · d5 branco peão · e5 preto peão · b3 branco bispo · c3 branco peão · f3 branco cavalo · a2 branco peão · b2 branco peão · d2 branco peão · f2 branco peão · g2 branco peão · h2 branco peão · a1 branco torre · b1 branco cavalo · c1 branco bispo · d1 branco rainha · e1 branco torre · g1 branco rei | a8 preto torre · c8 preto bispo · d8 preto rainha · f8 preto torre · g8 preto rei · c7 preto peão · e7 preto bispo · f7 preto peão · g7 preto peão · h7 preto peão · a6 preto peão · c6 preto cavalo · f6 preto cavalo · b5 preto peão · d5 branco peão · e5 preto peão · b3 branco bispo · c3 branco peão · f3 branco cavalo · a2 branco peão · b2 branco peão · d2 branco peão · f2 branco peão · g2 branco peão · h2 branco peão · a1 branco torre · b1 branco cavalo · c1 branco bispo · d1 branco rainha · e1 branco torre · g1 branco rei | a8 preto torre · c8 preto bispo · d8 preto rainha · f8 preto torre · g8 preto rei · c7 preto peão · e7 preto bispo · f7 preto peão · g7 preto peão · h7 preto peão · a6 preto peão · c6 preto cavalo · f6 preto cavalo · b5 preto peão · d5 branco peão · e5 preto peão · b3 branco bispo · c3 branco peão · f3 branco cavalo · a2 branco peão · b2 branco peão · d2 branco peão · f2 branco peão · g2 branco peão · h2 branco peão · a1 branco torre · b1 branco cavalo · c1 branco bispo · d1 branco rainha · e1 branco torre · g1 branco rei | a8 preto torre · c8 preto bispo · d8 preto rainha · f8 preto torre · g8 preto rei · c7 preto peão · e7 preto bispo · f7 preto peão · g7 preto peão · h7 preto peão · a6 preto peão · c6 preto cavalo · f6 preto cavalo · b5 preto peão · d5 branco peão · e5 preto peão · b3 branco bispo · c3 branco peão · f3 branco cavalo · a2 branco peão · b2 branco peão · d2 branco peão · f2 branco peão · g2 branco peão · h2 branco peão · a1 branco torre · b1 branco cavalo · c1 branco bispo · d1 branco rainha · e1 branco torre · g1 branco rei | a8 preto torre · c8 preto bispo · d8 preto rainha · f8 preto torre · g8 preto rei · c7 preto peão · e7 preto bispo · f7 preto peão · g7 preto peão · h7 preto peão · a6 preto peão · c6 preto cavalo · f6 preto cavalo · b5 preto peão · d5 branco peão · e5 preto peão · b3 branco bispo · c3 branco peão · f3 branco cavalo · a2 branco peão · b2 branco peão · d2 branco peão · f2 branco peão · g2 branco peão · h2 branco peão · a1 branco torre · b1 branco cavalo · c1 branco bispo · d1 branco rainha · e1 branco torre · g1 branco rei | a8 preto torre · c8 preto bispo · d8 preto rainha · f8 preto torre · g8 preto rei · c7 preto peão · e7 preto bispo · f7 preto peão · g7 preto peão · h7 preto peão · a6 preto peão · c6 preto cavalo · f6 preto cavalo · b5 preto peão · d5 branco peão · e5 preto peão · b3 branco bispo · c3 branco peão · f3 branco cavalo · a2 branco peão · b2 branco peão · d2 branco peão · f2 branco peão · g2 branco peão · h2 branco peão · a1 branco torre · b1 branco cavalo · c1 branco bispo · d1 branco rainha · e1 branco torre · g1 branco rei | a8 preto torre · c8 preto bispo · d8 preto rainha · f8 preto torre · g8 preto rei · c7 preto peão · e7 preto bispo · f7 preto peão · g7 preto peão · h7 preto peão · a6 preto peão · c6 preto cavalo · f6 preto cavalo · b5 preto peão · d5 branco peão · e5 preto peão · b3 branco bispo · c3 branco peão · f3 branco cavalo · a2 branco peão · b2 branco peão · d2 branco peão · f2 branco peão · g2 branco peão · h2 branco peão · a1 branco torre · b1 branco cavalo · c1 branco bispo · d1 branco rainha · e1 branco torre · g1 branco rei | a8 preto torre · c8 preto bispo · d8 preto rainha · f8 preto torre · g8 preto rei · c7 preto peão · e7 preto bispo · f7 preto peão · g7 preto peão · h7 preto peão · a6 preto peão · c6 preto cavalo · f6 preto cavalo · b5 preto peão · d5 branco peão · e5 preto peão · b3 branco bispo · c3 branco peão · f3 branco cavalo · a2 branco peão · b2 branco peão · d2 branco peão · f2 branco peão · g2 branco peão · h2 branco peão · a1 branco torre · b1 branco cavalo · c1 branco bispo · d1 branco rainha · e1 branco torre · g1 branco rei | 5 |
| 4 | a8 preto torre · c8 preto bispo · d8 preto rainha · f8 preto torre · g8 preto rei · c7 preto peão · e7 preto bispo · f7 preto peão · g7 preto peão · h7 preto peão · a6 preto peão · c6 preto cavalo · f6 preto cavalo · b5 preto peão · d5 branco peão · e5 preto peão · b3 branco bispo · c3 branco peão · f3 branco cavalo · a2 branco peão · b2 branco peão · d2 branco peão · f2 branco peão · g2 branco peão · h2 branco peão · a1 branco torre · b1 branco cavalo · c1 branco bispo · d1 branco rainha · e1 branco torre · g1 branco rei | a8 preto torre · c8 preto bispo · d8 preto rainha · f8 preto torre · g8 preto rei · c7 preto peão · e7 preto bispo · f7 preto peão · g7 preto peão · h7 preto peão · a6 preto peão · c6 preto cavalo · f6 preto cavalo · b5 preto peão · d5 branco peão · e5 preto peão · b3 branco bispo · c3 branco peão · f3 branco cavalo · a2 branco peão · b2 branco peão · d2 branco peão · f2 branco peão · g2 branco peão · h2 branco peão · a1 branco torre · b1 branco cavalo · c1 branco bispo · d1 branco rainha · e1 branco torre · g1 branco rei | a8 preto torre · c8 preto bispo · d8 preto rainha · f8 preto torre · g8 preto rei · c7 preto peão · e7 preto bispo · f7 preto peão · g7 preto peão · h7 preto peão · a6 preto peão · c6 preto cavalo · f6 preto cavalo · b5 preto peão · d5 branco peão · e5 preto peão · b3 branco bispo · c3 branco peão · f3 branco cavalo · a2 branco peão · b2 branco peão · d2 branco peão · f2 branco peão · g2 branco peão · h2 branco peão · a1 branco torre · b1 branco cavalo · c1 branco bispo · d1 branco rainha · e1 branco torre · g1 branco rei | a8 preto torre · c8 preto bispo · d8 preto rainha · f8 preto torre · g8 preto rei · c7 preto peão · e7 preto bispo · f7 preto peão · g7 preto peão · h7 preto peão · a6 preto peão · c6 preto cavalo · f6 preto cavalo · b5 preto peão · d5 branco peão · e5 preto peão · b3 branco bispo · c3 branco peão · f3 branco cavalo · a2 branco peão · b2 branco peão · d2 branco peão · f2 branco peão · g2 branco peão · h2 branco peão · a1 branco torre · b1 branco cavalo · c1 branco bispo · d1 branco rainha · e1 branco torre · g1 branco rei | a8 preto torre · c8 preto bispo · d8 preto rainha · f8 preto torre · g8 preto rei · c7 preto peão · e7 preto bispo · f7 preto peão · g7 preto peão · h7 preto peão · a6 preto peão · c6 preto cavalo · f6 preto cavalo · b5 preto peão · d5 branco peão · e5 preto peão · b3 branco bispo · c3 branco peão · f3 branco cavalo · a2 branco peão · b2 branco peão · d2 branco peão · f2 branco peão · g2 branco peão · h2 branco peão · a1 branco torre · b1 branco cavalo · c1 branco bispo · d1 branco rainha · e1 branco torre · g1 branco rei | a8 preto torre · c8 preto bispo · d8 preto rainha · f8 preto torre · g8 preto rei · c7 preto peão · e7 preto bispo · f7 preto peão · g7 preto peão · h7 preto peão · a6 preto peão · c6 preto cavalo · f6 preto cavalo · b5 preto peão · d5 branco peão · e5 preto peão · b3 branco bispo · c3 branco peão · f3 branco cavalo · a2 branco peão · b2 branco peão · d2 branco peão · f2 branco peão · g2 branco peão · h2 branco peão · a1 branco torre · b1 branco cavalo · c1 branco bispo · d1 branco rainha · e1 branco torre · g1 branco rei | a8 preto torre · c8 preto bispo · d8 preto rainha · f8 preto torre · g8 preto rei · c7 preto peão · e7 preto bispo · f7 preto peão · g7 preto peão · h7 preto peão · a6 preto peão · c6 preto cavalo · f6 preto cavalo · b5 preto peão · d5 branco peão · e5 preto peão · b3 branco bispo · c3 branco peão · f3 branco cavalo · a2 branco peão · b2 branco peão · d2 branco peão · f2 branco peão · g2 branco peão · h2 branco peão · a1 branco torre · b1 branco cavalo · c1 branco bispo · d1 branco rainha · e1 branco torre · g1 branco rei | a8 preto torre · c8 preto bispo · d8 preto rainha · f8 preto torre · g8 preto rei · c7 preto peão · e7 preto bispo · f7 preto peão · g7 preto peão · h7 preto peão · a6 preto peão · c6 preto cavalo · f6 preto cavalo · b5 preto peão · d5 branco peão · e5 preto peão · b3 branco bispo · c3 branco peão · f3 branco cavalo · a2 branco peão · b2 branco peão · d2 branco peão · f2 branco peão · g2 branco peão · h2 branco peão · a1 branco torre · b1 branco cavalo · c1 branco bispo · d1 branco rainha · e1 branco torre · g1 branco rei | 4 |
| 3 | a8 preto torre · c8 preto bispo · d8 preto rainha · f8 preto torre · g8 preto rei · c7 preto peão · e7 preto bispo · f7 preto peão · g7 preto peão · h7 preto peão · a6 preto peão · c6 preto cavalo · f6 preto cavalo · b5 preto peão · d5 branco peão · e5 preto peão · b3 branco bispo · c3 branco peão · f3 branco cavalo · a2 branco peão · b2 branco peão · d2 branco peão · f2 branco peão · g2 branco peão · h2 branco peão · a1 branco torre · b1 branco cavalo · c1 branco bispo · d1 branco rainha · e1 branco torre · g1 branco rei | a8 preto torre · c8 preto bispo · d8 preto rainha · f8 preto torre · g8 preto rei · c7 preto peão · e7 preto bispo · f7 preto peão · g7 preto peão · h7 preto peão · a6 preto peão · c6 preto cavalo · f6 preto cavalo · b5 preto peão · d5 branco peão · e5 preto peão · b3 branco bispo · c3 branco peão · f3 branco cavalo · a2 branco peão · b2 branco peão · d2 branco peão · f2 branco peão · g2 branco peão · h2 branco peão · a1 branco torre · b1 branco cavalo · c1 branco bispo · d1 branco rainha · e1 branco torre · g1 branco rei | a8 preto torre · c8 preto bispo · d8 preto rainha · f8 preto torre · g8 preto rei · c7 preto peão · e7 preto bispo · f7 preto peão · g7 preto peão · h7 preto peão · a6 preto peão · c6 preto cavalo · f6 preto cavalo · b5 preto peão · d5 branco peão · e5 preto peão · b3 branco bispo · c3 branco peão · f3 branco cavalo · a2 branco peão · b2 branco peão · d2 branco peão · f2 branco peão · g2 branco peão · h2 branco peão · a1 branco torre · b1 branco cavalo · c1 branco bispo · d1 branco rainha · e1 branco torre · g1 branco rei | a8 preto torre · c8 preto bispo · d8 preto rainha · f8 preto torre · g8 preto rei · c7 preto peão · e7 preto bispo · f7 preto peão · g7 preto peão · h7 preto peão · a6 preto peão · c6 preto cavalo · f6 preto cavalo · b5 preto peão · d5 branco peão · e5 preto peão · b3 branco bispo · c3 branco peão · f3 branco cavalo · a2 branco peão · b2 branco peão · d2 branco peão · f2 branco peão · g2 branco peão · h2 branco peão · a1 branco torre · b1 branco cavalo · c1 branco bispo · d1 branco rainha · e1 branco torre · g1 branco rei | a8 preto torre · c8 preto bispo · d8 preto rainha · f8 preto torre · g8 preto rei · c7 preto peão · e7 preto bispo · f7 preto peão · g7 preto peão · h7 preto peão · a6 preto peão · c6 preto cavalo · f6 preto cavalo · b5 preto peão · d5 branco peão · e5 preto peão · b3 branco bispo · c3 branco peão · f3 branco cavalo · a2 branco peão · b2 branco peão · d2 branco peão · f2 branco peão · g2 branco peão · h2 branco peão · a1 branco torre · b1 branco cavalo · c1 branco bispo · d1 branco rainha · e1 branco torre · g1 branco rei | a8 preto torre · c8 preto bispo · d8 preto rainha · f8 preto torre · g8 preto rei · c7 preto peão · e7 preto bispo · f7 preto peão · g7 preto peão · h7 preto peão · a6 preto peão · c6 preto cavalo · f6 preto cavalo · b5 preto peão · d5 branco peão · e5 preto peão · b3 branco bispo · c3 branco peão · f3 branco cavalo · a2 branco peão · b2 branco peão · d2 branco peão · f2 branco peão · g2 branco peão · h2 branco peão · a1 branco torre · b1 branco cavalo · c1 branco bispo · d1 branco rainha · e1 branco torre · g1 branco rei | a8 preto torre · c8 preto bispo · d8 preto rainha · f8 preto torre · g8 preto rei · c7 preto peão · e7 preto bispo · f7 preto peão · g7 preto peão · h7 preto peão · a6 preto peão · c6 preto cavalo · f6 preto cavalo · b5 preto peão · d5 branco peão · e5 preto peão · b3 branco bispo · c3 branco peão · f3 branco cavalo · a2 branco peão · b2 branco peão · d2 branco peão · f2 branco peão · g2 branco peão · h2 branco peão · a1 branco torre · b1 branco cavalo · c1 branco bispo · d1 branco rainha · e1 branco torre · g1 branco rei | a8 preto torre · c8 preto bispo · d8 preto rainha · f8 preto torre · g8 preto rei · c7 preto peão · e7 preto bispo · f7 preto peão · g7 preto peão · h7 preto peão · a6 preto peão · c6 preto cavalo · f6 preto cavalo · b5 preto peão · d5 branco peão · e5 preto peão · b3 branco bispo · c3 branco peão · f3 branco cavalo · a2 branco peão · b2 branco peão · d2 branco peão · f2 branco peão · g2 branco peão · h2 branco peão · a1 branco torre · b1 branco cavalo · c1 branco bispo · d1 branco rainha · e1 branco torre · g1 branco rei | 3 |
| 2 | a8 preto torre · c8 preto bispo · d8 preto rainha · f8 preto torre · g8 preto rei · c7 preto peão · e7 preto bispo · f7 preto peão · g7 preto peão · h7 preto peão · a6 preto peão · c6 preto cavalo · f6 preto cavalo · b5 preto peão · d5 branco peão · e5 preto peão · b3 branco bispo · c3 branco peão · f3 branco cavalo · a2 branco peão · b2 branco peão · d2 branco peão · f2 branco peão · g2 branco peão · h2 branco peão · a1 branco torre · b1 branco cavalo · c1 branco bispo · d1 branco rainha · e1 branco torre · g1 branco rei | a8 preto torre · c8 preto bispo · d8 preto rainha · f8 preto torre · g8 preto rei · c7 preto peão · e7 preto bispo · f7 preto peão · g7 preto peão · h7 preto peão · a6 preto peão · c6 preto cavalo · f6 preto cavalo · b5 preto peão · d5 branco peão · e5 preto peão · b3 branco bispo · c3 branco peão · f3 branco cavalo · a2 branco peão · b2 branco peão · d2 branco peão · f2 branco peão · g2 branco peão · h2 branco peão · a1 branco torre · b1 branco cavalo · c1 branco bispo · d1 branco rainha · e1 branco torre · g1 branco rei | a8 preto torre · c8 preto bispo · d8 preto rainha · f8 preto torre · g8 preto rei · c7 preto peão · e7 preto bispo · f7 preto peão · g7 preto peão · h7 preto peão · a6 preto peão · c6 preto cavalo · f6 preto cavalo · b5 preto peão · d5 branco peão · e5 preto peão · b3 branco bispo · c3 branco peão · f3 branco cavalo · a2 branco peão · b2 branco peão · d2 branco peão · f2 branco peão · g2 branco peão · h2 branco peão · a1 branco torre · b1 branco cavalo · c1 branco bispo · d1 branco rainha · e1 branco torre · g1 branco rei | a8 preto torre · c8 preto bispo · d8 preto rainha · f8 preto torre · g8 preto rei · c7 preto peão · e7 preto bispo · f7 preto peão · g7 preto peão · h7 preto peão · a6 preto peão · c6 preto cavalo · f6 preto cavalo · b5 preto peão · d5 branco peão · e5 preto peão · b3 branco bispo · c3 branco peão · f3 branco cavalo · a2 branco peão · b2 branco peão · d2 branco peão · f2 branco peão · g2 branco peão · h2 branco peão · a1 branco torre · b1 branco cavalo · c1 branco bispo · d1 branco rainha · e1 branco torre · g1 branco rei | a8 preto torre · c8 preto bispo · d8 preto rainha · f8 preto torre · g8 preto rei · c7 preto peão · e7 preto bispo · f7 preto peão · g7 preto peão · h7 preto peão · a6 preto peão · c6 preto cavalo · f6 preto cavalo · b5 preto peão · d5 branco peão · e5 preto peão · b3 branco bispo · c3 branco peão · f3 branco cavalo · a2 branco peão · b2 branco peão · d2 branco peão · f2 branco peão · g2 branco peão · h2 branco peão · a1 branco torre · b1 branco cavalo · c1 branco bispo · d1 branco rainha · e1 branco torre · g1 branco rei | a8 preto torre · c8 preto bispo · d8 preto rainha · f8 preto torre · g8 preto rei · c7 preto peão · e7 preto bispo · f7 preto peão · g7 preto peão · h7 preto peão · a6 preto peão · c6 preto cavalo · f6 preto cavalo · b5 preto peão · d5 branco peão · e5 preto peão · b3 branco bispo · c3 branco peão · f3 branco cavalo · a2 branco peão · b2 branco peão · d2 branco peão · f2 branco peão · g2 branco peão · h2 branco peão · a1 branco torre · b1 branco cavalo · c1 branco bispo · d1 branco rainha · e1 branco torre · g1 branco rei | a8 preto torre · c8 preto bispo · d8 preto rainha · f8 preto torre · g8 preto rei · c7 preto peão · e7 preto bispo · f7 preto peão · g7 preto peão · h7 preto peão · a6 preto peão · c6 preto cavalo · f6 preto cavalo · b5 preto peão · d5 branco peão · e5 preto peão · b3 branco bispo · c3 branco peão · f3 branco cavalo · a2 branco peão · b2 branco peão · d2 branco peão · f2 branco peão · g2 branco peão · h2 branco peão · a1 branco torre · b1 branco cavalo · c1 branco bispo · d1 branco rainha · e1 branco torre · g1 branco rei | a8 preto torre · c8 preto bispo · d8 preto rainha · f8 preto torre · g8 preto rei · c7 preto peão · e7 preto bispo · f7 preto peão · g7 preto peão · h7 preto peão · a6 preto peão · c6 preto cavalo · f6 preto cavalo · b5 preto peão · d5 branco peão · e5 preto peão · b3 branco bispo · c3 branco peão · f3 branco cavalo · a2 branco peão · b2 branco peão · d2 branco peão · f2 branco peão · g2 branco peão · h2 branco peão · a1 branco torre · b1 branco cavalo · c1 branco bispo · d1 branco rainha · e1 branco torre · g1 branco rei | 2 |
| 1 | a8 preto torre · c8 preto bispo · d8 preto rainha · f8 preto torre · g8 preto rei · c7 preto peão · e7 preto bispo · f7 preto peão · g7 preto peão · h7 preto peão · a6 preto peão · c6 preto cavalo · f6 preto cavalo · b5 preto peão · d5 branco peão · e5 preto peão · b3 branco bispo · c3 branco peão · f3 branco cavalo · a2 branco peão · b2 branco peão · d2 branco peão · f2 branco peão · g2 branco peão · h2 branco peão · a1 branco torre · b1 branco cavalo · c1 branco bispo · d1 branco rainha · e1 branco torre · g1 branco rei | a8 preto torre · c8 preto bispo · d8 preto rainha · f8 preto torre · g8 preto rei · c7 preto peão · e7 preto bispo · f7 preto peão · g7 preto peão · h7 preto peão · a6 preto peão · c6 preto cavalo · f6 preto cavalo · b5 preto peão · d5 branco peão · e5 preto peão · b3 branco bispo · c3 branco peão · f3 branco cavalo · a2 branco peão · b2 branco peão · d2 branco peão · f2 branco peão · g2 branco peão · h2 branco peão · a1 branco torre · b1 branco cavalo · c1 branco bispo · d1 branco rainha · e1 branco torre · g1 branco rei | a8 preto torre · c8 preto bispo · d8 preto rainha · f8 preto torre · g8 preto rei · c7 preto peão · e7 preto bispo · f7 preto peão · g7 preto peão · h7 preto peão · a6 preto peão · c6 preto cavalo · f6 preto cavalo · b5 preto peão · d5 branco peão · e5 preto peão · b3 branco bispo · c3 branco peão · f3 branco cavalo · a2 branco peão · b2 branco peão · d2 branco peão · f2 branco peão · g2 branco peão · h2 branco peão · a1 branco torre · b1 branco cavalo · c1 branco bispo · d1 branco rainha · e1 branco torre · g1 branco rei | a8 preto torre · c8 preto bispo · d8 preto rainha · f8 preto torre · g8 preto rei · c7 preto peão · e7 preto bispo · f7 preto peão · g7 preto peão · h7 preto peão · a6 preto peão · c6 preto cavalo · f6 preto cavalo · b5 preto peão · d5 branco peão · e5 preto peão · b3 branco bispo · c3 branco peão · f3 branco cavalo · a2 branco peão · b2 branco peão · d2 branco peão · f2 branco peão · g2 branco peão · h2 branco peão · a1 branco torre · b1 branco cavalo · c1 branco bispo · d1 branco rainha · e1 branco torre · g1 branco rei | a8 preto torre · c8 preto bispo · d8 preto rainha · f8 preto torre · g8 preto rei · c7 preto peão · e7 preto bispo · f7 preto peão · g7 preto peão · h7 preto peão · a6 preto peão · c6 preto cavalo · f6 preto cavalo · b5 preto peão · d5 branco peão · e5 preto peão · b3 branco bispo · c3 branco peão · f3 branco cavalo · a2 branco peão · b2 branco peão · d2 branco peão · f2 branco peão · g2 branco peão · h2 branco peão · a1 branco torre · b1 branco cavalo · c1 branco bispo · d1 branco rainha · e1 branco torre · g1 branco rei | a8 preto torre · c8 preto bispo · d8 preto rainha · f8 preto torre · g8 preto rei · c7 preto peão · e7 preto bispo · f7 preto peão · g7 preto peão · h7 preto peão · a6 preto peão · c6 preto cavalo · f6 preto cavalo · b5 preto peão · d5 branco peão · e5 preto peão · b3 branco bispo · c3 branco peão · f3 branco cavalo · a2 branco peão · b2 branco peão · d2 branco peão · f2 branco peão · g2 branco peão · h2 branco peão · a1 branco torre · b1 branco cavalo · c1 branco bispo · d1 branco rainha · e1 branco torre · g1 branco rei | a8 preto torre · c8 preto bispo · d8 preto rainha · f8 preto torre · g8 preto rei · c7 preto peão · e7 preto bispo · f7 preto peão · g7 preto peão · h7 preto peão · a6 preto peão · c6 preto cavalo · f6 preto cavalo · b5 preto peão · d5 branco peão · e5 preto peão · b3 branco bispo · c3 branco peão · f3 branco cavalo · a2 branco peão · b2 branco peão · d2 branco peão · f2 branco peão · g2 branco peão · h2 branco peão · a1 branco torre · b1 branco cavalo · c1 branco bispo · d1 branco rainha · e1 branco torre · g1 branco rei | a8 preto torre · c8 preto bispo · d8 preto rainha · f8 preto torre · g8 preto rei · c7 preto peão · e7 preto bispo · f7 preto peão · g7 preto peão · h7 preto peão · a6 preto peão · c6 preto cavalo · f6 preto cavalo · b5 preto peão · d5 branco peão · e5 preto peão · b3 branco bispo · c3 branco peão · f3 branco cavalo · a2 branco peão · b2 branco peão · d2 branco peão · f2 branco peão · g2 branco peão · h2 branco peão · a1 branco torre · b1 branco cavalo · c1 branco bispo · d1 branco rainha · e1 branco torre · g1 branco rei | 1 |
| | a | b | c | d | e | f | g | h |   |

(ou gambito Marshall)
1.e4 e5  2.♘f3 ♘c6  3.♗b5 a6 4.♗a4 ♘f6 5. O-O ♗e7 6.♖e1 b5 7. ♗b3 O-O 8.c3 d5!? 9.exd
Neste ponto as pretas em geral jogam 9… ♘xd5 ou 9… e4.

### Variação Zaitsev
|   | a | b | c | d | e | f | g | h |   |
| 8 | a8 preto torre · d8 preto rainha · f8 preto torre · g8 preto rei · b7 preto bispo · c7 preto peão · e7 preto bispo · f7 preto peão · g7 preto peão · h7 preto peão · a6 preto peão · c6 preto cavalo · d6 preto peão · f6 preto cavalo · b5 preto peão · e5 preto peão · e4 branco peão · b3 branco bispo · c3 branco peão · f3 branco cavalo · h3 branco peão · a2 branco peão · b2 branco peão · d2 branco peão · f2 branco peão · g2 branco peão · a1 branco torre · b1 branco cavalo · c1 branco bispo · d1 branco rainha · e1 branco torre · g1 branco rei | a8 preto torre · d8 preto rainha · f8 preto torre · g8 preto rei · b7 preto bispo · c7 preto peão · e7 preto bispo · f7 preto peão · g7 preto peão · h7 preto peão · a6 preto peão · c6 preto cavalo · d6 preto peão · f6 preto cavalo · b5 preto peão · e5 preto peão · e4 branco peão · b3 branco bispo · c3 branco peão · f3 branco cavalo · h3 branco peão · a2 branco peão · b2 branco peão · d2 branco peão · f2 branco peão · g2 branco peão · a1 branco torre · b1 branco cavalo · c1 branco bispo · d1 branco rainha · e1 branco torre · g1 branco rei | a8 preto torre · d8 preto rainha · f8 preto torre · g8 preto rei · b7 preto bispo · c7 preto peão · e7 preto bispo · f7 preto peão · g7 preto peão · h7 preto peão · a6 preto peão · c6 preto cavalo · d6 preto peão · f6 preto cavalo · b5 preto peão · e5 preto peão · e4 branco peão · b3 branco bispo · c3 branco peão · f3 branco cavalo · h3 branco peão · a2 branco peão · b2 branco peão · d2 branco peão · f2 branco peão · g2 branco peão · a1 branco torre · b1 branco cavalo · c1 branco bispo · d1 branco rainha · e1 branco torre · g1 branco rei | a8 preto torre · d8 preto rainha · f8 preto torre · g8 preto rei · b7 preto bispo · c7 preto peão · e7 preto bispo · f7 preto peão · g7 preto peão · h7 preto peão · a6 preto peão · c6 preto cavalo · d6 preto peão · f6 preto cavalo · b5 preto peão · e5 preto peão · e4 branco peão · b3 branco bispo · c3 branco peão · f3 branco cavalo · h3 branco peão · a2 branco peão · b2 branco peão · d2 branco peão · f2 branco peão · g2 branco peão · a1 branco torre · b1 branco cavalo · c1 branco bispo · d1 branco rainha · e1 branco torre · g1 branco rei | a8 preto torre · d8 preto rainha · f8 preto torre · g8 preto rei · b7 preto bispo · c7 preto peão · e7 preto bispo · f7 preto peão · g7 preto peão · h7 preto peão · a6 preto peão · c6 preto cavalo · d6 preto peão · f6 preto cavalo · b5 preto peão · e5 preto peão · e4 branco peão · b3 branco bispo · c3 branco peão · f3 branco cavalo · h3 branco peão · a2 branco peão · b2 branco peão · d2 branco peão · f2 branco peão · g2 branco peão · a1 branco torre · b1 branco cavalo · c1 branco bispo · d1 branco rainha · e1 branco torre · g1 branco rei | a8 preto torre · d8 preto rainha · f8 preto torre · g8 preto rei · b7 preto bispo · c7 preto peão · e7 preto bispo · f7 preto peão · g7 preto peão · h7 preto peão · a6 preto peão · c6 preto cavalo · d6 preto peão · f6 preto cavalo · b5 preto peão · e5 preto peão · e4 branco peão · b3 branco bispo · c3 branco peão · f3 branco cavalo · h3 branco peão · a2 branco peão · b2 branco peão · d2 branco peão · f2 branco peão · g2 branco peão · a1 branco torre · b1 branco cavalo · c1 branco bispo · d1 branco rainha · e1 branco torre · g1 branco rei | a8 preto torre · d8 preto rainha · f8 preto torre · g8 preto rei · b7 preto bispo · c7 preto peão · e7 preto bispo · f7 preto peão · g7 preto peão · h7 preto peão · a6 preto peão · c6 preto cavalo · d6 preto peão · f6 preto cavalo · b5 preto peão · e5 preto peão · e4 branco peão · b3 branco bispo · c3 branco peão · f3 branco cavalo · h3 branco peão · a2 branco peão · b2 branco peão · d2 branco peão · f2 branco peão · g2 branco peão · a1 branco torre · b1 branco cavalo · c1 branco bispo · d1 branco rainha · e1 branco torre · g1 branco rei | a8 preto torre · d8 preto rainha · f8 preto torre · g8 preto rei · b7 preto bispo · c7 preto peão · e7 preto bispo · f7 preto peão · g7 preto peão · h7 preto peão · a6 preto peão · c6 preto cavalo · d6 preto peão · f6 preto cavalo · b5 preto peão · e5 preto peão · e4 branco peão · b3 branco bispo · c3 branco peão · f3 branco cavalo · h3 branco peão · a2 branco peão · b2 branco peão · d2 branco peão · f2 branco peão · g2 branco peão · a1 branco torre · b1 branco cavalo · c1 branco bispo · d1 branco rainha · e1 branco torre · g1 branco rei | 8 |
| 7 | a8 preto torre · d8 preto rainha · f8 preto torre · g8 preto rei · b7 preto bispo · c7 preto peão · e7 preto bispo · f7 preto peão · g7 preto peão · h7 preto peão · a6 preto peão · c6 preto cavalo · d6 preto peão · f6 preto cavalo · b5 preto peão · e5 preto peão · e4 branco peão · b3 branco bispo · c3 branco peão · f3 branco cavalo · h3 branco peão · a2 branco peão · b2 branco peão · d2 branco peão · f2 branco peão · g2 branco peão · a1 branco torre · b1 branco cavalo · c1 branco bispo · d1 branco rainha · e1 branco torre · g1 branco rei | a8 preto torre · d8 preto rainha · f8 preto torre · g8 preto rei · b7 preto bispo · c7 preto peão · e7 preto bispo · f7 preto peão · g7 preto peão · h7 preto peão · a6 preto peão · c6 preto cavalo · d6 preto peão · f6 preto cavalo · b5 preto peão · e5 preto peão · e4 branco peão · b3 branco bispo · c3 branco peão · f3 branco cavalo · h3 branco peão · a2 branco peão · b2 branco peão · d2 branco peão · f2 branco peão · g2 branco peão · a1 branco torre · b1 branco cavalo · c1 branco bispo · d1 branco rainha · e1 branco torre · g1 branco rei | a8 preto torre · d8 preto rainha · f8 preto torre · g8 preto rei · b7 preto bispo · c7 preto peão · e7 preto bispo · f7 preto peão · g7 preto peão · h7 preto peão · a6 preto peão · c6 preto cavalo · d6 preto peão · f6 preto cavalo · b5 preto peão · e5 preto peão · e4 branco peão · b3 branco bispo · c3 branco peão · f3 branco cavalo · h3 branco peão · a2 branco peão · b2 branco peão · d2 branco peão · f2 branco peão · g2 branco peão · a1 branco torre · b1 branco cavalo · c1 branco bispo · d1 branco rainha · e1 branco torre · g1 branco rei | a8 preto torre · d8 preto rainha · f8 preto torre · g8 preto rei · b7 preto bispo · c7 preto peão · e7 preto bispo · f7 preto peão · g7 preto peão · h7 preto peão · a6 preto peão · c6 preto cavalo · d6 preto peão · f6 preto cavalo · b5 preto peão · e5 preto peão · e4 branco peão · b3 branco bispo · c3 branco peão · f3 branco cavalo · h3 branco peão · a2 branco peão · b2 branco peão · d2 branco peão · f2 branco peão · g2 branco peão · a1 branco torre · b1 branco cavalo · c1 branco bispo · d1 branco rainha · e1 branco torre · g1 branco rei | a8 preto torre · d8 preto rainha · f8 preto torre · g8 preto rei · b7 preto bispo · c7 preto peão · e7 preto bispo · f7 preto peão · g7 preto peão · h7 preto peão · a6 preto peão · c6 preto cavalo · d6 preto peão · f6 preto cavalo · b5 preto peão · e5 preto peão · e4 branco peão · b3 branco bispo · c3 branco peão · f3 branco cavalo · h3 branco peão · a2 branco peão · b2 branco peão · d2 branco peão · f2 branco peão · g2 branco peão · a1 branco torre · b1 branco cavalo · c1 branco bispo · d1 branco rainha · e1 branco torre · g1 branco rei | a8 preto torre · d8 preto rainha · f8 preto torre · g8 preto rei · b7 preto bispo · c7 preto peão · e7 preto bispo · f7 preto peão · g7 preto peão · h7 preto peão · a6 preto peão · c6 preto cavalo · d6 preto peão · f6 preto cavalo · b5 preto peão · e5 preto peão · e4 branco peão · b3 branco bispo · c3 branco peão · f3 branco cavalo · h3 branco peão · a2 branco peão · b2 branco peão · d2 branco peão · f2 branco peão · g2 branco peão · a1 branco torre · b1 branco cavalo · c1 branco bispo · d1 branco rainha · e1 branco torre · g1 branco rei | a8 preto torre · d8 preto rainha · f8 preto torre · g8 preto rei · b7 preto bispo · c7 preto peão · e7 preto bispo · f7 preto peão · g7 preto peão · h7 preto peão · a6 preto peão · c6 preto cavalo · d6 preto peão · f6 preto cavalo · b5 preto peão · e5 preto peão · e4 branco peão · b3 branco bispo · c3 branco peão · f3 branco cavalo · h3 branco peão · a2 branco peão · b2 branco peão · d2 branco peão · f2 branco peão · g2 branco peão · a1 branco torre · b1 branco cavalo · c1 branco bispo · d1 branco rainha · e1 branco torre · g1 branco rei | a8 preto torre · d8 preto rainha · f8 preto torre · g8 preto rei · b7 preto bispo · c7 preto peão · e7 preto bispo · f7 preto peão · g7 preto peão · h7 preto peão · a6 preto peão · c6 preto cavalo · d6 preto peão · f6 preto cavalo · b5 preto peão · e5 preto peão · e4 branco peão · b3 branco bispo · c3 branco peão · f3 branco cavalo · h3 branco peão · a2 branco peão · b2 branco peão · d2 branco peão · f2 branco peão · g2 branco peão · a1 branco torre · b1 branco cavalo · c1 branco bispo · d1 branco rainha · e1 branco torre · g1 branco rei | 7 |
| 6 | a8 preto torre · d8 preto rainha · f8 preto torre · g8 preto rei · b7 preto bispo · c7 preto peão · e7 preto bispo · f7 preto peão · g7 preto peão · h7 preto peão · a6 preto peão · c6 preto cavalo · d6 preto peão · f6 preto cavalo · b5 preto peão · e5 preto peão · e4 branco peão · b3 branco bispo · c3 branco peão · f3 branco cavalo · h3 branco peão · a2 branco peão · b2 branco peão · d2 branco peão · f2 branco peão · g2 branco peão · a1 branco torre · b1 branco cavalo · c1 branco bispo · d1 branco rainha · e1 branco torre · g1 branco rei | a8 preto torre · d8 preto rainha · f8 preto torre · g8 preto rei · b7 preto bispo · c7 preto peão · e7 preto bispo · f7 preto peão · g7 preto peão · h7 preto peão · a6 preto peão · c6 preto cavalo · d6 preto peão · f6 preto cavalo · b5 preto peão · e5 preto peão · e4 branco peão · b3 branco bispo · c3 branco peão · f3 branco cavalo · h3 branco peão · a2 branco peão · b2 branco peão · d2 branco peão · f2 branco peão · g2 branco peão · a1 branco torre · b1 branco cavalo · c1 branco bispo · d1 branco rainha · e1 branco torre · g1 branco rei | a8 preto torre · d8 preto rainha · f8 preto torre · g8 preto rei · b7 preto bispo · c7 preto peão · e7 preto bispo · f7 preto peão · g7 preto peão · h7 preto peão · a6 preto peão · c6 preto cavalo · d6 preto peão · f6 preto cavalo · b5 preto peão · e5 preto peão · e4 branco peão · b3 branco bispo · c3 branco peão · f3 branco cavalo · h3 branco peão · a2 branco peão · b2 branco peão · d2 branco peão · f2 branco peão · g2 branco peão · a1 branco torre · b1 branco cavalo · c1 branco bispo · d1 branco rainha · e1 branco torre · g1 branco rei | a8 preto torre · d8 preto rainha · f8 preto torre · g8 preto rei · b7 preto bispo · c7 preto peão · e7 preto bispo · f7 preto peão · g7 preto peão · h7 preto peão · a6 preto peão · c6 preto cavalo · d6 preto peão · f6 preto cavalo · b5 preto peão · e5 preto peão · e4 branco peão · b3 branco bispo · c3 branco peão · f3 branco cavalo · h3 branco peão · a2 branco peão · b2 branco peão · d2 branco peão · f2 branco peão · g2 branco peão · a1 branco torre · b1 branco cavalo · c1 branco bispo · d1 branco rainha · e1 branco torre · g1 branco rei | a8 preto torre · d8 preto rainha · f8 preto torre · g8 preto rei · b7 preto bispo · c7 preto peão · e7 preto bispo · f7 preto peão · g7 preto peão · h7 preto peão · a6 preto peão · c6 preto cavalo · d6 preto peão · f6 preto cavalo · b5 preto peão · e5 preto peão · e4 branco peão · b3 branco bispo · c3 branco peão · f3 branco cavalo · h3 branco peão · a2 branco peão · b2 branco peão · d2 branco peão · f2 branco peão · g2 branco peão · a1 branco torre · b1 branco cavalo · c1 branco bispo · d1 branco rainha · e1 branco torre · g1 branco rei | a8 preto torre · d8 preto rainha · f8 preto torre · g8 preto rei · b7 preto bispo · c7 preto peão · e7 preto bispo · f7 preto peão · g7 preto peão · h7 preto peão · a6 preto peão · c6 preto cavalo · d6 preto peão · f6 preto cavalo · b5 preto peão · e5 preto peão · e4 branco peão · b3 branco bispo · c3 branco peão · f3 branco cavalo · h3 branco peão · a2 branco peão · b2 branco peão · d2 branco peão · f2 branco peão · g2 branco peão · a1 branco torre · b1 branco cavalo · c1 branco bispo · d1 branco rainha · e1 branco torre · g1 branco rei | a8 preto torre · d8 preto rainha · f8 preto torre · g8 preto rei · b7 preto bispo · c7 preto peão · e7 preto bispo · f7 preto peão · g7 preto peão · h7 preto peão · a6 preto peão · c6 preto cavalo · d6 preto peão · f6 preto cavalo · b5 preto peão · e5 preto peão · e4 branco peão · b3 branco bispo · c3 branco peão · f3 branco cavalo · h3 branco peão · a2 branco peão · b2 branco peão · d2 branco peão · f2 branco peão · g2 branco peão · a1 branco torre · b1 branco cavalo · c1 branco bispo · d1 branco rainha · e1 branco torre · g1 branco rei | a8 preto torre · d8 preto rainha · f8 preto torre · g8 preto rei · b7 preto bispo · c7 preto peão · e7 preto bispo · f7 preto peão · g7 preto peão · h7 preto peão · a6 preto peão · c6 preto cavalo · d6 preto peão · f6 preto cavalo · b5 preto peão · e5 preto peão · e4 branco peão · b3 branco bispo · c3 branco peão · f3 branco cavalo · h3 branco peão · a2 branco peão · b2 branco peão · d2 branco peão · f2 branco peão · g2 branco peão · a1 branco torre · b1 branco cavalo · c1 branco bispo · d1 branco rainha · e1 branco torre · g1 branco rei | 6 |
| 5 | a8 preto torre · d8 preto rainha · f8 preto torre · g8 preto rei · b7 preto bispo · c7 preto peão · e7 preto bispo · f7 preto peão · g7 preto peão · h7 preto peão · a6 preto peão · c6 preto cavalo · d6 preto peão · f6 preto cavalo · b5 preto peão · e5 preto peão · e4 branco peão · b3 branco bispo · c3 branco peão · f3 branco cavalo · h3 branco peão · a2 branco peão · b2 branco peão · d2 branco peão · f2 branco peão · g2 branco peão · a1 branco torre · b1 branco cavalo · c1 branco bispo · d1 branco rainha · e1 branco torre · g1 branco rei | a8 preto torre · d8 preto rainha · f8 preto torre · g8 preto rei · b7 preto bispo · c7 preto peão · e7 preto bispo · f7 preto peão · g7 preto peão · h7 preto peão · a6 preto peão · c6 preto cavalo · d6 preto peão · f6 preto cavalo · b5 preto peão · e5 preto peão · e4 branco peão · b3 branco bispo · c3 branco peão · f3 branco cavalo · h3 branco peão · a2 branco peão · b2 branco peão · d2 branco peão · f2 branco peão · g2 branco peão · a1 branco torre · b1 branco cavalo · c1 branco bispo · d1 branco rainha · e1 branco torre · g1 branco rei | a8 preto torre · d8 preto rainha · f8 preto torre · g8 preto rei · b7 preto bispo · c7 preto peão · e7 preto bispo · f7 preto peão · g7 preto peão · h7 preto peão · a6 preto peão · c6 preto cavalo · d6 preto peão · f6 preto cavalo · b5 preto peão · e5 preto peão · e4 branco peão · b3 branco bispo · c3 branco peão · f3 branco cavalo · h3 branco peão · a2 branco peão · b2 branco peão · d2 branco peão · f2 branco peão · g2 branco peão · a1 branco torre · b1 branco cavalo · c1 branco bispo · d1 branco rainha · e1 branco torre · g1 branco rei | a8 preto torre · d8 preto rainha · f8 preto torre · g8 preto rei · b7 preto bispo · c7 preto peão · e7 preto bispo · f7 preto peão · g7 preto peão · h7 preto peão · a6 preto peão · c6 preto cavalo · d6 preto peão · f6 preto cavalo · b5 preto peão · e5 preto peão · e4 branco peão · b3 branco bispo · c3 branco peão · f3 branco cavalo · h3 branco peão · a2 branco peão · b2 branco peão · d2 branco peão · f2 branco peão · g2 branco peão · a1 branco torre · b1 branco cavalo · c1 branco bispo · d1 branco rainha · e1 branco torre · g1 branco rei | a8 preto torre · d8 preto rainha · f8 preto torre · g8 preto rei · b7 preto bispo · c7 preto peão · e7 preto bispo · f7 preto peão · g7 preto peão · h7 preto peão · a6 preto peão · c6 preto cavalo · d6 preto peão · f6 preto cavalo · b5 preto peão · e5 preto peão · e4 branco peão · b3 branco bispo · c3 branco peão · f3 branco cavalo · h3 branco peão · a2 branco peão · b2 branco peão · d2 branco peão · f2 branco peão · g2 branco peão · a1 branco torre · b1 branco cavalo · c1 branco bispo · d1 branco rainha · e1 branco torre · g1 branco rei | a8 preto torre · d8 preto rainha · f8 preto torre · g8 preto rei · b7 preto bispo · c7 preto peão · e7 preto bispo · f7 preto peão · g7 preto peão · h7 preto peão · a6 preto peão · c6 preto cavalo · d6 preto peão · f6 preto cavalo · b5 preto peão · e5 preto peão · e4 branco peão · b3 branco bispo · c3 branco peão · f3 branco cavalo · h3 branco peão · a2 branco peão · b2 branco peão · d2 branco peão · f2 branco peão · g2 branco peão · a1 branco torre · b1 branco cavalo · c1 branco bispo · d1 branco rainha · e1 branco torre · g1 branco rei | a8 preto torre · d8 preto rainha · f8 preto torre · g8 preto rei · b7 preto bispo · c7 preto peão · e7 preto bispo · f7 preto peão · g7 preto peão · h7 preto peão · a6 preto peão · c6 preto cavalo · d6 preto peão · f6 preto cavalo · b5 preto peão · e5 preto peão · e4 branco peão · b3 branco bispo · c3 branco peão · f3 branco cavalo · h3 branco peão · a2 branco peão · b2 branco peão · d2 branco peão · f2 branco peão · g2 branco peão · a1 branco torre · b1 branco cavalo · c1 branco bispo · d1 branco rainha · e1 branco torre · g1 branco rei | a8 preto torre · d8 preto rainha · f8 preto torre · g8 preto rei · b7 preto bispo · c7 preto peão · e7 preto bispo · f7 preto peão · g7 preto peão · h7 preto peão · a6 preto peão · c6 preto cavalo · d6 preto peão · f6 preto cavalo · b5 preto peão · e5 preto peão · e4 branco peão · b3 branco bispo · c3 branco peão · f3 branco cavalo · h3 branco peão · a2 branco peão · b2 branco peão · d2 branco peão · f2 branco peão · g2 branco peão · a1 branco torre · b1 branco cavalo · c1 branco bispo · d1 branco rainha · e1 branco torre · g1 branco rei | 5 |
| 4 | a8 preto torre · d8 preto rainha · f8 preto torre · g8 preto rei · b7 preto bispo · c7 preto peão · e7 preto bispo · f7 preto peão · g7 preto peão · h7 preto peão · a6 preto peão · c6 preto cavalo · d6 preto peão · f6 preto cavalo · b5 preto peão · e5 preto peão · e4 branco peão · b3 branco bispo · c3 branco peão · f3 branco cavalo · h3 branco peão · a2 branco peão · b2 branco peão · d2 branco peão · f2 branco peão · g2 branco peão · a1 branco torre · b1 branco cavalo · c1 branco bispo · d1 branco rainha · e1 branco torre · g1 branco rei | a8 preto torre · d8 preto rainha · f8 preto torre · g8 preto rei · b7 preto bispo · c7 preto peão · e7 preto bispo · f7 preto peão · g7 preto peão · h7 preto peão · a6 preto peão · c6 preto cavalo · d6 preto peão · f6 preto cavalo · b5 preto peão · e5 preto peão · e4 branco peão · b3 branco bispo · c3 branco peão · f3 branco cavalo · h3 branco peão · a2 branco peão · b2 branco peão · d2 branco peão · f2 branco peão · g2 branco peão · a1 branco torre · b1 branco cavalo · c1 branco bispo · d1 branco rainha · e1 branco torre · g1 branco rei | a8 preto torre · d8 preto rainha · f8 preto torre · g8 preto rei · b7 preto bispo · c7 preto peão · e7 preto bispo · f7 preto peão · g7 preto peão · h7 preto peão · a6 preto peão · c6 preto cavalo · d6 preto peão · f6 preto cavalo · b5 preto peão · e5 preto peão · e4 branco peão · b3 branco bispo · c3 branco peão · f3 branco cavalo · h3 branco peão · a2 branco peão · b2 branco peão · d2 branco peão · f2 branco peão · g2 branco peão · a1 branco torre · b1 branco cavalo · c1 branco bispo · d1 branco rainha · e1 branco torre · g1 branco rei | a8 preto torre · d8 preto rainha · f8 preto torre · g8 preto rei · b7 preto bispo · c7 preto peão · e7 preto bispo · f7 preto peão · g7 preto peão · h7 preto peão · a6 preto peão · c6 preto cavalo · d6 preto peão · f6 preto cavalo · b5 preto peão · e5 preto peão · e4 branco peão · b3 branco bispo · c3 branco peão · f3 branco cavalo · h3 branco peão · a2 branco peão · b2 branco peão · d2 branco peão · f2 branco peão · g2 branco peão · a1 branco torre · b1 branco cavalo · c1 branco bispo · d1 branco rainha · e1 branco torre · g1 branco rei | a8 preto torre · d8 preto rainha · f8 preto torre · g8 preto rei · b7 preto bispo · c7 preto peão · e7 preto bispo · f7 preto peão · g7 preto peão · h7 preto peão · a6 preto peão · c6 preto cavalo · d6 preto peão · f6 preto cavalo · b5 preto peão · e5 preto peão · e4 branco peão · b3 branco bispo · c3 branco peão · f3 branco cavalo · h3 branco peão · a2 branco peão · b2 branco peão · d2 branco peão · f2 branco peão · g2 branco peão · a1 branco torre · b1 branco cavalo · c1 branco bispo · d1 branco rainha · e1 branco torre · g1 branco rei | a8 preto torre · d8 preto rainha · f8 preto torre · g8 preto rei · b7 preto bispo · c7 preto peão · e7 preto bispo · f7 preto peão · g7 preto peão · h7 preto peão · a6 preto peão · c6 preto cavalo · d6 preto peão · f6 preto cavalo · b5 preto peão · e5 preto peão · e4 branco peão · b3 branco bispo · c3 branco peão · f3 branco cavalo · h3 branco peão · a2 branco peão · b2 branco peão · d2 branco peão · f2 branco peão · g2 branco peão · a1 branco torre · b1 branco cavalo · c1 branco bispo · d1 branco rainha · e1 branco torre · g1 branco rei | a8 preto torre · d8 preto rainha · f8 preto torre · g8 preto rei · b7 preto bispo · c7 preto peão · e7 preto bispo · f7 preto peão · g7 preto peão · h7 preto peão · a6 preto peão · c6 preto cavalo · d6 preto peão · f6 preto cavalo · b5 preto peão · e5 preto peão · e4 branco peão · b3 branco bispo · c3 branco peão · f3 branco cavalo · h3 branco peão · a2 branco peão · b2 branco peão · d2 branco peão · f2 branco peão · g2 branco peão · a1 branco torre · b1 branco cavalo · c1 branco bispo · d1 branco rainha · e1 branco torre · g1 branco rei | a8 preto torre · d8 preto rainha · f8 preto torre · g8 preto rei · b7 preto bispo · c7 preto peão · e7 preto bispo · f7 preto peão · g7 preto peão · h7 preto peão · a6 preto peão · c6 preto cavalo · d6 preto peão · f6 preto cavalo · b5 preto peão · e5 preto peão · e4 branco peão · b3 branco bispo · c3 branco peão · f3 branco cavalo · h3 branco peão · a2 branco peão · b2 branco peão · d2 branco peão · f2 branco peão · g2 branco peão · a1 branco torre · b1 branco cavalo · c1 branco bispo · d1 branco rainha · e1 branco torre · g1 branco rei | 4 |
| 3 | a8 preto torre · d8 preto rainha · f8 preto torre · g8 preto rei · b7 preto bispo · c7 preto peão · e7 preto bispo · f7 preto peão · g7 preto peão · h7 preto peão · a6 preto peão · c6 preto cavalo · d6 preto peão · f6 preto cavalo · b5 preto peão · e5 preto peão · e4 branco peão · b3 branco bispo · c3 branco peão · f3 branco cavalo · h3 branco peão · a2 branco peão · b2 branco peão · d2 branco peão · f2 branco peão · g2 branco peão · a1 branco torre · b1 branco cavalo · c1 branco bispo · d1 branco rainha · e1 branco torre · g1 branco rei | a8 preto torre · d8 preto rainha · f8 preto torre · g8 preto rei · b7 preto bispo · c7 preto peão · e7 preto bispo · f7 preto peão · g7 preto peão · h7 preto peão · a6 preto peão · c6 preto cavalo · d6 preto peão · f6 preto cavalo · b5 preto peão · e5 preto peão · e4 branco peão · b3 branco bispo · c3 branco peão · f3 branco cavalo · h3 branco peão · a2 branco peão · b2 branco peão · d2 branco peão · f2 branco peão · g2 branco peão · a1 branco torre · b1 branco cavalo · c1 branco bispo · d1 branco rainha · e1 branco torre · g1 branco rei | a8 preto torre · d8 preto rainha · f8 preto torre · g8 preto rei · b7 preto bispo · c7 preto peão · e7 preto bispo · f7 preto peão · g7 preto peão · h7 preto peão · a6 preto peão · c6 preto cavalo · d6 preto peão · f6 preto cavalo · b5 preto peão · e5 preto peão · e4 branco peão · b3 branco bispo · c3 branco peão · f3 branco cavalo · h3 branco peão · a2 branco peão · b2 branco peão · d2 branco peão · f2 branco peão · g2 branco peão · a1 branco torre · b1 branco cavalo · c1 branco bispo · d1 branco rainha · e1 branco torre · g1 branco rei | a8 preto torre · d8 preto rainha · f8 preto torre · g8 preto rei · b7 preto bispo · c7 preto peão · e7 preto bispo · f7 preto peão · g7 preto peão · h7 preto peão · a6 preto peão · c6 preto cavalo · d6 preto peão · f6 preto cavalo · b5 preto peão · e5 preto peão · e4 branco peão · b3 branco bispo · c3 branco peão · f3 branco cavalo · h3 branco peão · a2 branco peão · b2 branco peão · d2 branco peão · f2 branco peão · g2 branco peão · a1 branco torre · b1 branco cavalo · c1 branco bispo · d1 branco rainha · e1 branco torre · g1 branco rei | a8 preto torre · d8 preto rainha · f8 preto torre · g8 preto rei · b7 preto bispo · c7 preto peão · e7 preto bispo · f7 preto peão · g7 preto peão · h7 preto peão · a6 preto peão · c6 preto cavalo · d6 preto peão · f6 preto cavalo · b5 preto peão · e5 preto peão · e4 branco peão · b3 branco bispo · c3 branco peão · f3 branco cavalo · h3 branco peão · a2 branco peão · b2 branco peão · d2 branco peão · f2 branco peão · g2 branco peão · a1 branco torre · b1 branco cavalo · c1 branco bispo · d1 branco rainha · e1 branco torre · g1 branco rei | a8 preto torre · d8 preto rainha · f8 preto torre · g8 preto rei · b7 preto bispo · c7 preto peão · e7 preto bispo · f7 preto peão · g7 preto peão · h7 preto peão · a6 preto peão · c6 preto cavalo · d6 preto peão · f6 preto cavalo · b5 preto peão · e5 preto peão · e4 branco peão · b3 branco bispo · c3 branco peão · f3 branco cavalo · h3 branco peão · a2 branco peão · b2 branco peão · d2 branco peão · f2 branco peão · g2 branco peão · a1 branco torre · b1 branco cavalo · c1 branco bispo · d1 branco rainha · e1 branco torre · g1 branco rei | a8 preto torre · d8 preto rainha · f8 preto torre · g8 preto rei · b7 preto bispo · c7 preto peão · e7 preto bispo · f7 preto peão · g7 preto peão · h7 preto peão · a6 preto peão · c6 preto cavalo · d6 preto peão · f6 preto cavalo · b5 preto peão · e5 preto peão · e4 branco peão · b3 branco bispo · c3 branco peão · f3 branco cavalo · h3 branco peão · a2 branco peão · b2 branco peão · d2 branco peão · f2 branco peão · g2 branco peão · a1 branco torre · b1 branco cavalo · c1 branco bispo · d1 branco rainha · e1 branco torre · g1 branco rei | a8 preto torre · d8 preto rainha · f8 preto torre · g8 preto rei · b7 preto bispo · c7 preto peão · e7 preto bispo · f7 preto peão · g7 preto peão · h7 preto peão · a6 preto peão · c6 preto cavalo · d6 preto peão · f6 preto cavalo · b5 preto peão · e5 preto peão · e4 branco peão · b3 branco bispo · c3 branco peão · f3 branco cavalo · h3 branco peão · a2 branco peão · b2 branco peão · d2 branco peão · f2 branco peão · g2 branco peão · a1 branco torre · b1 branco cavalo · c1 branco bispo · d1 branco rainha · e1 branco torre · g1 branco rei | 3 |
| 2 | a8 preto torre · d8 preto rainha · f8 preto torre · g8 preto rei · b7 preto bispo · c7 preto peão · e7 preto bispo · f7 preto peão · g7 preto peão · h7 preto peão · a6 preto peão · c6 preto cavalo · d6 preto peão · f6 preto cavalo · b5 preto peão · e5 preto peão · e4 branco peão · b3 branco bispo · c3 branco peão · f3 branco cavalo · h3 branco peão · a2 branco peão · b2 branco peão · d2 branco peão · f2 branco peão · g2 branco peão · a1 branco torre · b1 branco cavalo · c1 branco bispo · d1 branco rainha · e1 branco torre · g1 branco rei | a8 preto torre · d8 preto rainha · f8 preto torre · g8 preto rei · b7 preto bispo · c7 preto peão · e7 preto bispo · f7 preto peão · g7 preto peão · h7 preto peão · a6 preto peão · c6 preto cavalo · d6 preto peão · f6 preto cavalo · b5 preto peão · e5 preto peão · e4 branco peão · b3 branco bispo · c3 branco peão · f3 branco cavalo · h3 branco peão · a2 branco peão · b2 branco peão · d2 branco peão · f2 branco peão · g2 branco peão · a1 branco torre · b1 branco cavalo · c1 branco bispo · d1 branco rainha · e1 branco torre · g1 branco rei | a8 preto torre · d8 preto rainha · f8 preto torre · g8 preto rei · b7 preto bispo · c7 preto peão · e7 preto bispo · f7 preto peão · g7 preto peão · h7 preto peão · a6 preto peão · c6 preto cavalo · d6 preto peão · f6 preto cavalo · b5 preto peão · e5 preto peão · e4 branco peão · b3 branco bispo · c3 branco peão · f3 branco cavalo · h3 branco peão · a2 branco peão · b2 branco peão · d2 branco peão · f2 branco peão · g2 branco peão · a1 branco torre · b1 branco cavalo · c1 branco bispo · d1 branco rainha · e1 branco torre · g1 branco rei | a8 preto torre · d8 preto rainha · f8 preto torre · g8 preto rei · b7 preto bispo · c7 preto peão · e7 preto bispo · f7 preto peão · g7 preto peão · h7 preto peão · a6 preto peão · c6 preto cavalo · d6 preto peão · f6 preto cavalo · b5 preto peão · e5 preto peão · e4 branco peão · b3 branco bispo · c3 branco peão · f3 branco cavalo · h3 branco peão · a2 branco peão · b2 branco peão · d2 branco peão · f2 branco peão · g2 branco peão · a1 branco torre · b1 branco cavalo · c1 branco bispo · d1 branco rainha · e1 branco torre · g1 branco rei | a8 preto torre · d8 preto rainha · f8 preto torre · g8 preto rei · b7 preto bispo · c7 preto peão · e7 preto bispo · f7 preto peão · g7 preto peão · h7 preto peão · a6 preto peão · c6 preto cavalo · d6 preto peão · f6 preto cavalo · b5 preto peão · e5 preto peão · e4 branco peão · b3 branco bispo · c3 branco peão · f3 branco cavalo · h3 branco peão · a2 branco peão · b2 branco peão · d2 branco peão · f2 branco peão · g2 branco peão · a1 branco torre · b1 branco cavalo · c1 branco bispo · d1 branco rainha · e1 branco torre · g1 branco rei | a8 preto torre · d8 preto rainha · f8 preto torre · g8 preto rei · b7 preto bispo · c7 preto peão · e7 preto bispo · f7 preto peão · g7 preto peão · h7 preto peão · a6 preto peão · c6 preto cavalo · d6 preto peão · f6 preto cavalo · b5 preto peão · e5 preto peão · e4 branco peão · b3 branco bispo · c3 branco peão · f3 branco cavalo · h3 branco peão · a2 branco peão · b2 branco peão · d2 branco peão · f2 branco peão · g2 branco peão · a1 branco torre · b1 branco cavalo · c1 branco bispo · d1 branco rainha · e1 branco torre · g1 branco rei | a8 preto torre · d8 preto rainha · f8 preto torre · g8 preto rei · b7 preto bispo · c7 preto peão · e7 preto bispo · f7 preto peão · g7 preto peão · h7 preto peão · a6 preto peão · c6 preto cavalo · d6 preto peão · f6 preto cavalo · b5 preto peão · e5 preto peão · e4 branco peão · b3 branco bispo · c3 branco peão · f3 branco cavalo · h3 branco peão · a2 branco peão · b2 branco peão · d2 branco peão · f2 branco peão · g2 branco peão · a1 branco torre · b1 branco cavalo · c1 branco bispo · d1 branco rainha · e1 branco torre · g1 branco rei | a8 preto torre · d8 preto rainha · f8 preto torre · g8 preto rei · b7 preto bispo · c7 preto peão · e7 preto bispo · f7 preto peão · g7 preto peão · h7 preto peão · a6 preto peão · c6 preto cavalo · d6 preto peão · f6 preto cavalo · b5 preto peão · e5 preto peão · e4 branco peão · b3 branco bispo · c3 branco peão · f3 branco cavalo · h3 branco peão · a2 branco peão · b2 branco peão · d2 branco peão · f2 branco peão · g2 branco peão · a1 branco torre · b1 branco cavalo · c1 branco bispo · d1 branco rainha · e1 branco torre · g1 branco rei | 2 |
| 1 | a8 preto torre · d8 preto rainha · f8 preto torre · g8 preto rei · b7 preto bispo · c7 preto peão · e7 preto bispo · f7 preto peão · g7 preto peão · h7 preto peão · a6 preto peão · c6 preto cavalo · d6 preto peão · f6 preto cavalo · b5 preto peão · e5 preto peão · e4 branco peão · b3 branco bispo · c3 branco peão · f3 branco cavalo · h3 branco peão · a2 branco peão · b2 branco peão · d2 branco peão · f2 branco peão · g2 branco peão · a1 branco torre · b1 branco cavalo · c1 branco bispo · d1 branco rainha · e1 branco torre · g1 branco rei | a8 preto torre · d8 preto rainha · f8 preto torre · g8 preto rei · b7 preto bispo · c7 preto peão · e7 preto bispo · f7 preto peão · g7 preto peão · h7 preto peão · a6 preto peão · c6 preto cavalo · d6 preto peão · f6 preto cavalo · b5 preto peão · e5 preto peão · e4 branco peão · b3 branco bispo · c3 branco peão · f3 branco cavalo · h3 branco peão · a2 branco peão · b2 branco peão · d2 branco peão · f2 branco peão · g2 branco peão · a1 branco torre · b1 branco cavalo · c1 branco bispo · d1 branco rainha · e1 branco torre · g1 branco rei | a8 preto torre · d8 preto rainha · f8 preto torre · g8 preto rei · b7 preto bispo · c7 preto peão · e7 preto bispo · f7 preto peão · g7 preto peão · h7 preto peão · a6 preto peão · c6 preto cavalo · d6 preto peão · f6 preto cavalo · b5 preto peão · e5 preto peão · e4 branco peão · b3 branco bispo · c3 branco peão · f3 branco cavalo · h3 branco peão · a2 branco peão · b2 branco peão · d2 branco peão · f2 branco peão · g2 branco peão · a1 branco torre · b1 branco cavalo · c1 branco bispo · d1 branco rainha · e1 branco torre · g1 branco rei | a8 preto torre · d8 preto rainha · f8 preto torre · g8 preto rei · b7 preto bispo · c7 preto peão · e7 preto bispo · f7 preto peão · g7 preto peão · h7 preto peão · a6 preto peão · c6 preto cavalo · d6 preto peão · f6 preto cavalo · b5 preto peão · e5 preto peão · e4 branco peão · b3 branco bispo · c3 branco peão · f3 branco cavalo · h3 branco peão · a2 branco peão · b2 branco peão · d2 branco peão · f2 branco peão · g2 branco peão · a1 branco torre · b1 branco cavalo · c1 branco bispo · d1 branco rainha · e1 branco torre · g1 branco rei | a8 preto torre · d8 preto rainha · f8 preto torre · g8 preto rei · b7 preto bispo · c7 preto peão · e7 preto bispo · f7 preto peão · g7 preto peão · h7 preto peão · a6 preto peão · c6 preto cavalo · d6 preto peão · f6 preto cavalo · b5 preto peão · e5 preto peão · e4 branco peão · b3 branco bispo · c3 branco peão · f3 branco cavalo · h3 branco peão · a2 branco peão · b2 branco peão · d2 branco peão · f2 branco peão · g2 branco peão · a1 branco torre · b1 branco cavalo · c1 branco bispo · d1 branco rainha · e1 branco torre · g1 branco rei | a8 preto torre · d8 preto rainha · f8 preto torre · g8 preto rei · b7 preto bispo · c7 preto peão · e7 preto bispo · f7 preto peão · g7 preto peão · h7 preto peão · a6 preto peão · c6 preto cavalo · d6 preto peão · f6 preto cavalo · b5 preto peão · e5 preto peão · e4 branco peão · b3 branco bispo · c3 branco peão · f3 branco cavalo · h3 branco peão · a2 branco peão · b2 branco peão · d2 branco peão · f2 branco peão · g2 branco peão · a1 branco torre · b1 branco cavalo · c1 branco bispo · d1 branco rainha · e1 branco torre · g1 branco rei | a8 preto torre · d8 preto rainha · f8 preto torre · g8 preto rei · b7 preto bispo · c7 preto peão · e7 preto bispo · f7 preto peão · g7 preto peão · h7 preto peão · a6 preto peão · c6 preto cavalo · d6 preto peão · f6 preto cavalo · b5 preto peão · e5 preto peão · e4 branco peão · b3 branco bispo · c3 branco peão · f3 branco cavalo · h3 branco peão · a2 branco peão · b2 branco peão · d2 branco peão · f2 branco peão · g2 branco peão · a1 branco torre · b1 branco cavalo · c1 branco bispo · d1 branco rainha · e1 branco torre · g1 branco rei | a8 preto torre · d8 preto rainha · f8 preto torre · g8 preto rei · b7 preto bispo · c7 preto peão · e7 preto bispo · f7 preto peão · g7 preto peão · h7 preto peão · a6 preto peão · c6 preto cavalo · d6 preto peão · f6 preto cavalo · b5 preto peão · e5 preto peão · e4 branco peão · b3 branco bispo · c3 branco peão · f3 branco cavalo · h3 branco peão · a2 branco peão · b2 branco peão · d2 branco peão · f2 branco peão · g2 branco peão · a1 branco torre · b1 branco cavalo · c1 branco bispo · d1 branco rainha · e1 branco torre · g1 branco rei | 1 |
|   | a | b | c | d | e | f | g | h |   |

A Variação Zaitsev (também chamada de Flohr-Zaitsev Variation) foi promovida por Igor Zaitsev, um treinador de Anatoly Karpov. Esta variação foi uma favorita de Karpov, e continua a ser uma das variações mais importantes do Ruy López. Com 9… ♗b7, as pretas põem mais pressão na e4 após 10.d4 ♖e8 11.♘bd2 ♗f8, quando o jogo pode tornar bastante tático. Um ponto fraco é que as brancas podem forçar as pretas a escolher uma defesa diferente, ou permitir um empate via repetição de três posições, com 11.♘g5 ♖f8 12.♘f3.